# Straßenbahn Aachen
Die Straßenbahn Aachen bildete von 1880 bis 1974 das Rückgrat des öffentlichen Personennahverkehrs im Stadtgebiet von Aachen und seinem Umland. Die ursprünglich als Pferdebahn erbauten Strecken wurden ab Juli 1895 schrittweise auf elektrischen Betrieb umgestellt. Das Netz der Aachener Straßenbahn zählte zu den ausgedehntesten deutschen Überlandstraßenbahnen, zeitweise besaß sie auch grenzüberschreitende Strecken nach Belgien und in die Niederlande. Mit einer Gesamtstreckenlänge von 180,1 Kilometern und einer Gleislänge von 213,5 Kilometern betrieb sie 1914 das viertgrößte Straßenbahnnetz Deutschlands.
Betrieben wurde das Netz ab 1880 von der Aachener und Burtscheider Pferdeeisenbahn-Gesellschaft, die sich 1894 in Aachener Kleinbahn-Gesellschaft (AKG) umbenannte. Ein Teil der Strecken wurde ab 1902 durch die Rheinischen Elektricitäts- und Kleinbahnen AG (REKA) gebaut und betrieben, die AKG übernahm allerdings nach wenigen Jahren deren Betriebsführung. Beide Gesellschaften fusionierten 1942 zur Aachener Straßenbahn und Energieversorgungs-AG (ASEAG), die seitdem den öffentlichen Personennahverkehr in der Städteregion Aachen erbringt. Nach dem Zweiten Weltkrieg legte die ASEAG das Streckennetz schrittweise still, zuletzt im September 1974 die Linie 15 von Vaals nach Brand. Die ASEAG ist heute ein reines Omnibus-Verkehrsunternehmen, führt den Begriff Straßenbahn aber bis in die Gegenwart in ihrem Namen.

## Geschichte

### Pferdebahn

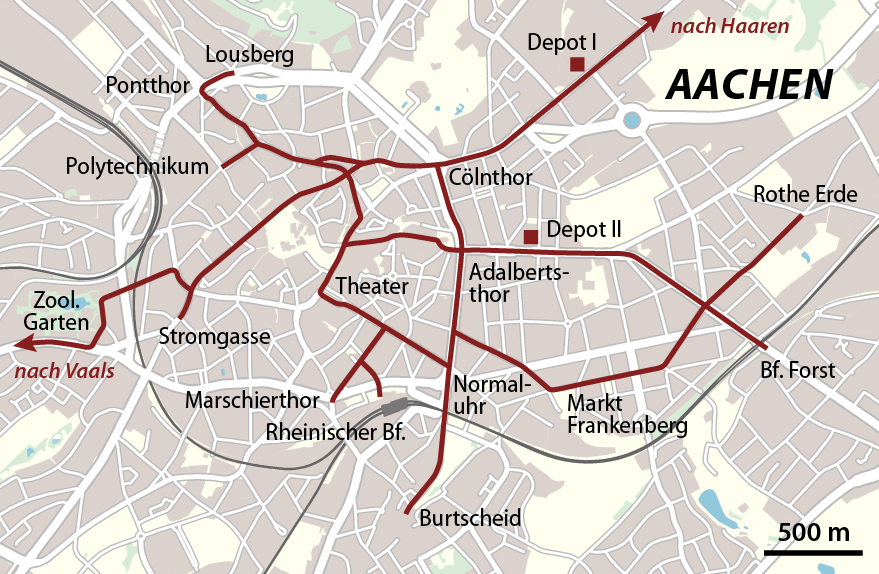
Gesamtnetz der Pferdebahn mit allen zwischen 1880 und 1895 vorhandenen Strecken (ohne die Stolberger Linie)

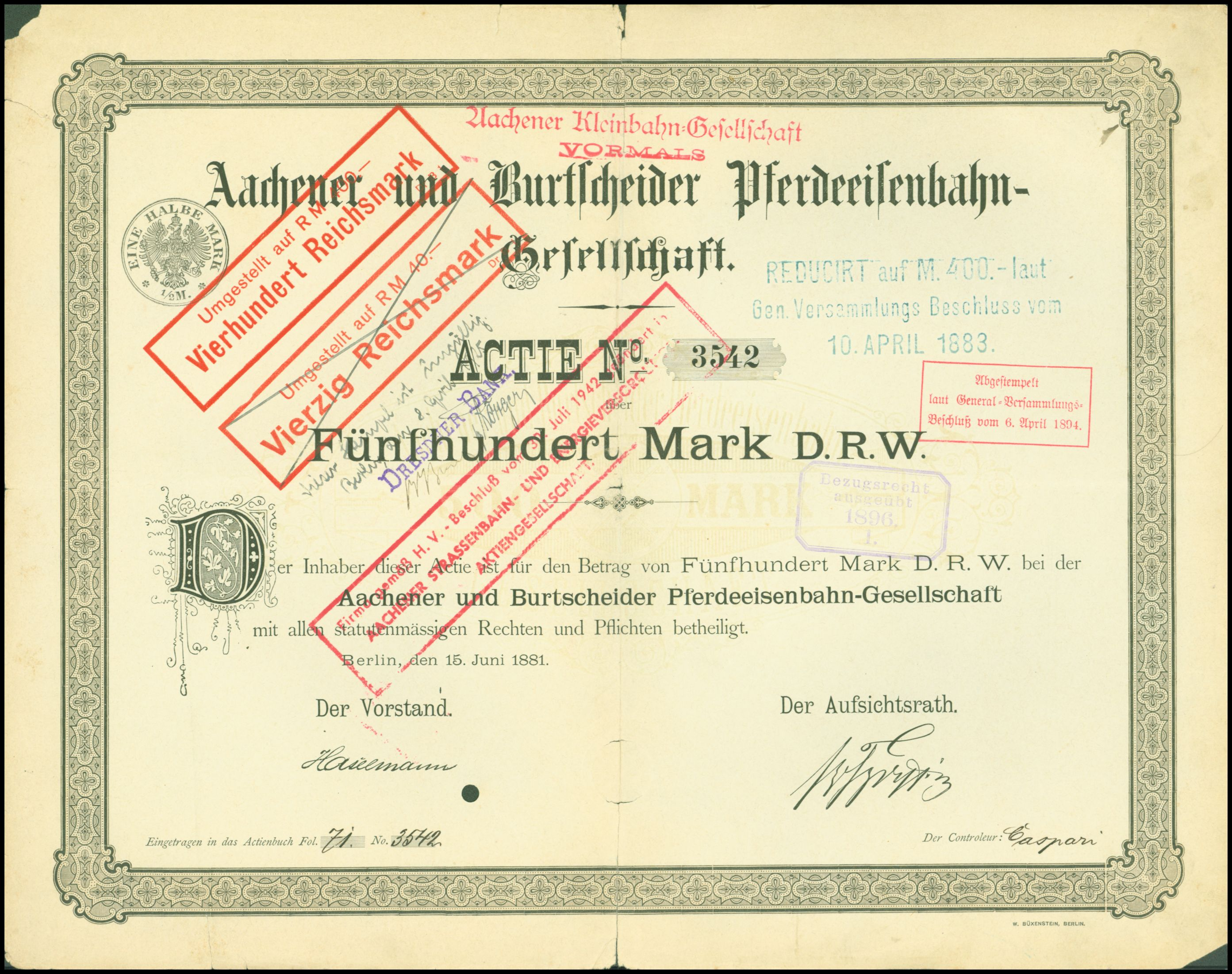
Aktie über 500 Mark der Aachener und Burtscheider Pferdeeisenbahn-Gesellschaft vom 15. Juni 1881

Straßenbahnmünze zum Nennwert von zwölfeinhalb Pfennig, gemäß Bekanntmachung vom 16. Mai 1888 wurde der Fahrpreis von zehn auf fünfzehn Pfennig erhöht, durch den Kauf von jeweils acht Fahrmarken zum Preis von einer Mark hatte der Fahrgast einen entsprechenden Preisvorteil

Bereits 1873 und 1874 bemühten sich der belgische Unternehmer van der Velde und die Banque de Bruxelles um eine Genehmigung zum Bau und Betrieb einer Straßenbahn in Aachen. Nach längeren Vorplanungen zog sich die belgische Bank aber 1877 von dem Projekt zurück, mit der Begründung, dass eine Pferdebahn in Aachen aufgrund starker Steigungen in der Stadt unmöglich sei. Gleichzeitig schlug man den Einsatz einer Dampfstraßenbahn vor. Dabei sollten Dampfspeicherloks eingesetzt werden, um die Belästigung durch Rauch und Ruß zu vermeiden. Auch dieses Vorhaben zerschlug sich, der Aachener Stadtrat suchte anderweitig nach möglichen Unternehmern.
Am 13. April 1880 konnte der Stadtrat Verhandlungen mit dem Berliner Unternehmer Carl Liman erfolgreich abschließen, worauf hin am 4. September jenes Jahres durch den Aachener Polizeipräsidenten die erforderliche Konzession erteilt wurde. Die am 25. September 1880 gegründete Aachener und Burtscheider Pferdeeisenbahn-Gesellschaft übernahm die Konzession von Liman und begann im Herbst mit dem Bau der ersten Strecken. Der erste Pferdebahnwagen rollte nach kurzer Bauzeit bereits am 16. Dezember 1880 vom Hotmannspief über das Kölntor (am späteren Hansemannplatz) zum Bahnhof der Aachen-Jülicher Eisenbahn, dem späteren Bahnhof Aachen Nord. Das Netz wurde in Normalspur (1435 mm Spurweite) angelegt.
Noch 1880 folgte am 25. Dezember die zweite Strecke, vom Kölntor zum Kaiserplatz und über den Adalbertsteinweg bis zur Elsaßstraße. Schnell nahm die Pferdebahngesellschaft im Jahr 1881 weitere Strecken in Betrieb, so nach Burtscheid, zum Rheinischen Bahnhof (heute Aachen Hauptbahnhof), zum Polytechnikum (der späteren RWTH Aachen) in der Nähe des damaligen Bahnhofs Templerbend, zum Ponttor und über den Markt zur Jakobstraße. Zum Jahresende umfasste das Netz bereits 15 Kilometer Streckenlänge. 1881 eröffnete die Pferdebahn auch die erste Strecke außerhalb von Aachen: vom Rheinischen Bahnhof Stolberg (Rh.) (heute Stolberg (Rheinl) Hbf, damals noch auf dem Stadtgebiet der Nachbarstadt Eschweiler gelegen) bis nach Stolberg-Hammer mit einer Gesamtlänge von 4,4 Kilometern.
Wegen der starken Steigungen im Aachener Stadtgebiet wurden die Wagen nicht wie sonst üblich von einem, sondern von zwei Pferden gezogen. Zum Einsatz kamen aufgrund der hohen Anforderungen fast ausschließlich Pferde der Ardenner-Rasse, Kaltblüter mit kräftigem Körperbau und hoher Ausdauer, die für 800 bis 850 Mark gekauft wurden. Auch diese wurden jedoch stark beansprucht und mussten nach durchschnittlich fünf Jahren außer Dienst gestellt werden, beim Verkauf konnten im Schnitt noch 300 Mark erlöst werden. Sie legten pro Tag im Schnitt 20 km beim einspännigen und 24 km beim vorherrschenden zweispännigen Einsatz zurück. Zur Bespannung wurden Sielengeschirre verwendet, um die Druckwunden zu vermeiden, die bei den von vielen anderen Pferdebahnen verwendeten Kummetgeschirren auftraten. Ein erheblicher Kostenfaktor war auch das Futter; 1882 wurden an die 170 vorhandenen Pferde insgesamt 57.204 Rationen von je 16 Pfund Hafer, sieben Pfund Heu und zwei Pfund gehäckseltem Stroh verfüttert.
Nach 1881 wurden nur wenige neue Strecken gebaut, 1882 eine Linie ins Frankenberger Viertel und 1883 nach Haaren. 1889 wurde schließlich am 6. November die erste internationale Strecke ins niederländische Vaals eröffnet, nachdem Pläne für eine Dampfstraßenbahn nach Vaals gescheitert waren. Die Endstelle wurde in Vaals in Höhe von Schloss Blumenthal eingerichtet, die ursprünglich geplante Streckenführung weiter bis Lemiers wurde nicht gebaut. Aufgrund der Steigung in Richtung Aachen in Höhe Reutershag wurde zusätzlich zur im Aachener Netz grundsätzlich erforderlichen Doppelbespannung vor die aus Vaals kommenden Wagen noch ein drittes Pferd vorgespannt.
Der aufwändige zweispännige Betrieb verursachte der Pferdebahn wirtschaftliche Probleme. Auch war die Nachfrage nicht auf allen Strecken zufriedenstellend. Daher wurden bereits 1883 einzelne kurze Stichstrecken nach wenigen Jahren Betrieb wieder eingestellt, so die Strecken zum Marschiertor und zum Polytechnikum, 1885 folgten der Abschnitt Neumarkt – Elsaßstraße der Frankenberger Strecke und die Stichstrecke zum Rheinischen Bahnhof (dem heutigen Hauptbahnhof). Zudem wurden alle Aachener Linien vom Schaffnerbetrieb auf ein Zahlkastensystem umgestellt, um die Personalkosten zu reduzieren. Lediglich die Stolberger Linie behielt ihre Schaffner. Der Personalbestand sank von 133 im Jahr der Betriebsaufnahme auf 79 im Jahr 1885. Damit konnte nach Defiziten in den ersten Jahren ab 1884 eine Dividende gezahlt werden, die allerdings mit durchschnittlich 1,5 % nicht üppig ausfiel. Das Aktienkapital der Gesellschaft musste in den Jahren 1882 und 1884 zweimal herabgesetzt werden.
| Bezeichnung | Linienweg                                                                   | Fahrtenfolge (Fahrplan Winter 1893/94)                                           |
| ----------- | --------------------------------------------------------------------------- | -------------------------------------------------------------------------------- |
| A           | Kölntor (Hansemannplatz) – Aachen-Jülicher Bahnhof – Haaren                 | alle 20 Minuten                                                                  |
| B           | Elisenbrunnen – Kaiserplatz – Bahnhof Forst/Rothe Erde                      | alle 10 Minuten (jeweils alle 20 Minuten bis Forst bzw. Rothe Erde)              |
| C           | Burtscheid – Kaiserplatz – Kölntor – Markt – Stromgasse/Zoologischer Garten | alle 10 Minuten (jeweils alle 20 Minuten bis Stromgasse bzw. Zoolog. Garten)     |
| D           | Burtscheid – Elisenbrunnen – Ponttor – Lousberg                             | alle 10 Minuten                                                                  |
| E           | Wilhelmstraße – Kaiserplatz – Kölntor – Markt – Zoo – Vaals Blumenthal      | 10 Fahrtenpaare, an Sonntagen 15 Fahrtenpaare                                    |
| F           | Neumarkt – Frankenberg – Normaluhr                                          | alle 20 Minuten                                                                  |
| G           | Stolberg Rheinischer Bahnhof – Stolberg Post – Stolberg Hammer              | 22 Fahrtenpaare (orientiert an Zugan-/abfahrten in Stolberg Rheinischer Bahnhof) |

1894, im letzten Jahr mit ausschließlichem Pferdebetrieb, wies die Aachener Straßenbahn nach Bau der letzten Verlängerung nach Rothe Erde eine Netzlänge von 22 Kilometern auf. Depots der Pferdebahn waren am Aachen-Jülicher Bahnhof und an der Scheibenstraße eingerichtet, die Stolberger Linie bekam in der Nähe des dortigen Hauptbahnhofs ihr Depot.
| Datum              | Strecke                                                                                  | Anmerkungen                                                   |
| ------------------ | ---------------------------------------------------------------------------------------- | ------------------------------------------------------------- |
| 16. Dezember 1880  | Hotmannspief/Seilgraben – Hansemannplatz – Nordbahnhof                                   |                                                               |
| 25. Dezember 1880  | Hansemannplatz – Kaiserplatz – Elsaßstraße                                               |                                                               |
| 16. April 1881     | Kaiserplatz – Normaluhr – Burtscheid                                                     |                                                               |
| 17. Mai 1881       | Theater – Theaterstraße – Normaluhr, Theaterstraße – Rheinischer Bf (heute Hauptbahnhof) | Abschnitt zum Bahnhof 1885 wieder eingestellt                 |
| 22. Mai 1881       | Hotmannspief/Seilgraben – Markt – Jakobstraße                                            |                                                               |
| 6. Juni 1881       | Theater – Elisenbrunnen – Seilgraben – Pontdriesch – Polytechnikum                       | Abschnitt Pontdriesch – Polytechnikum 1883 wieder eingestellt |
| 10. Juli 1881      | Theaterstraße – Bahnhof Marschiertor – Pontdriesch – Ponttor                             | 1883 wieder eingestellt                                       |
| 3. August 1881     | Elsaßstraße – Bahnhof Forst – Jakobstraße – Karlsgraben – Stromgasse                     |                                                               |
| 17. September 1881 | Elisenbrunnen – Kaiserplatz                                                              |                                                               |
| 28. September 1881 | Ponttor – Ludwigsallee – Lousbergstraße                                                  |                                                               |
| 20. Oktober 1881   | Stolberg Rheinischer Bf – Stolberg Hauptpost                                             |                                                               |
| 3. November 1881   | Stolberg Hauptpost – Stolberg Hammer                                                     |                                                               |
| 29. April 1882     | Normaluhr – Lothringer Straße – Neumarkt – Elsaßstraße                                   | Abschnitt Neumarkt – Elsaßstraße 1885 wieder eingestellt      |
| 7. Juli 1883       | Nordbahnhof – Haaren Markt                                                               |                                                               |
| 16. Juni 1888      | Karlsgraben – Zoologischer Garten (heute Westpark)                                       |                                                               |
| 8. November 1889   | Zoologischer Garten – Westfriedhof – Vaals – Vaals Blumenthal                            |                                                               |
| 21. Juni 1891      | Elsaßstraße – Rothe Erde                                                                 |                                                               |

### Natronbahn

Feuerlose Natron-Lokomotive um 1884

Der teure Betrieb mit zwei Pferden führte zur Suche nach Alternativen. 1884/1885 nahm eine von Moritz Honigmann entwickelte feuerlose Natronlokomotive ihren Probebetrieb auf. Mehrere Monate wurde diese Maschine zwischen Normaluhr und Cölnthor eingesetzt. Dies senkte zwar die Betriebskosten, aber die Befürchtung, die verwendete Natronlauge zerfresse auf Dauer den Dampfkessel, veranlasste die Betreiber, die Versuche wieder aufzugeben. Außerdem erwies sich der Gleisunterbau als zu schwach für die schweren Lokomotiven.
Der Betrieb als Pferdebahn wurde bis 1895 fortgesetzt. Ab Anfang der 1890er Jahre wurden Pläne zur Elektrifizierung entwickelt.

### Elektrische Straßenbahn

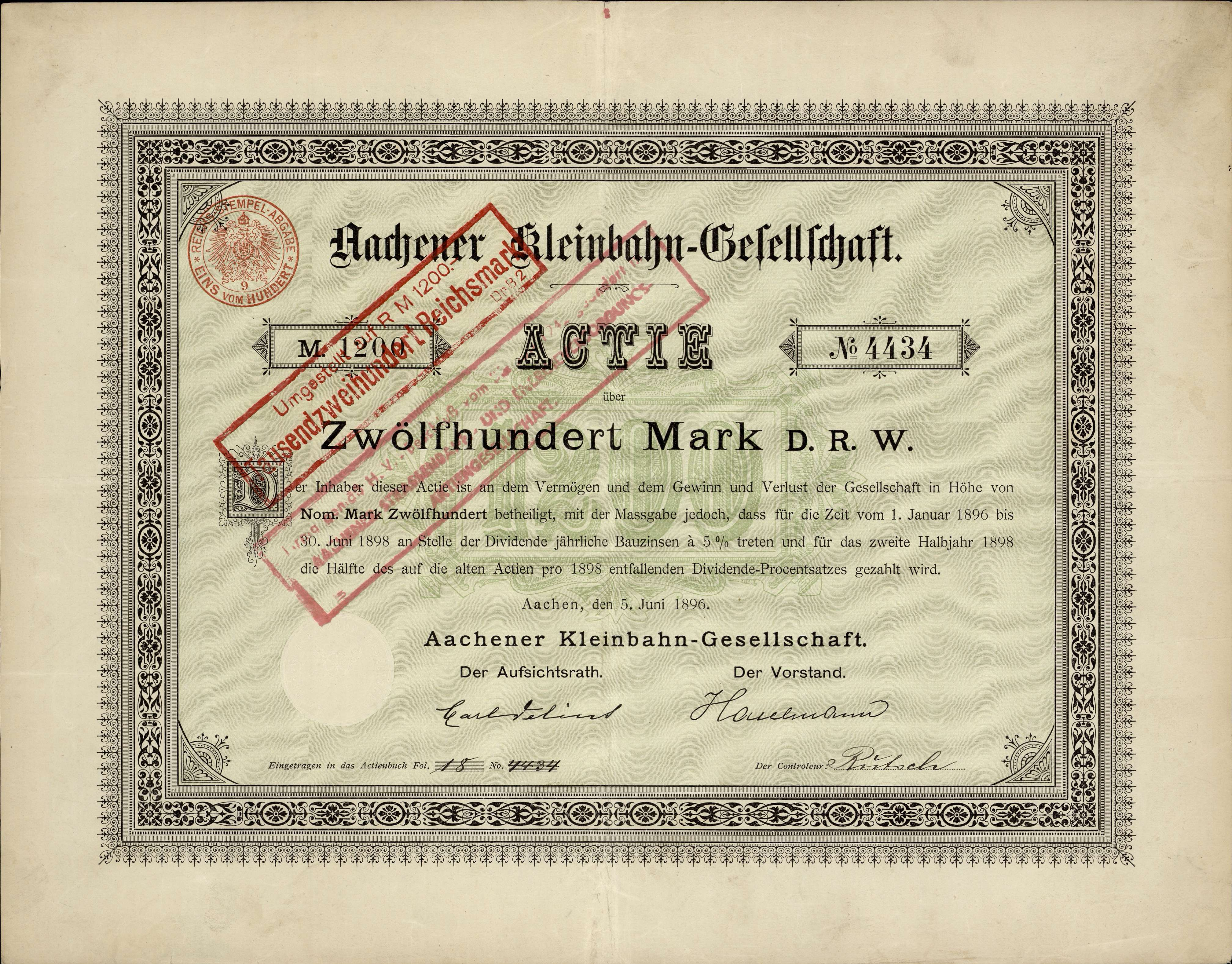
Aktie über 1200 Mark der Aachener Kleinbahn-Gesellschaft vom 5. Juni 1896

Die Steigungen im Stadtgebiet setzten dem weiteren Ausbau der Pferdebahn enge Grenzen. Bereits 1892 begann die Pferdebahngesellschaft daher mit Planungen zur Umstellung auf elektrischen Betrieb und der Ausweitung des Netzes in den Landkreis Aachen. Das preußische Kleinbahngesetz von 1892 förderte diese Pläne zusätzlich, da es erheblich einfachere Bau- und Betriebsvorschriften vorsah.

#### Elektrifizierung und Umspurung der Pferdebahn

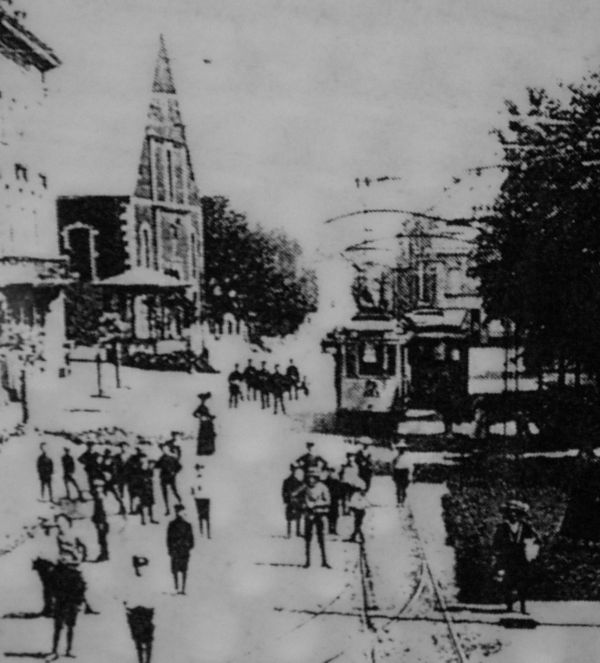
Straßenbahn in Eupen um 1900

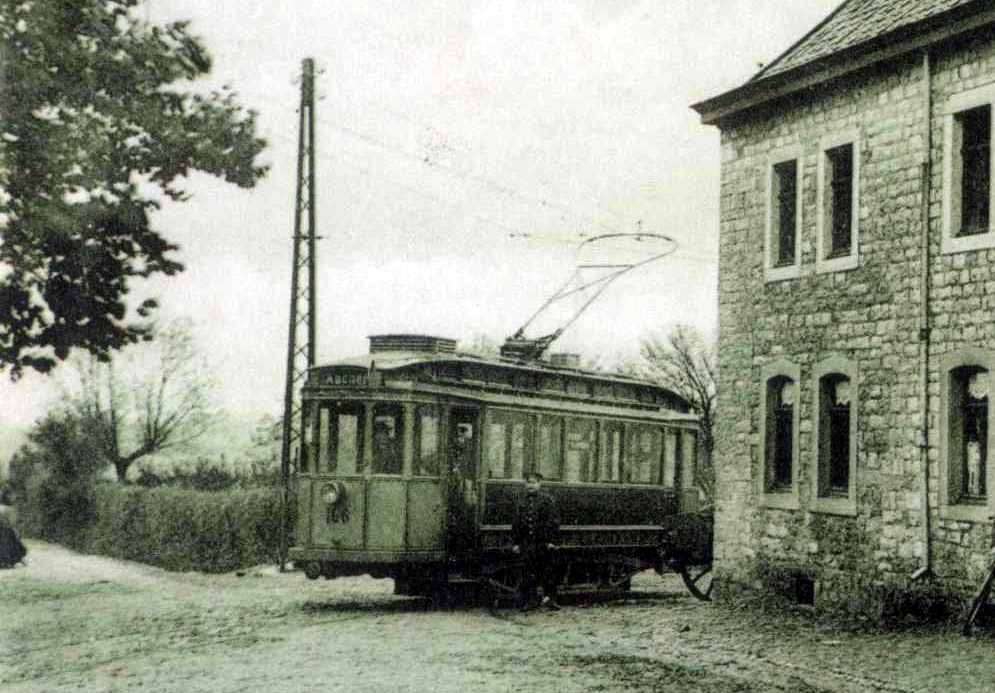
Aachener Straßenbahn in Raeren-Botz um 1916

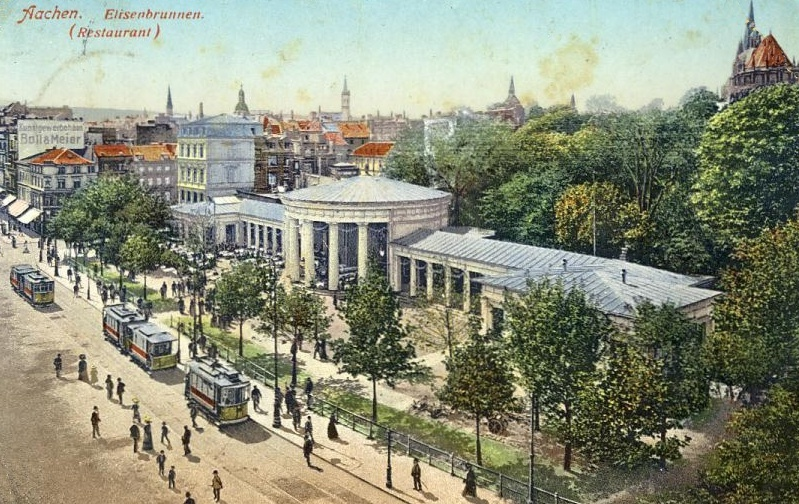
Aachener Tram am Elisenbrunnen

Entsprechend der geplanten Änderung der Antriebsart und der neuen Konzessionsbasis benannte sich die Aachener und Burtscheider Pferdeeisenbahn-Gesellschaft am 6. April 1894 in Aachener Kleinbahn-Gesellschaft (AKG) um. Die AKG erhielt am 8. November desselben Jahres die Genehmigung für den Bau und den Betrieb von elektrischen Straßenbahn- und Kleinbahnlinien in Aachen und Umgebung. Bereits vor Erteilung der formellen Genehmigung erhielt die AKG eine Sondererlaubnis, um unverzüglich mit dem Umbau der Pferdebahn beginnen zu können.
Die bisherige Normalspur stand einer Ausweitung in den Landkreis entgegen, eine Umstellung auf Meterspur ermöglichte günstigere Baukosten und engere Kurvenradien.  Bis Ende 1894 waren bereits fast alle Strecken des Stadtnetzes umgespurt, sie wurden zunächst weiterhin mit den ebenfalls umgespurten Pferdebahnwagen bedient. Erst im Frühjahr 1895 begann die beauftragte Firma Schuckert & Co. aus Nürnberg mit dem Bau der Ober- und Speiseleitungen. Die Stromversorgung mit 600 Volt Gleichstrom sicherte das ebenfalls von Schuckert betriebene städtische Elektrizitätswerk in der Borngasse.
Am 10. Juli 1895, pünktlich zur Aachener Heiligtumsfahrt mit ihrem großen Pilgerandrang, begann der elektrische Betrieb auf der Linie vom Hansemannplatz nach Haaren. Einen Monat später folgte die Verbindung über den Markt nach Vaals, womit diese Strecke zugleich die erste elektrische Straßenbahn der Niederlande war. Die weiteren Strecken folgten zügig. Die letzte Pferdebahn in Aachen wurde Ende 1895 eingestellt, lediglich die Stolberger Linie blieb als Pferdebahn bestehen, bis sie 1897 ebenfalls elektrifiziert wurde.
Im Zuge der Elektrifizierung wurde zudem das Depot in der Scheibenstraße erweitert, das kleinere Depot am Aachen-Jülicher Bahnhof dagegen aufgegeben.

#### Ausdehnung des Streckennetzes in den Landkreis

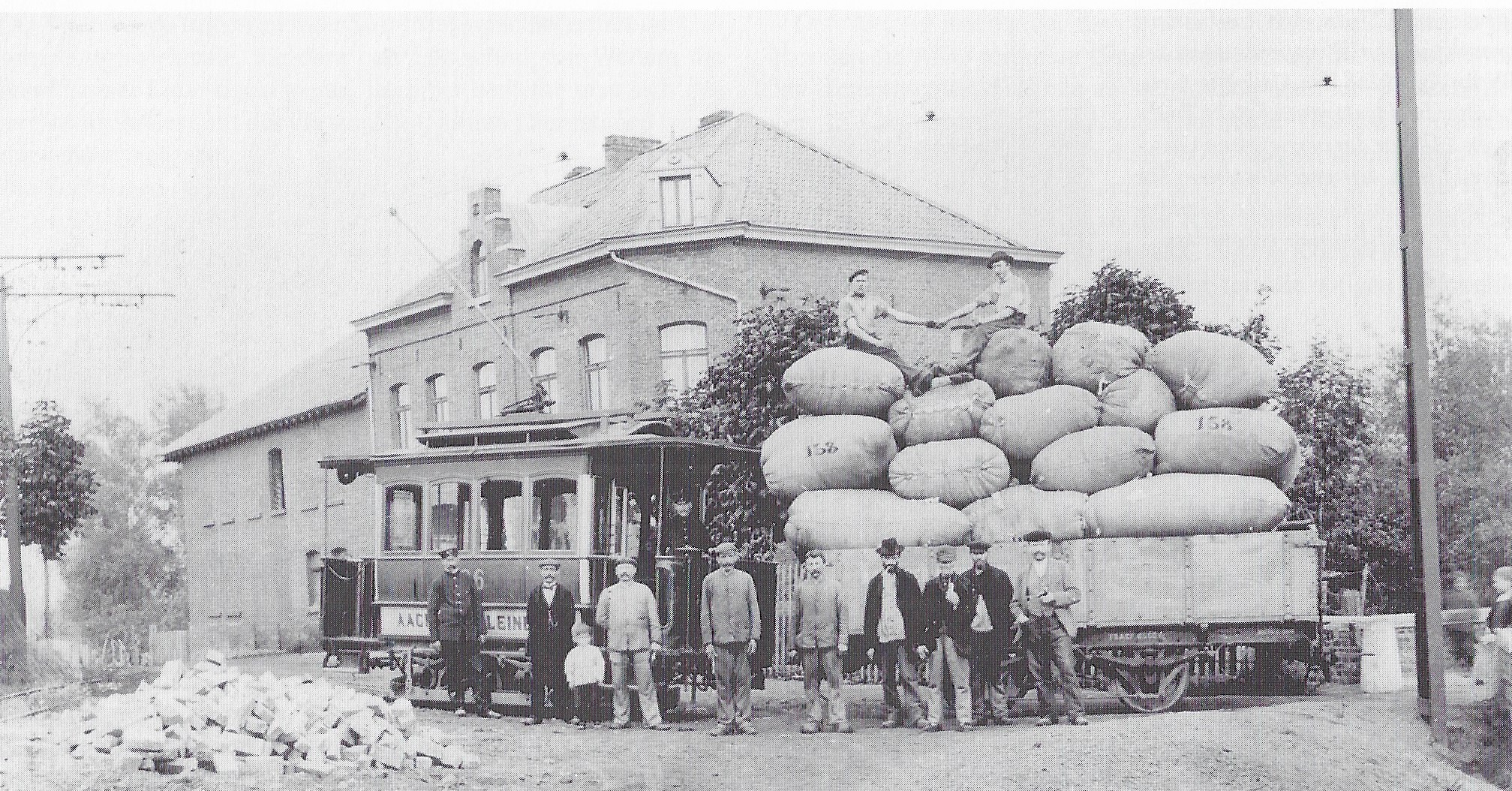
Güterzug der AKG um 1900 im Anschluss der Wollwäscherei Atsch

Schon 1896 begann die AKG nach erfolgreichen Verhandlungen mit dem Landkreis Aachen damit, ihr bisher weitgehend auf Aachen beschränktes Netz um Überlandstrecken in die benachbarten Städte und Gemeinden des Inde- und Wurmreviers zu erweitern. Im Unterschied zum bereits bestehenden Netz wurden die Konzessionen dem Landkreis direkt erteilt, die AKG baute und betrieb die Strecken nur pachtweise. Während das Stadtnetz als Bahnnetz I bezeichnet wurde, firmierten die neuen Landkreisstrecken als Bahnnetz II oder Pachtnetz. Ende 1896 konnten die ersten Strecken nach Linden, Bardenberg und Eilendorf in Betrieb genommen werden, neue Betriebshöfe waren aufgrund der relativ kurzen Entfernungen nicht erforderlich.
Kurz nach Fertigstellung dieser Strecken begann die AKG mit dem Bau des Bahnnetzes III, das ihr diesmal direkt konzessioniert wurde. Abweichend von den bisherigen Genehmigungen, die für Straßenbahnen erteilt wurden, wurden die Strecken dieses Netzes als Kleinbahnen gemäß dem preußisches Kleinbahngesetz konzessioniert. Das Bahnnetz III umfasste die Linien nach Eschweiler und die noch umzuspurende Stolberger Pferdebahnlinie. Am 11. September 1897 begann in Stolberg der elektrische Betrieb, zugleich wurde die Strecke nach Eilendorf bis Atsch und weiter nach Eschweiler verlängert. Die weiteren Strecken des Netzes nach Alsdorf, Vicht, Hamich und zum Eschweiler Hauptbahnhof folgten zügig bis Ende 1898. Im Unterschied zum bisherigen Netz kam die elektrische Ausrüstung jetzt von der Union-Elektricitäts-Gesellschaft. Insgesamt legte die AKG zudem vier neue Depots an, in Eschweiler-Pumpe, Eschweiler Dreieck, Hamich und Mariadorf Dreieck. Das alte Depot der Stolberger Pferdebahn wurde aufgegeben. In Pumpe wurde zudem ein neues Kraftwerk errichtet. Gleichzeitig wurde auch das Bahnnetz II um die Strecke nach Brand erweitert.
Zusätzlich zum Personenverkehr führte die AKG auf den Überlandlinien ab 1898 auch Güterverkehr ein. Neben Kohlegruben wurden vor allem Ziegeleien, Steinbrüche und Sandgruben bedient. Auch das Hüttenwerk in Rothe Erde wurde angeschlossen, von dort bezog die AKG ihre Schienen. Ende 1899 waren bereits 18 Güteranschlüsse vorhanden. Im Unterschied zu anderen Straßenbahnen mit Güterbetrieb gab es zunächst keine besonderen Güterzüge, die beladenen Wagen wurden in der Regel an die Personenzüge angehängt. Ein Teil des Güterverkehrs war Binnenverkehr innerhalb des Netzes, ein Teil wurde allerdings auch im Übergang zur Preußischen Staatseisenbahn abgewickelt. An den Bahnhöfen Aachen-Rothe Erde und Eschweiler Tal wurden dazu Übergabegleise zur Eisenbahn errichtet. In Stolberg wurden außerdem Postsendungen mit speziellen Postbeiwagen vom Hauptbahnhof zum Stadtpostamt befördert. Von 1920 bis 1928 bedienten Posttriebwagen in Aachen den Verkehr zwischen dem Hauptbahnhof und der Hauptpost.
Ab 1901 erweiterte die AKG auch wieder das Aachener Stadtnetz. In diesem Jahr wurden vor allem die bald als Ausflugsbahnen beliebten Waldbahnen in den Aachener Wald nach Alt-Linzenshäuschen, Osterweg und Siegel eröffnet, ebenso wurde die Rundbahn über die Monheimsallee fertig gestellt. Ein Jahr später begann die AKG damit, ihr bislang durchweg eingleisiges Netz in der Aachener Innenstadt zweigleisig auszubauen, zunächst auf der Ludwigsallee. Es folgten bald weitere Abschnitte der Ringbahnlinie D in Burtscheid und auf dem Pontdriesch. Bis zum Krieg wurde das gesamte Netz innerhalb des Alleenrings zweigleisig ausgebaut.
| Bezeichnung | Linienweg                                                 |
| ----------- | --------------------------------------------------------- |
| A           | Hansemannplatz – Nordbahnhof – Haaren                     |
| B           | Goethestraße – Theater – Kaiserplatz – Forst              |
| B1          | Goethestraße – Theater – Kaiserplatz – Rothe Erde         |
| C           | Normaluhr – Markt – Waldschenke – Osterweg                |
| D           | Siegel – Burtscheid – Theater – Pontthor – Hansemannplatz |
| D1          | Hauptbahnhof – Theater – Pontthor                         |
| E           | Theater – Zoo – Vaals Blumenthal                          |
| F           | Frankenberg Victoriaallee – Normaluhr – Linzenshäuschen   |

| Bezeichnung | Linienweg                                                    |
| ----------- | ------------------------------------------------------------ |
| G           | Stolberg Hbf – Stolberg Markt – Vicht                        |
| J           | Hansemannplatz – Haaren – Kaninsberg – Weiden – Mariadorf    |
| K           | Hansemannplatz – Haaren – Kaninsberg – Würselen – Bardenberg |
| L           | Elisenbrunnen – Eilendorf – Atsch Dreieck                    |
| M           | Atsch Dreieck – Eschweiler Rathaus – Nothberg – Hamich       |
| N           | Eschweiler Rathaus – Talbahnhof – Eschweiler Hbf             |
| O           | Elisenbrunnen – Forst – Brand                                |
| P           | Eschweiler Rathaus – Kinzweiler – Mariadorf – Alsdorf        |

Ab 1906 begann der Bau des umfangreichen Bahnnetzes IV, mit dem die AKG den südlichen Teil des Kreises Aachen und den benachbarten Kreis Eupen erschloss. Der Kreis Aachen übernahm für diese Strecken erstmals eine Zinsgarantie, die Strecken wurden deshalb auch als Garantielinien bezeichnet. Bestandteil der Vereinbarung war auch der Strombezug aus der neuen Urfttalsperre. Die AKG stellte in den folgenden Jahren ihr gesamtes Netz auf Strombezug von fremden Kraftwerken um und konnte ihre eigenen kleinen Werke in Aachen und Eschweiler-Pumpe schließen bzw. zu Schaltstationen umbauen. Zudem wurde das Bahnnetz III um einzelne Stichstrecken erweitert. 1908 ließ die AKG zudem die bislang als Kleinbahnen genehmigten Strecken des Bahnnetzes III in Angleichung an ihr übriges Netz ebenfalls als Straßenbahnen konzessionieren. Neue Depots entstanden in Brand und Eynatten.

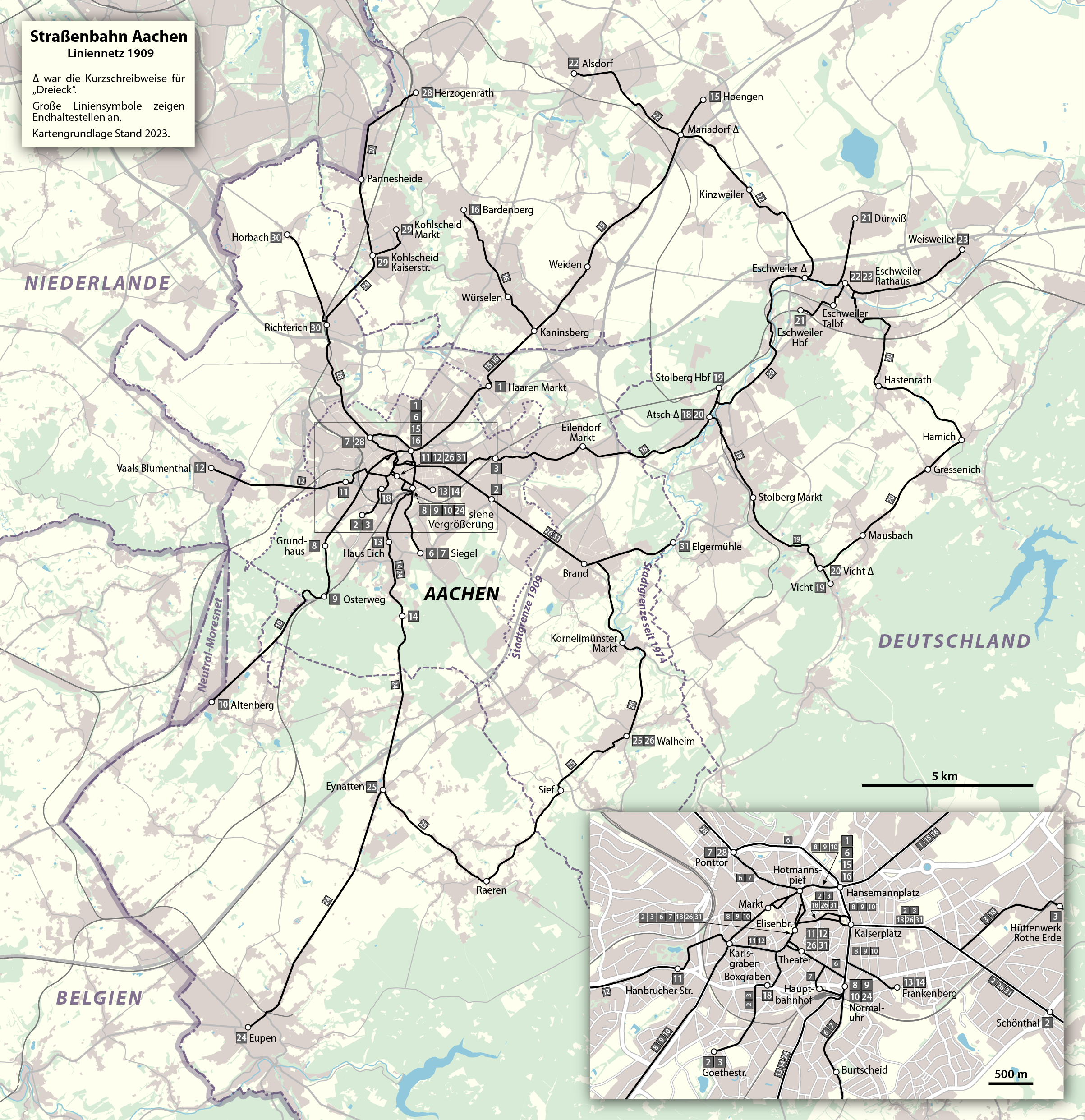
Liniennetz der AKG 1909, nach Umstellung der Linienbezeichnungen auf Ziffern

Nachdem die zuletzt eröffnete Linie zur Elgermühle bereits mit dem Buchstaben X bezeichnet werden musste, reichte das Alphabet für neue Linien nicht mehr aus. Daher stellte die AKG am 1. Mai 1909 ihre Linienbezeichnungen von Buchstaben auf Ziffern um; die Linien trugen fortan die Nummern 1 bis 31. Bis zum Ersten Weltkrieg folgten sowohl im Stadt- als auch im Landnetz noch kleinere Erweiterungen. Die AKG erreichte 1914 eine Streckenlänge von 181,4 Kilometern. Durch die Nähe zur Grenze gab es direkten Kontakt zu den Betrieben in den Niederlanden und in Belgien. Eine Strecke führte sogar in die Niederlande nach Vaals. Zudem begann die AKG mit der Umrüstung von Stangenstromabnehmern auf Schleifbügel und erweiterte ihre Depotanlagen.
| Datum              | Strecke | Anmerkungen                                                          |
| ------------------ | --- | -------------------------------------------------------------------- |
| 1895               | Elektrifizierung aller Pferdebahn-Strecken (außer der Linie nach Stolberg)                                                         |                                                                      |
| 1895               | Hauptpost – Boxgraben | nach anderen Quellen erst 1898 eröffnet                              |
| 1895               | Theaterstraße – Hauptbahnhof und Stromgasse – Schanz – Preussweg – Waldschenke                                                     | nach anderen Quellen erst 1897 eröffnet                              |
| 22. August 1896    | Haaren – Kaninsberg – Linden und Kaninsberg – Würselen – Bardenberg                                                                |                                                                      |
| 12. Oktober 1896   | Rothe Erde – Eilendorf |                                                                      |
| 11. September 1897 | Eilendorf – Atsch Dreieck – Eschweiler Aue und Stolberg Rheinischer Bf (heute Stolberg Hbf) – Atsch Dreieck – Stolberg Markt       | Umstellung und Verlängerung der Stolberger Pferdebahn                |
| 16. Dezember 1897  | Eschweiler Aue – Eschweiler Dreieck – Eschweiler Rathaus und Eschweiler Rathaus – Eschweiler Rheinischer Bf (heute Eschweiler Hbf) |                                                                      |
| 16. April 1898     | Eschweiler Rathaus – Bergrath und Stolberg Markt – Finkensief – Vicht Dreieck – Vicht                                              |                                                                      |
| 23. Juni 1898      | Bf Rothe Erde – Brand |                                                                      |
| 24. September 1898 | Theater – Hauptpost – Karlsgraben                                                                                                  |                                                                      |
| 17. November 1898  | Bergrath – Hastenrath – Hamich, Linden – Mariadorf und Eschweiler Dreieck – Kinzweiler – Mariadorf                                 |                                                                      |
| 23. Dezember 1898  | Mariadorf – Alsdorf |                                                                      |
| 30. April 1900     | Neumarkt – Viktoriaallee |                                                                      |
| 12. Januar 1901    | Lousbergstraße – Monheimsallee – Hansemannplatz                                                                                    |                                                                      |
| 18. Mai 1901       | Normaluhr – Eupener Straße – Diepenbenden – Linzenshäuschen                                                                        |                                                                      |
| 12. Juli 1901      | Burtscheid – Siegel |                                                                      |
| 2. August 1901     | Waldschenke – Osterweg – Unterer Backertsweg/Maria im Tann                                                                         |                                                                      |
| 6. Dezember 1905   | Boxgraben – Goethestraße |                                                                      |
| 19. Juli 1906      | Linzenshäuschen – Köpfchen – Eynatten – Eupen Bahnhof und Eynatten – Raeren                                                        |                                                                      |
| 14. September 1906 | Brand – Kornelimünster |                                                                      |
| 4. Dezember 1906   | Mariadorf – Hoengen |                                                                      |
| 27. März 1907      | Unterer Backertsweg – Altenberg (Kelmis)                                                                                           |                                                                      |
| 5. Mai 1907        | Kornelimünster – Walheim |                                                                      |
| 10. Juli 1907      | Eschweiler – Weisweiler |                                                                      |
| 31. Oktober 1907   | Walheim – Sief – Raeren | Abschnitt Sief – Raeren im Ersten Weltkrieg eingestellt und abgebaut |
| 3. November 1907   | Brand – Elgermühle |                                                                      |
| 20. Juni 1908      | Eschweiler – Dürwiß |                                                                      |
| 30. April 1909     | Hamich – Gressenich – Vicht Dreieck                                                                                                |                                                                      |
| 31. August 1909    | Elgermühle – Büsbach |                                                                      |
| 4. Mai 1910        | Goethestraße – Ronheide, Viktoriaallee – Elsaßstraße und Hauptbahnhof – Hackländerstraße – Normaluhr                               |                                                                      |
| 10. Juli 1910      | Eupen Bahnhof – Eupen Rathaus |                                                                      |
| 2. September 1910  | Eupen Rathaus – Bellmerin |                                                                      |
| 2. Dezember 1910   | Eupen Rathaus – Herbesthal |                                                                      |
| 15. Dezember 1910  | Büsbach – Finkensief |                                                                      |
| 17. Dezember 1910  | Vicht – Zweifall |                                                                      |
| 11. August 1912    | Ponttor – Westbahnhof |                                                                      |
| 11. August 1912    | Karlsgraben – Königstraße |                                                                      |
| 28. März 1913      | Kornelimünster – Breinig |                                                                      |
| 15. Oktober 1913   | Siegel – Bismarckturm |                                                                      |
| 26. Juni 1914      | Ronheide – Eberburgweg | im Ersten Weltkrieg eingestellt und abgebaut                         |

#### Die Rheinischen Elektricitäts- und Kleinbahnen AG
Im Nordwesten des Landkreises sah die AKG zunächst aufgrund der parallel laufenden Bahnstrecke Aachen–Mönchengladbach keine Perspektiven für neue Strecken. Die Landkreisgemeinden schlossen daraufhin mit der Berliner Firma Gieldzinski einen Vertrag über die Lieferung von Strom ab. Am 21. März 1900 wurde die Rheinischen Elektricitäts- und Kleinbahnen AG (REKA) gegründet, die die Firma Gieldzinski übernahm und mit Planung und Bau von zusätzlichen Kleinbahnlinien begann. 1902 wurde der erste Abschnitt vom Ponttor bis Kohlscheid in Betrieb genommen, im selben Jahr folgte noch die Verlängerung bis Herzogenrath. Die REKA erhielt allerdings nur eine Konzession für den Kreis Aachen. Um auf Aachener Stadtgebiet zu fahren, pachtete sie die von der AKG erbaute Anschlussstrecke zum Ponttor. Da die Staatsbahn eine Kreuzung der Gleise des dort liegenden Bahnhofs Templerbend nicht erlaubt hatte, gab es zunächst keine Gleisverbindung zum AKG-Netz. Erst 1912, nach Stilllegung des Bahnhofs und Inbetriebnahme der neuen Streckenführung der Eisenbahn über den neuen Westbahnhof, konnten die REKA-Züge bis in die Aachener Innenstadt fahren. Ihr Depot erbaute die REKA in Kohlscheid.
Auch die REKA richtete auf ihrem Netz Güterverkehr ein. Mit speziellen Triebwagen beförderte sie beladene Kohlenhunte von der Grube Voccart zur Kohlenwäsche und Verladung auf der Grube Laurweg. Der Streckenabschnitt zwischen Kohlscheid und Pannesheide wurde dafür zweigleisig ausgebaut. 1912 endete dieser Verkehr allerdings wieder, nachdem der unterirdische Verbund zwischen den Gruben hergestellt worden war. Es wurde allerdings weiterhin Hausbrandkohle von Laurweg nach Aachen befördert.
In den ersten Betriebsjahren gab es auf dem Gefälleabschnitt zwischen Kerkrade und Herzogenrath mehrmals Unfälle aufgrund versagender Bremsen, teilweise mit tödlichen Folgen. Daraufhin wurden Geschwindigkeitsbeschränkungen und Zwangshaltestellen eingeführt. Eine Besonderheit der REKA-Strecke war zudem ihre Führung über die Neustraße/Nieuwstraat, die bis heute auf ca. zwei Kilometern die Grenze zu den Niederlanden darstellt. Die Kleinbahnwagen wurden daher auf ihrer Fahrt zweimal der Zollrevision unterzogen. Auch die weiteren Planungen der REKA zielten auf die Niederlande. Bereits unter Federführung der AKG schloss man 1909 einen Vertrag zur Errichtung einer Linie von Horbach nach Heerlen ab, aufgrund diverser Verzögerungen wurde diese Planung wie auch die für weitere Strecken im Limburger Bergbaurevier allerdings 1910 zunächst wieder zurückgestellt. Als Ersatz wurde im Januar 1914 eine Buslinie zwischen Horbach und Heerlen eingerichtet. Diese erste Aachener Buslinie musste allerdings mit Kriegsausbruch im August 1914 bereits wieder eingestellt werden.
Die AKG übernahm ab 1. Januar 1916 auch offiziell den Betrieb des 23 Kilometer umfassenden REKA-Netzes. Die Aktien der jüngeren Gesellschaft befanden sich schon seit 1907 mehrheitlich im Besitz der Aachener Kleinbahn-Gesellschaft, die Linien wurden zudem in das Nummernschema der AKG integriert. Die offizielle Fusion beider Gesellschaften fand aber erst am 1. Januar 1942 statt.
| Datum            | Strecke                                         | Anmerkungen                                  |
| ---------------- | ----------------------------------------------- | -------------------------------------------- |
| 12. Februar 1902 | Ponttor – Laurensberg – Richterich – Kohlscheid |                                              |
| 28. Mai 1902     | Kohlscheid – Kerkrade – Herzogenrath            |                                              |
| 24. Juli 1905    | Kohlscheid – Kohlscheid Markt                   | im Ersten Weltkrieg eingestellt und abgebaut |
| 29. April 1909   | Richterich – Horbach                            |                                              |
| 24. Juni 1910    | Herzogenrath – Merkstein                        |                                              |

#### Erster Weltkrieg
1914 plante die AKG wieder Erweiterungen ihres Netzes. Bereits 1912 war zwischen der AEG und der niederländischen Regierung der Bau einer Bahnstrecke von Vaals nach Maastricht vertraglich vereinbart worden. Die Strecke sollte zweigleisig und auf eigenem Bahnkörper errichtet werden, auch die bestehende Strecke nach Vaals sollte zweigleisig werden. Baumaterial war bereits angeliefert worden, als der Erste Weltkrieg alle Planungen beendete. In den zehn Jahren vor dem Krieg gab es konkrete Planungen für die folgenden Strecken, die aber aus verschiedenen Gründen nicht realisiert wurden:
- Hoengen – Aldenhoven – Jülich – Linnich – Lindern
- Aachen – Würselen – Bardenberg – Alsdorf
- Merkstein – Ritzerfeld – Grube Nordstern – Alsdorf
- Büsbach – Stolberg Münsterbusch
- Herbesthal – Lontzen
- Forst – Hitfeld

Der Betrieb wurde ab August 1914 zunächst durch den Aufmarsch der nach Belgien einmarschierenden deutschen Truppen behindert. Hinzu kam die Einberufung großer Teile des Personals, über 60 % des Personals wurde eingezogen. Frauen füllten die Lücken, zunächst als Schaffnerinnen, ab 1916 auch als Fahrerinnen. Im Stadtnetz wurden ab 1915 vielfach Haltestellen aufgehoben und Verstärkungslinien eingestellt. Dafür nahmen die Fahrgastzahlen spürbar zu, 1917 lagen sie um 50 % höher als 1914. Zur Verstärkung erhielt die AKG 23 beschlagnahmte Triebwagen aus Belgien und Frankreich zugewiesen.
Der Güterverkehr wurde dagegen erheblich ausgeweitet. War der Verkehr bislang weitgehend auf Kohlen, Sand und Steine beschränkt, so wurden bald auch Mehl, Kartoffeln und alle Arten von Stückgut transportiert. Zusätzliche Staatsbahnanschlüsse wurden in Walheim und Eupen gebaut, auch die Zahl der Firmenanschlüsse nahm deutlich zu. 1918 wurde zudem am Aachener Westbahnhof eine Industriebahn errichtet, auf der die AKG mit Rollwagen normalspurige Güterwagen an die dortigen Industriebetriebe zustellte. Wurden 1914 noch knapp 67.000 Tonnen Güter befördert, waren es 1918 bereits über 144.000 Tonnen.
Ab 1916 mussten die kupfernen Fahrleitungen durch Eisen ersetzt werden. Da dies nicht ausreichte, um die geforderten Kupferquoten zu erfüllen, wurden ab Mai 1916 schwächer nachgefragte Nebenstrecken eingestellt, zunächst aufgrund der Demontage der Fahrleitung:
- Mariadorf – Hoengen
- Eschweiler – Dürwiß
- Herzogenrath – Merkstein
- Richterich – Horbach
- Siegel – Bismarckturm
- Kohlscheid – Kohlscheid Markt
- Kornelimünster – Breinig
- Raeren – Sief
- Ronheide – Eberburgweg[17]

Bei den letzten fünf Strecken wurde zudem auch der Gleiskörper entfernt. Mit Ausnahme der Strecken Raeren – Sief, Ronheide – Eberburgweg und der Kohlscheider Ortslinie wurden alle stillgelegten Strecken nach dem Krieg schrittweise wieder in Betrieb genommen, als letzte 1933 die Strecke zum Bismarckturm.

#### Zwischenkriegszeit

Fahrschein zu 70 Reichspfennig aus der Zwischenkriegszeit

Nach dem Waffenstillstand von Compiègne kam der Straßenbahnverkehr aufgrund der zurückströmenden deutschen Truppen zunächst völlig zum Erliegen. Die im Zuge der alliierten Rheinlandbesetzung nachfolgenden belgischen Besatzungstruppen verhängten eine Ausgangssperre. Erst ab Januar 1919 konnten die Kleinbahnzüge wieder normal fahren. Die AKG versuchte in den nächsten Jahren, die während des Krieges eingestellten Strecken schrittweise wieder in Betrieb zu nehmen, was ihr nur teilweise gelang. Ende 1919 stellte sie den Betrieb auf dem kurzen Abschnitt vom Karlsgraben zur Königstraße ein, die Gleise wurden schließlich 1925 abgebaut.
Ab 13. Januar 1920 wurden die im Versailler Vertrag beschlossenen Gebietsabtretungen völkerrechtlich wirksam. Die AKG-Strecken nach Eupen und Altenberg lagen damit in Belgien. Zunächst betrieb die AKG die Strecken weiter, ihre Schaffner kassierten das Fahrgeld nun in belgischen Francs. Erst 1923 wurden die Strecken unter Sequester gestellt. Das gesamte Eupener Netz ging schließlich Ende 1923 an die belgische SNCV über, zusammen mit zehn Triebwagen und zwei Beiwagen. Lediglich die nach Kelmis/Altenberg führende Strecke verblieb nach diversen Querelen doch im Eigentum der AKG, da für die SNCV ein separater Betrieb des isolierten belgischen Teilstücks nicht sinnvoll war. 1932 erweiterte die SNCV das Eupener Netz um eine Neubaustrecke von Eupen nach Verviers, womit direkter Anschluss an die dortige Straßenbahn und die SNCV-Strecke von Verviers nach Spa bestand. Von 1940 bis 1944 übernahm die AKG/ASEAG nochmals den Betrieb des Eupener Netzes, die von der SNCV beschafften modernen Triebwagen fuhren bei der AKG/ASEAG auf der Linie 24 von Eupen nach Aachen.
Ab 1922 sorgte die Inflation für ständig steigende Fahrpreise und Kosten, worauf die AKG mit Angebotsreduzierungen reagierte. Der bislang bei den Linien des Stadtnetzes vorhandene 10-Minuten-Takt wurde auf einen 15- oder 20-Minuten-Takt reduziert, im Landnetz ersetzte die AKG die bisherigen 20- und 30-Minuten-Takte durch 40-Minuten- oder Stundentakt. Einzelne Abschnitte wurden vorübergehend ganz außer Betrieb genommen. Diverse schwächer nachgefragte Linien vor allem des Landnetzes wurden zudem ab Herbst 1922 auf Einmannbetrieb umgestellt. Die Besetzung des Ruhrgebiets durch belgische und französische Truppen und der dabei eingeführte Regiebetrieb der Eisenbahn sorgten für überfüllte Bahnen, da die Bevölkerung die Züge der Regie boykottierte. Reisende von Aachen nach Köln nutzten bspw. im Sommer 1923 die AKG bis Weisweiler, von da aus ging es zu Fuß zur Endstelle der Dürener Eisenbahn in Pier, von wo es nach Düren ging. Ab Düren führte die Dürener Kreisbahn nach Nörvenich, von dort aus konnte wiederum nach kurzem Fußmarsch nach Oberbolheim die in der britischen Besatzungszone liegende und damit nicht zum Regiebetrieb gehörende Reichsbahnstrecke nach Mödrath erreicht werden, wo es Anschluss nach Köln gab. Erst Ende 1923 konnte die AKG ihren Betrieb wieder halbwegs normalisieren.

##### Letzte Neubaustrecken
Zwischen den Kriegen wurde das Netz kaum noch erweitert, allerdings baute die AKG das Stadtnetz weiter zweigleisig aus und verbesserte die Verkehrsführung ihrer vorhandenen Strecken, so vor allem am Hauptbahnhof und am Theater. Zwischen 1924 und 1930 musste die AKG auf ihre Strecke zwischen Hauptbahnhof und Normaluhr durch die Hackländerstraße verzichten, da dort die Baustelle für das erste Aachener Hochhaus, Haus Grenzwacht, eingerichtet worden war. Als Ersatz entstand eine Schleife auf dem Bahnhofsvorplatz. Die Haltestellen Normaluhr, Theater und Elisenbrunnen erhielten ab 1928 als erste Aachener Haltestellen Haltestelleninseln, auf denen die Fahrgäste geschützt vor dem zunehmenden Pkw-Verkehr ein- und aussteigen konnten. Im Landnetz wurden diverse neue Ausweichen angelegt.
Zwei Strecken entstanden in der Zwischenkriegszeit neu. 1923 wurde in Vaals ein einige hundert Meter langer Abzweig zum Bahnhof der neuen Dampfstraßenbahn Vaals – Maastricht der Limburgsche Tramweg Maatschappij (LTM) gebaut, der jeweils von den Zügen nach Vaals bedient wurde, wenn Anschluss an Züge der Dampfstraßenbahn bestand. 1928 wurde die Strecke von Aachen nach Horbach bis zur niederländischen Grenze in Locht verlängert. Dort bestand ebenfalls direkter Anschluss an eine Strecke der LTM nach Heerlen, im Unterschied zu Vaals allerdings eine elektrisch betriebene Strecke. Da die LTM normalspurig angelegt wurde, war ein ursprünglich geplanter durchgehender Verkehr nicht mehr möglich. LTM und AKG boten allerdings gemeinsame Durchgangsfahrscheine an.
Planungen für eine Schnellstraßenbahn von Aachen über Würselen nach Alsdorf und eine neue Strecke von Haaren nach Verlautenheide waren 1929 bereits weit gediehen. Die zur Finanzierung vorgesehene Anleihe in den USA platzte jedoch aufgrund der Weltwirtschaftskrise. Als Ersatz für die Strecke nach Alsdorf wurde 1930 die Linie 15 Aachen–Mariadorf bis Alsdorf verlängert und schließlich 1944 auf der vorgesehenen Schnellstraßenbahnstrecke die erste Aachener Oberleitungsbus-Linie eröffnet.
| Datum         | Strecke                              | Anmerkungen                                                                      |
| ------------- | ------------------------------------ | -------------------------------------------------------------------------------- |
| 29. März 1923 | Vaals – Vaals LTM-Bahnhof            |                                                                                  |
| 15. Mai 1928  | Horbach – Locht Grenze               |                                                                                  |
| 15. Mai 1932  | Eupen Rathaus – Dolhain (– Verviers) | Strecke der SNCV, während des Zweiten Weltkriegs vorübergehend zum Aachener Netz |

Die Weltwirtschaftskrise führte auch zu einem gravierenden Rückgang der Fahrgastzahlen. Hatten AKG und REKA 1929 noch zusammen rund 29,7 Millionen Fahrgäste befördert, so waren es 1933 nur noch 19,0 Millionen. 1931 stellte die AKG daher Verstärkungslinien ein und verkürzte einige Linien, erneut wurden auch Einmann-Wagen eingesetzt. Auch das Güterverkehrsaufkommen ging spürbar zurück.

##### Liniennetzreform 1933

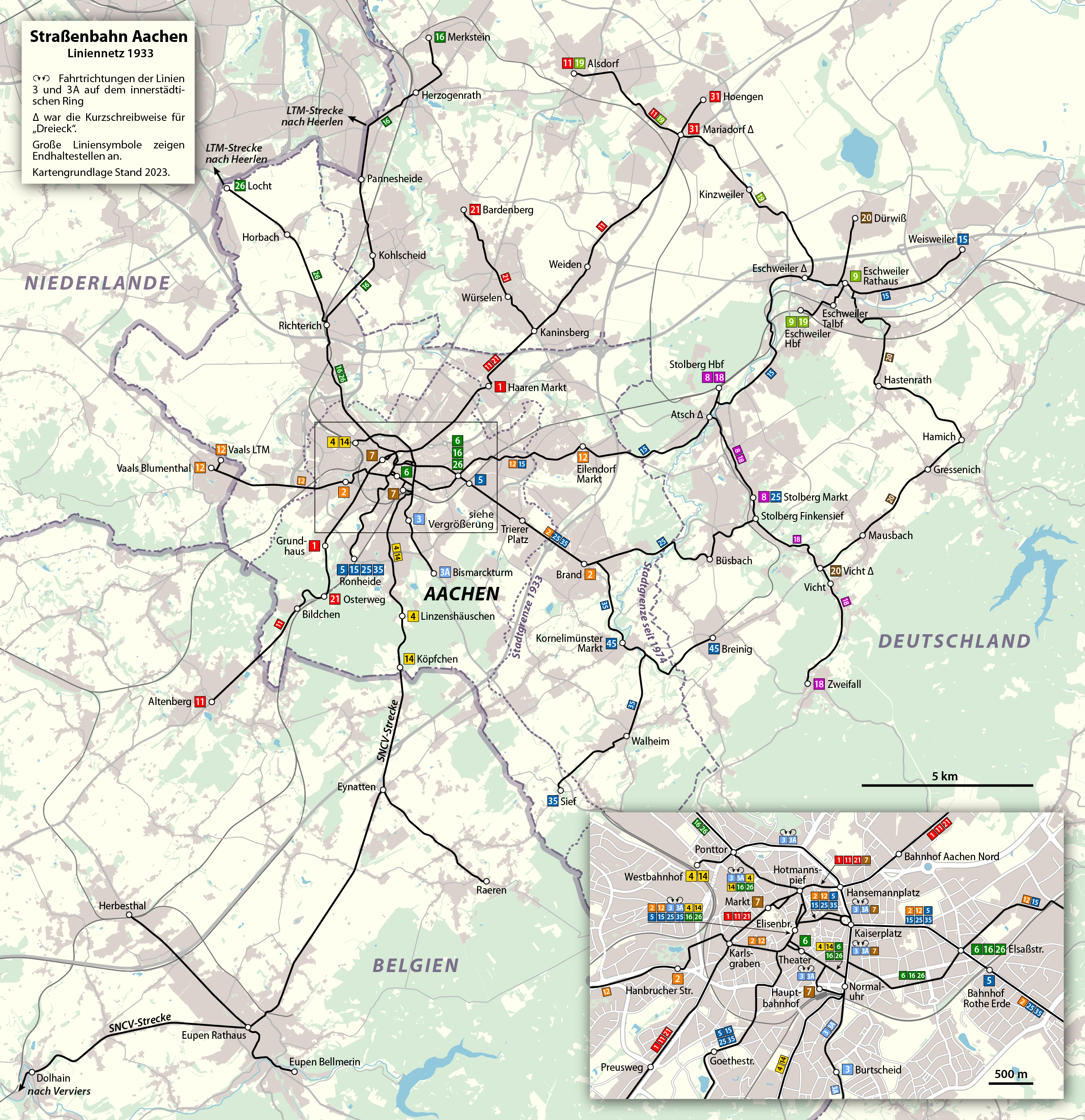
Liniennetz der Aachener Straßenbahn nach der Netzreform 1933

1933 führte die AKG auf Grundlage eines von Robert Hans Wentzel, Inhaber der Professur für Eisenbahnwesen an der RWTH Aachen, erstellten Gutachtens zur Entwicklung der Verkehrsströme im Bedienungsgebiet der Straßenbahn ein umfassend überarbeitetes neues Liniennetz ein. Stadt- und Überlandlinien wurden in Bündeln zusammengefasst und der bislang vielfach bestehende Umsteigezwang zwischen Stadt- und Überlandlinien aufgehoben. Die Stammlinien im Stadtnetz wurden von Überlandlinien mit jeweils der gleichen Endziffer ergänzt. So fuhren zum Beispiel die Linien 5 und 15 ab Trierer Platz bzw. ab Brand parallel zu den Überlandlinien 25 von Stolberg und 35 von Sief bis nach Aachen. Zusätzlich wurde auf Empfehlung Wentzels die Ringbahn (Linie 3/13, später R) eingerichtet, die es dem Fahrgast ermöglichte, sein Fahrziel an der Peripherie der Innenstadt schnell zu erreichen, ohne diese durchfahren zu müssen. Dieses System gleicher Endziffern findet sich bis heute im Aachener Busnetz.
| Nummer | Linienweg                                                                                           | Anmerkungen                                |
| ------ | --------------------------------------------------------------------------------------------------- | ------------------------------------------ |
| 1      | Grundhaus – Preusweg – Markt – Hansemannplatz – Haaren                                              |                                            |
| 11     | Altenberg – Preusweg – Markt – Hansemannplatz – Haaren – Kaninsberg – Weiden – Mariadorf – Alsdorf  |                                            |
| 21     | Osterweg – Preusweg – Markt – Hansemannplatz – Haaren – Kaninsberg – Würselen – Bardenberg          |                                            |
| 31     | Mariadorf – Hoengen                                                                                 |                                            |
| 2      | Brand – Elsaßstraße – Kaiserplatz – Theater – Hanbrucher Straße                                     |                                            |
| 12     | Eilendorf – Elsaßstraße – Kaiserplatz – Theater – Hanbrucher Straße – Vaals LTM                     | Anschluss an LTM-Dampftram nach Maastricht |
| 3      | Burtscheid – Hauptbahnhof – Theater – Ponttor – Lousberg – Kaiserplatz – Normaluhr – Burtscheid     |                                            |
| 13     | Bismarckturm – Normaluhr – Kaiserplatz – Lousberg – Ponttor – Theater – Hauptbahnhof – Bismarckturm | bis 1939 als Linie 3a bezeichnet           |
| 4      | Westbahnhof – Ponttor – Theater – Normaluhr – Linzenshäuschen                                       |                                            |
| 14     | Westbahnhof – Ponttor – Theater – Normaluhr – Köpfchen                                              | Anschluss an SNCV-Linie nach Eupen         |
| 5      | Ronheide – Theater – Kaiserplatz – Bahnhof Rothe Erde                                               |                                            |
| 15     | Ronheide – Theater – Kaiserplatz – Eilendorf – Atsch Dreieck – Eschweiler – Weisweiler              |                                            |
| 25     | Ronheide – Theater – Kaiserplatz – Brand – Büsbach – Stolberg Markt                                 |                                            |
| 35     | Ronheide – Theater – Kaiserplatz – Brand – Walheim – Sief                                           |                                            |
| 45     | Kornelimünster – Breinig                                                                            |                                            |
| 6      | Elsaßstraße – Frankenberg – Normaluhr – Theater                                                     |                                            |
| 16     | Elsaßstraße – Normaluhr – Theater – Ponttor – Richterich – Kohlscheid – Herzogenrath – Merkstein    | Anschluss an LTM in Kerkrade               |
| 26     | Elsaßstraße – Normaluhr – Theater – Ponttor – Richterich – Horbach – Locht Grenze                   | Anschluss an LTM nach Heerlen              |
| 7      | Hauptbahnhof – Normaluhr – Kaiserplatz – Markt                                                      |                                            |
| 8      | Stolberg Hbf – Atsch Dreieck – Stolberg Markt                                                       | nur von 1934 bis 1935 in Betrieb           |
| 18     | Stolberg Hbf – Atsch Dreieck – Stolberg Markt – Vicht Dreieck – Zweifall                            |                                            |
| 9      | Eschweiler Hbf – Talbahnhof – Eschweiler Rathaus                                                    |                                            |
| 19     | Eschweiler Hbf – Talbahnhof – Eschweiler Rathaus – Kinzweiler – Mariadorf – Alsdorf                 |                                            |
| 10     | Dürwiß – Eschweiler – Nothberg – Hamich – Gressenich – Mausbach – Vicht Dreieck                     | zunächst noch als Linie 20 bezeichnet      |

Bis 1940 wurde das System der Liniennummern mehrfach angepasst, gravierendste Änderung war die Verlegung der Linie 15 nach Brand und die Neueinführung der Linie 22 zwischen Vaals und Weisweiler. Größere Baumaßnahmen wurden aber nicht mehr durchgeführt, lediglich einzelne neue Ausweichen und zweigleisige Abschnitte angelegt. 1934 wurde zudem das kleine Depot in Hamich aufgegeben, 1938 folgte die Wagenhalle in Eschweiler Dreieck. Hier musste auch die Strecke der Linie Eschweiler – Alsdorf aufgrund des Baus der Autobahn Aachen – Köln verlegt werden. Bis 1940 erhielten zudem noch längere Strecken entlang von Landstraßen höher gelegte und mit Randsteinen von der Fahrbahn getrennte besondere Bahnkörper, so etwa zwischen Brand und Walheim oder zwischen Richterich und Kohlscheid. Im Stadtnetz wurden in den ersten Kriegsjahren noch verschiedene Haltestelleninseln gebaut.

#### Zweiter Weltkrieg und Wiederaufbau

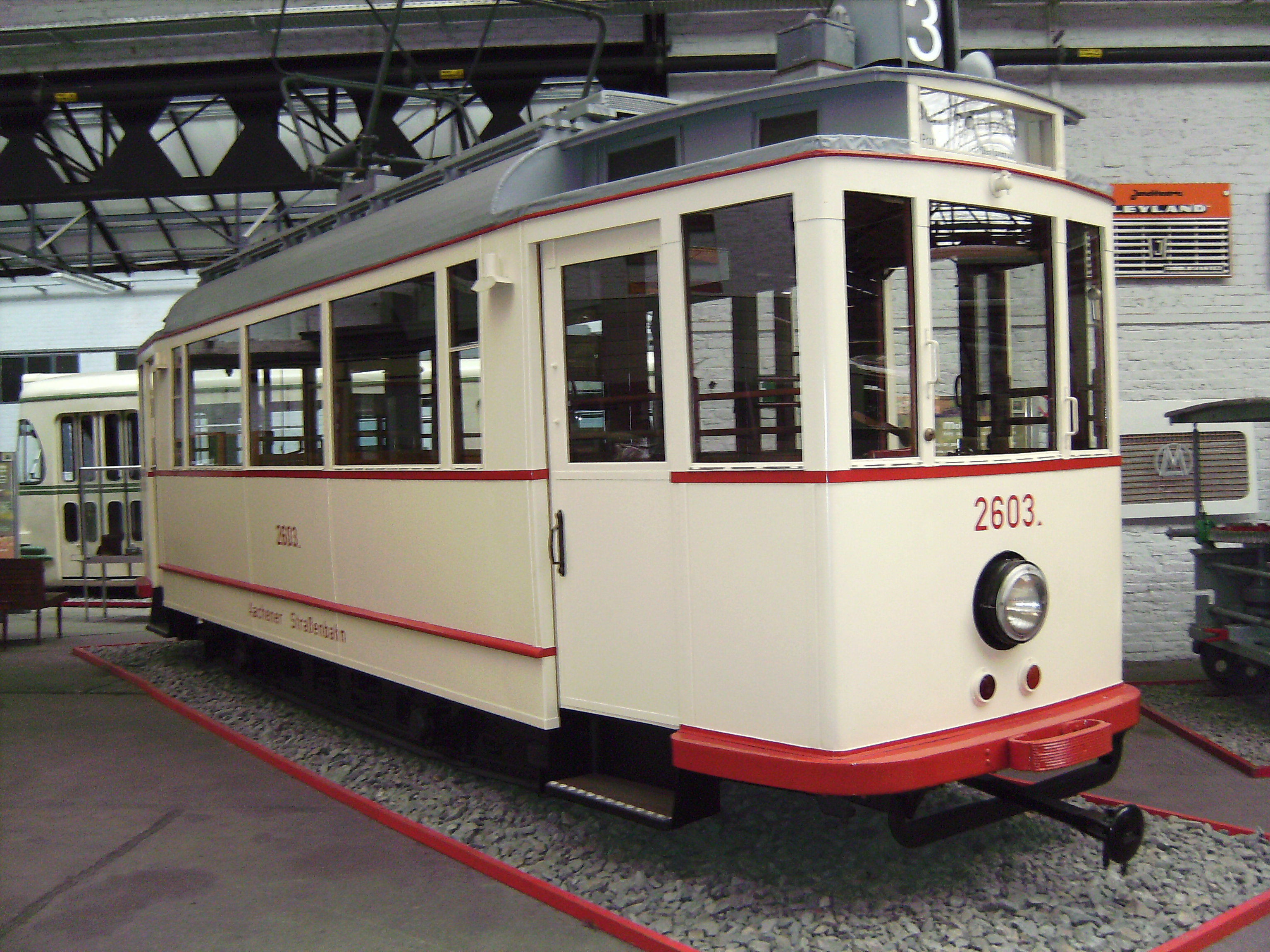
Wagen 2603 im Verkehrsmuseum Lüttich

Der Zweite Weltkrieg führte wieder zu Einschränkungen im AKG-Netz. Wie bereits 1914 wurde Personal eingezogen, bereits ab Oktober 1939 fuhren die ersten Schaffnerinnen in den Wagen mit. Die Strecken nach Belgien und den Niederlanden sowie im Grenzbereich wurden eingestellt. Die Fahrgastzahlen stiegen wieder spürbar an, von 26,2 Millionen Fahrgästen 1939 auf 58,2 Millionen 1943. Die AKG erhöhte im Laufe der Zeit die Wochenarbeitszeit, reduzierte die Zahl der Haltestellen und vereinfachte ihre Tarife. Vor allem der Güterverkehr wurde deutlich ausgeweitet, so bediente die AKG verschiedene Bunkerbaustellen im Stadtgebiet, nahm wieder die Bedienung von Brikettfabriken und Kohlengruben auf und bediente Märkte und die Brotfabrik. Sie stellte allerdings auch Triebwagen zum Abtransport der letzten verbliebenen Juden zu den Deportationszügen in Richtung Auschwitz und Theresienstadt, bezeugt sind für das Jahr 1942 Fahrten von Mausbach zum Stolberger Hauptbahnhof sowie von Haaren zum Bahnhof Aachen Nord.
Nach Beginn des Westfeldzugs am 10. Mai 1940 wurde das Gebiet von Eupen-Malmedy mit Wirkung zum 18. Mai wieder an das Deutsche Reich angeschlossen. Bereits am 31. Mai bekam die AKG den Betrieb übertragen und richtete zum 1. Juli wieder eine durchgehende Linie 24 von Aachen nach Eupen ein. Mit den Nummern 34 bis 64 wurden die weiteren Strecken des Eupener Netzes bedacht, einschließlich der 1932 von der SNCV gebauten Linie nach Verviers bis zum neuen Grenzpunkt in Dolhain. Die Bedeutung der Linie 24 zeigte sich daran, dass die AKG trotz des Krieges auf über zehn Kilometern der Strecke zwischen Aachen und Eupen neue schwerere Schienen einbauen konnte und zur Ergänzung der eingesetzten ehemaligen SNCV-Triebwagen neue vierachsige Beiwagen erhielt. Die Strecke war nach dem Ausbau und einem Umbau der Bremsen der SNCV-Triebwagen für 60 km/h zugelassen.
Am 30. Juli 1942 fusionierten die AKG und die REKA zur Aachener Straßenbahn- und Energieversorgungs-Aktiengesellschaft (ASEAG). Im gleichen Jahr führte die ASEAG für ihren Fahrzeugpark ein neues Nummernsystem ein. Beiwagen bekamen dreistellige, Triebwagen vierstellige Nummern. Bei den Triebwagen gab die erste Ziffer Motortyp und Leistungsklasse an, die zweite charakterisierte die Bauart. Dementsprechend wechselte bei vielen Triebwagen in der Folgezeit nach Umbauten die erste Ziffer, teilweise sogar mehrfach.
Bereits 1940 gab es erste Luftangriffe auf Aachen, die aber noch wenig Schaden anrichteten. Im Juli 1941 folgten erste Großangriffe der Royal Air Force, die auch Strecken der AKG beschädigten. Als Gegenmaßnahme begann die AKG damit, ihre Fahrzeuge nachts nicht mehr in den Depots, sondern außerhalb von Aachen auf freier Strecke abzustellen. Der schwerste Angriff traf Aachen dann am 14. Juli 1943, bei dem 294 Menschen starben. Die ASEAG erhielt einen Volltreffer in ihre Hauptwerkstatt in der Scheibenstraße, die zusammen mit 16 Trieb- und Beiwagen ausbrannte und völlig zerstört wurde. Daraufhin wurde die Hauptwerkstatt provisorisch ins Depot Eynatten verlegt. Auch immer mehr Strecken wurden dauerhaft unbenutzbar, ab Mitte 1944 waren weite Teile des Stadtnetzes nicht mehr befahrbar. Völlig zerstört wurde auch die Güterbahn am Westbahnhof. Die ASEAG, die vor dem Krieg keine eigenen Buslinien mehr betrieben hatte, erhielt als Ersatz Busse aus anderen Städten.
Ab 1942 arbeitete die ASEAG an der Einrichtung einer O-Bus-Linie von Aachen nach Baesweiler. Der Aachener O-Bus-Betrieb auf der neuen Linie 31 konnte am 2. Januar 1944 aufgenommen werden. Teilweise nutzte dieser die Stromversorgungseinrichtungen der Straßenbahn mit.
Im September 1944 erreichten die alliierten Truppen erstmals südlich von Aachen die Reichsgrenze. Am 11. September wurde Eupen befreit, die ASEAG stellte am Vortag den Betrieb des Eupener Netzes ein. Die Aachener Zivilbevölkerung wurde am selben Tag weitgehend evakuiert, am 12. September fuhr der letzte Triebwagen in der Stadt. Im Landnetz konnte der Betrieb etwas länger aufrechterhalten werden, hier fuhren die letzten Wagen am 23. September von Mariadorf nach Alsdorf. Auch die O-Bus-Linie nach Baesweiler wurde beschädigt und musste ihren Betrieb Anfang September wieder einstellen. Während der Schlacht um Aachen wurden durch alliierte Truppen mit Sprengstoff und Munition beladene Straßenbahnwagen auf den abschüssigen Strecken von Siegel und Grundhaus her in die Innenstadt als rollende Bomben eingesetzt, die allerdings vergleichsweise wenig Schaden anrichteten. In Anlehnung an die von der deutschen Propaganda bejubelte „Wunderwaffe“ V2 und die Liniennummer der Strecke nach Siegel beschrifteten die GIs einen der dafür zweckentfremdeten Beiwagen als „V13“, ein Foto des vor Abfahrt mit weiteren Sprüchen und einer Hitler-Karikatur bemalten Fahrzeugs erschien in der amerikanischen Soldatenzeitung The Stars and Stripes. Am 21. Oktober wurde Aachen als erste deutsche Großstadt von US-Truppen besetzt.
Obwohl die amerikanische Militärregierung bereits am 4. Dezember 1944 die Erlaubnis zur Wiederinbetriebnahme gegeben hatte, stand der Betrieb der Aachener Straßenbahn aufgrund der umfangreichen Zerstörungen noch monatelang still. Als erste Strecke wurde die Verbindung Kaiserplatz–Brand am 24. August 1945 wieder in Betrieb genommen, zunächst nur mit zwei Triebwagen im 30-Minuten-Takt. Es folgte die wichtige Strecke nach Kohlscheid, über die auch die Versorgung Aachens mit Hausbrandkohle erfolgte. Die Güterfahrzeuge der ASEAG beförderten zudem Schutt und Trümmer auf verschiedene Kippen im Umland.
Der Wiederaufbau dauerte bis zum Dezember 1950, in diesem Monat wurde der letzte Abschnitt der Linie 18 von Scherpenseel über Gressenich nach Vicht wiederhergestellt. Die Strecke war infolge der Schlacht im Hürtgenwald schwer beschädigt, teilweise waren die Bahnanlagen durch Beschuss dem Erdboden gleichgemacht worden. Die Strecken nach Locht, Hoengen und zum Westbahnhof wurden nicht mehr in Betrieb genommen, ebenso die Güterbahn am Westbahnhof. Ebenso kam die teilweise in Belgien liegende Strecke ab Bildchen nach Kelmis/Altenberg nicht mehr in Betrieb, aufgrund der ab 1949 infolge der Belgischen Annexionspläne veränderten Grenze endete die Strecke direkt am quer durch die dortige Ausweiche gezogenen Schlagbaum in Bildchen. Die übrigen Strecken in Belgien, die nun wieder die SNCV übernahm, gingen mit Ausnahme der Strecken Köpfchen Grenze – Eynatten und Eynatten – Raeren alle wieder in Betrieb, allerdings nur für wenige Jahre. Als letzte Strecke des Eupener Netzes stellte die SNCV die Verbindung nach Verviers 1956 ein.

#### Stagnation und punktuelle Modernisierung in den 1950er Jahren

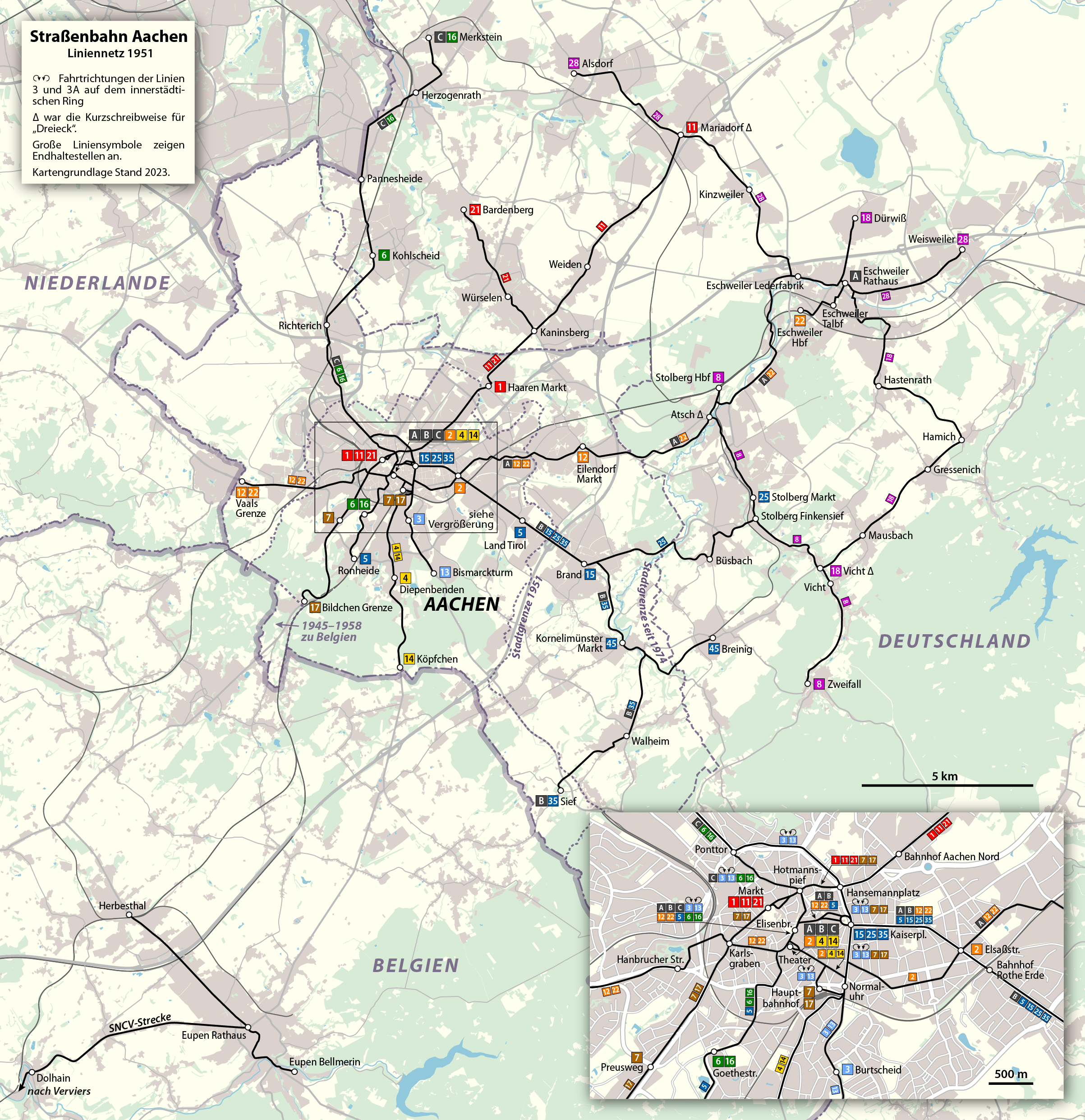
Liniennetz der Aachener Straßenbahn Ende 1951

1950 betrieb die ASEAG wieder 23 Straßenbahn- und eine O-Bus-Linie. Um der Konkurrenz durch den motorisierten Individualverkehr und Omnibussen zu begegnen, führte die ASEAG Anfang der 1950er Jahre auf mehreren Außenstrecken Schnell- beziehungsweise Fernlinien ein. Diese Linien hielten nur an wichtigen Knotenpunkten, überholten teilweise unterwegs die gewöhnlichen Bahnen und konnten dadurch erheblich schneller verkehren. Die ersten Schnellkurse verkehrten ab 15. Oktober 1950 auf der Linie 22 zwischen Aachen und Eschweiler; sie wurden zunächst als S/22 bezeichnet und verkürzten die Fahrzeit um fast eine halbe Stunde auf nunmehr 46 Minuten. Zum 20. Mai 1951 wurde die S/22 in Linie A umbenannt, am 14. Oktober 1951 kamen die Schnelllinien B (Aachen Theater – Walheim – Sief) und C (Aachen Theater – Herzogenrath – Merkstein) hinzu. Alle Schnelllinien verkehrten zunächst stündlich, später zeitweise halbstündlich. Die Betriebsführung auf den überwiegend eingleisigen Strecken erwies sich jedoch als schwierig; in der Konsequenz wurden die Fahrpläne der Fernlinien und der parallelen Linien 22, 35 und 16 immer wieder verändert. Die Linie A wurde bereits am 17. Mai 1953 wieder eingestellt, als die ASEAG die über die Autobahn verkehrende Schnellbuslinie 52 zwischen Aachen und Eschweiler einführte – damit betrug nun die Fahrzeit nur noch 25 Minuten. Die Linien B und C wurden 1956 nach ihren Zielorten – inzwischen fuhren sie nur noch bis Herzogenrath und Walheim – in H und W umbenannt.
Beim Wiederaufbau der alten Strecken versäumten es die ASEAG sowie Stadt und Kreis Aachen jedoch, das Netz an die veränderten Siedlungsstrukturen anzupassen. Nur wenige Strecken wurden noch modernisiert, auf eigene Bahnkörper verlegt oder zweigleisig ausgebaut. 1949 wurde die Linie 28 aufgrund des Braunkohlentagebaus BIAG Zukunft zwischen Hehlrath und Eschweiler erneut verlegt, sie erhielt dabei eine eigene Trasse parallel zur Straße bis Eschweiler Lederfabrik. Damit entfiel auch die enge Ortsdurchfahrt in Hehlrath. In der Aachener Innenstadt wurde 1951 die enge und kurvige Führung über den Dahmengraben durch eine neue gradlinige Führung über Peter- und Komphausbadstraße ersetzt, verbunden mit einer neuen Haltestellenanlage am Elisenbrunnen. 1953 baute die ASEAG eine Wendeschleife in Vaals, um dem zunehmenden Fahrgastandrang gerecht zu werden. Seit der kriegsbedingten Stilllegung des niederländischen Abschnitts war aufgrund der nicht mehr nutzbaren Ausweiche direkt auf der Grenze nur noch der Einsatz von Einzeltriebwagen nach Vaals möglich. Aufgrund der von den Aachenern vielfach genutzten günstigen Einkaufsmöglichkeiten jenseits der Grenze insbesondere für Butter und andere Lebensmittel hatte die Linie den Spitznamen Buttertram erhalten; mit der neuen Wendeschleife konnten wieder – als im Tagesverkehr einziger Linie in Aachen – Züge mit zwei Beiwagen eingesetzt werden.  Mitte der 1950er Jahre folgten neue Gleise an verschiedenen innerstädtischen Knoten, so am Hansemannplatz und am Hotmannspief, zuletzt wurde 1959 der Kaiserplatz umgebaut und dabei mit einer Fußgängerunterführung versehen. Die neuen Gleise auf der Heinrichsallee wurden allerdings nur noch drei Jahre von der Straßenbahn genutzt. Einzelne Abschnitte in Richtung Brand und Haaren wurden noch zweigleisig ausgebaut. Ab 1958 stattete die ASEAG ihre verbliebenen eingleisigen Strecken zudem mit elektrischen Signalanlagen aus. Bis dahin war der Betrieb auf den eingleisigen Strecken fast ausschließlich mit Kreuzungsbüchern erfolgt, in denen die einzuhaltenden Zugkreuzungen verzeichnet waren.
Nach 1945 erhielt die ASEAG lediglich 24 neue Triebwagen und sieben neue Beiwagen. Allerdings übernahm sie in großem Umfang ältere gebrauchte Fahrzeuge von den Straßenbahnbetrieben Luxemburg, Neuwied, Paderborn, Wuppertal, Düsseldorf, Mönchengladbach, Rheydt und Oberhausen, die aber teilweise nur noch wenige Jahre in Aachen eingesetzt wurden.
Weitere Modernisierungsschritte jener Epoche waren die erstmalige Verwendung von automatischen BSI-Kompaktkupplungen, statt der zuvor üblichen Trompetenkupplung, sowie die Einführung des Fahrgastfluss-Verfahrens mit festem Schaffnersitz, beides ab 1956 mit den Großraumwagen der Serie 1001–1011. Mit dem Umbau der Triebwagen 7103–7113 zu Gelenkwagen in den Jahren 1958/1959 führte die ASEAG ferner die für die letzten Betriebsjahre markante rote Lackierung mit weißem Zierstreifen ein. Sie löste das traditionelle Beige-Elfenbein mit roten respektive grünen Zierstreifen ab. Dies sollte den Fahrgästen eine rasche und sichere Unterscheidung zwischen den Linien 5/15/25/35 und der Linie 12 ermöglichen. Der Rest der Fahrzeuge erhielt das neue Design schließlich ab Ende der 1960er Jahre.

#### Sukzessive Netzreduzierung und Stilllegung

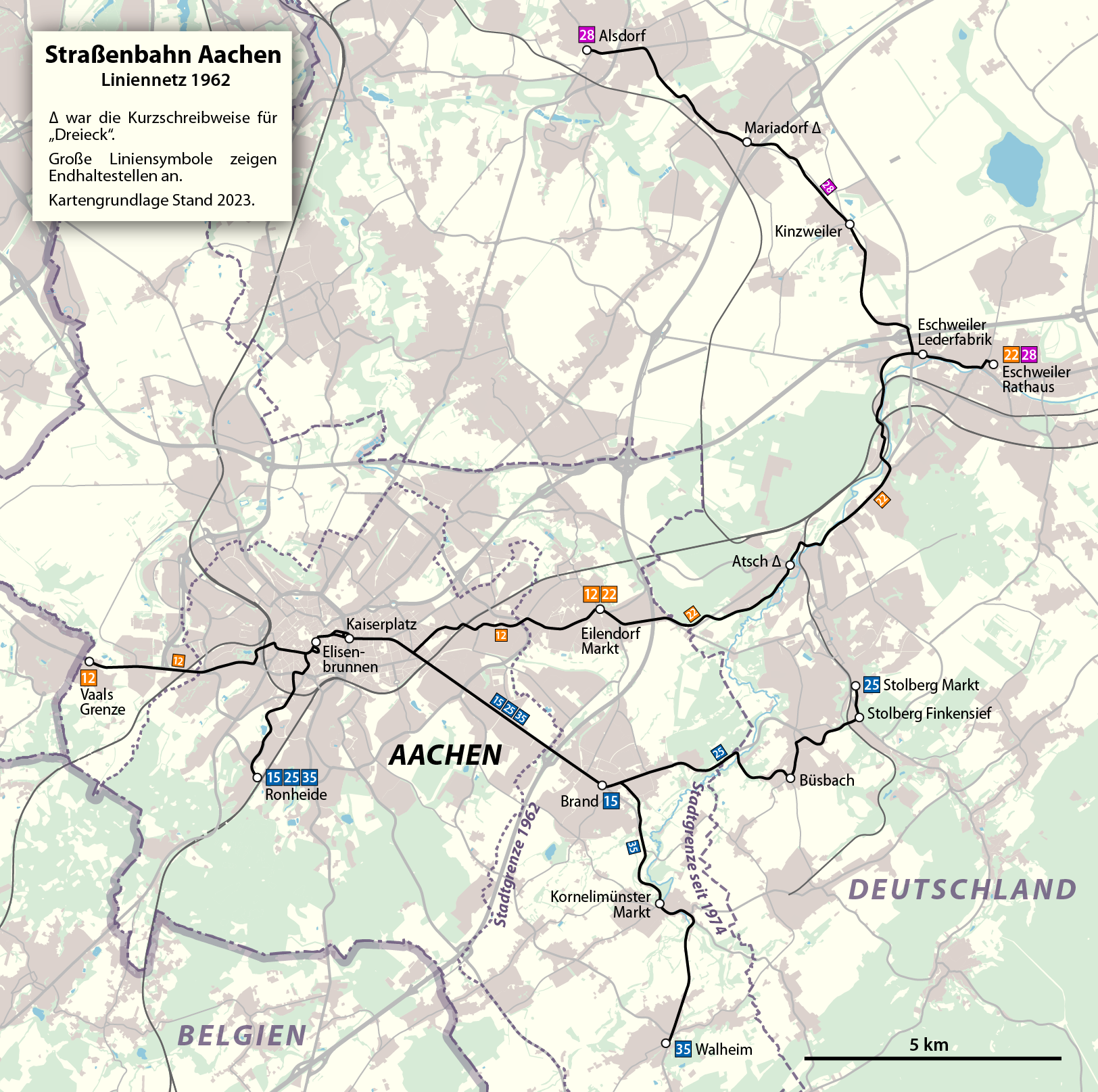
Liniennetz der Aachener Straßenbahn nach Einstellung weiter Teile des Stadt- und Landnetzes Ende 1962

Fahrplan der Linie 15 aus den letzten Betriebsjahren

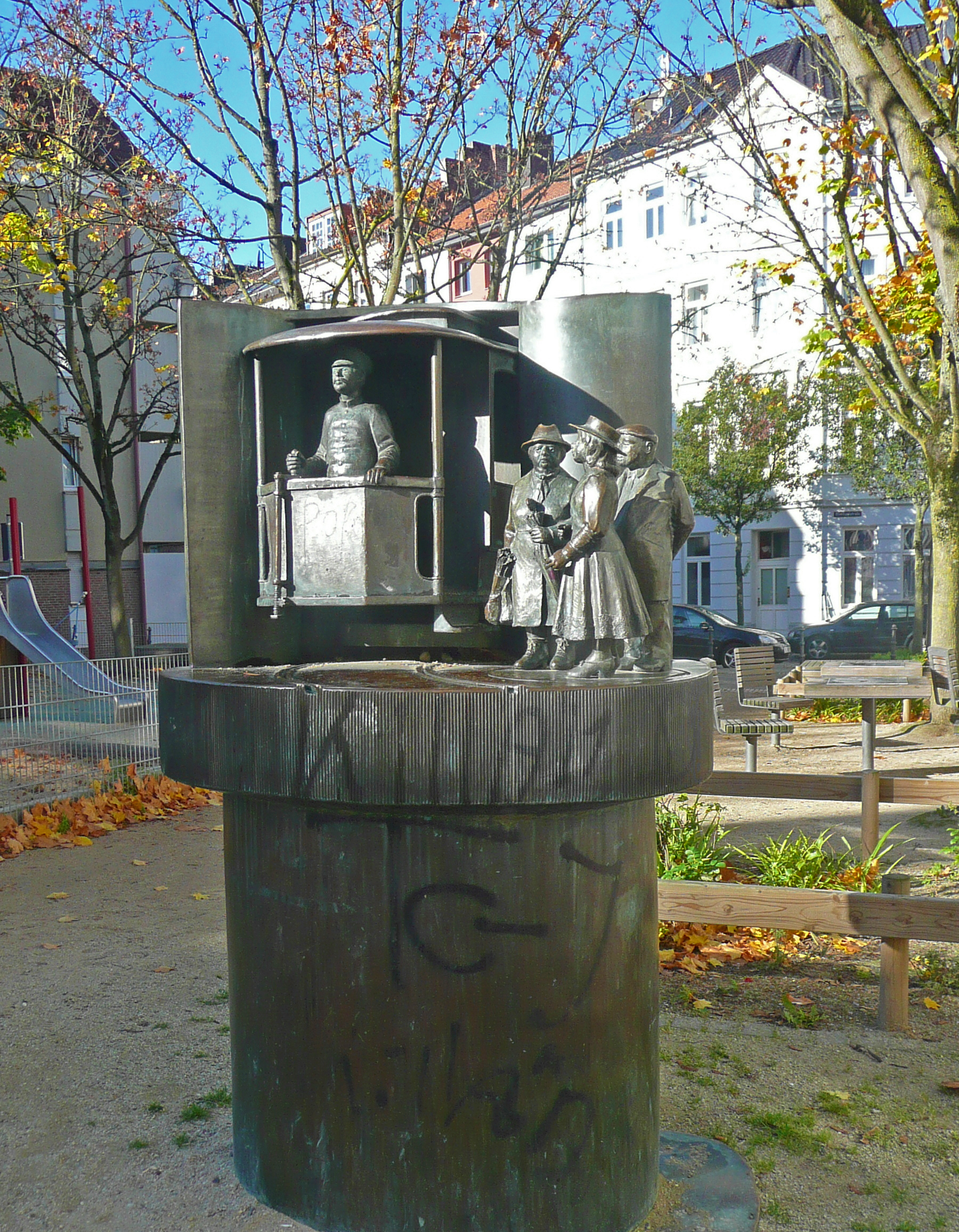
Die Bronzeskulptur Oecher Tram des Bildhauers Bonifatius Stirnberg erinnert auf dem Oberplatz an die Straßenbahn

Die Umstellung von Straßenbahn- auf Omnibusbetrieb begann am 26. August 1951 mit der Einstellung der Linie 26 nach Horbach. 1953 schlug ein Gutachten im Auftrag der ASEAG die Stilllegung großer Teile des Landnetzes vor, allerdings auch den Ausbau und die Modernisierung bestimmter Strecken im Stadt- und Landnetz. Die ASEAG setzte im Wesentlichen nur die Stilllegungsempfehlungen um. Bis Ende 1959 war ein Großteil des Landnetzes stillgelegt, übrig blieben Strecken im Brander und Eschweiler Netz. Einzelne Strecken wurden noch in einer Art Auslaufbetrieb während der Hauptverkehrszeit mit Einsatzwagen bedient, während der Bus bereits den sonstigen Verkehr übernommen hatte, beispielsweise die Strecken der Linie 8 zwischen Stolberg und Zweifall und der Linie 6 zwischen Aachen und Pannesheide. Bis 1962 wurde auch das Stadtnetz auf die Linien 12 (Vaals – Eilendorf) und 15 (Ronheide – Brand) reduziert. Im Landnetz existierten nur noch die Linien 22 (Eilendorf – Eschweiler), 25/35 (Aachen – Stolberg/Walheim) und 28 (Alsdorf – Eschweiler). Noch 1966 wurde ein Teil der von den Linien 22 und 28 bedienten Strecke zwischen Eschweiler Lederfabrik und Eschweiler Bushof neu trassiert und auf einen eigenen Bahnkörper verlegt. Beide Linien wurden dennoch am 6. Oktober 1969 als letzte Überlandstrecken eingestellt. Die Stadt Aachen verfolgte bereits Mitte der 1960er Jahre die Konzeption einer autogerechten Stadt ohne Gleise und plante mit einer Umstellung auf Omnibusbetrieb.
Für die verbleibenden Stadtstrecken besaß die ASEAG aufgrund ihrer Gebrauchtkäufe in Oberhausen und Mönchengladbach seit Ende der 1960er Jahre einen vergleichsweise modernen Wagenpark und konnte auf den Einsatz der letzten Vorkriegswagen ab 1969 verzichten. Im gleichen Jahr führte sie zudem abends und an Wochenenden den schaffnerlosen Einmannbetrieb ein, der Fahrscheinverkauf erfolgte fortan durch den Fahrer. 1967 war zudem wieder die Verstärkerlinie 5 zwischen Elisenbrunnen und Trierer Platz eingeführt worden, die 1971 bis Königsberger Straße verlängert wurde, um das Angebot im Bereich des Neubaugebiets Driescher Hof zu verdichten. Die verbliebenen Straßenbahnlinien erbrachten immerhin noch 38 % des ASEAG-Verkehrsaufkommens. Im Jahr 1968 gab die Stadt Aachen dennoch ein Gutachten bei Professor Hermann Nebelung von der RWTH Aachen in Auftrag, in dem vor allem eine mögliche Umstellung auf Omnibusbetrieb untersucht werden sollte. Der Umstellung gegenübergestellt wurden verschiedene Szenarien mit einer teilweisen Einstellung sowie dem Bau von unterirdischen Abschnitten in der Innenstadt. Letztlich empfahl Nebelung unter Berücksichtigung wirtschaftlicher Aspekte die Einstellung der Straßenbahn im Jahr 1980. Dem Gutachten wurde bereits damals eine einseitige und tendenziöse Bewertung vorgeworfen, die für Bus und Straßenbahn unterschiedliche Voraussetzungen zugrunde gelegt habe.
Aufgrund der Ergebnisse der Studie beschloss der Aachener Stadtrat 1972 fast einstimmig die Einstellung der Straßenbahn bis spätestens 1975, lediglich der damalige Stadtrat Dieter Schinzel stimmte für den Erhalt der Bahn. Die der ASEAG daraus erwachsenden finanziellen Nachteile sollten durch die Stadt ausgeglichen werden. 1973 wurden die Abschnitte nach Eilendorf und Ronheide/Goethestraße stillgelegt, den verbliebenen Rest bediente die nun zwischen Brand und Vaals verkehrende Linie 15. Verstärkt wurde sie zwischen Kuckelkorn und Königsberger Straße durch die Linie 5, die jedoch zum nächsten Fahrplanwechsel bereits durch eine Buslinie ersetzt wurde. Mit der Einstellung der Linie 15 endete der Betrieb der Aachener Straßenbahn mit Beginn des Winterfahrplans am 29. September 1974. Die O-Bus-Linie 51 wurde hingegen schon am 3. Februar 1974 eingestellt. 1971 war auch die Straßenbahn noch in den seinerzeit gegründeten Aachener Verkehrsverbund (AVV) integriert worden, hierzu erhielten die Wagen an der Front gelbe Aufkleber mit grüner „AVV“-Aufschrift.
| Datum              | Strecke                                                               | Linie     | Anmerkungen                                                     |
| ------------------ | --------------------------------------------------------------------- | --------- | --------------------------------------------------------------- |
| 1. März 1937       | Vaals – Vaals LTM                                                     | 12        | Stilllegung der anschließenden LTM-Dampftram Vaals – Maastricht |
| 1. September 1939  | Vaals Grenze – Vaals Blumenthal                                       | 12        |                                                                 |
| 1944               | Horbach – Locht Grenze                                                | 26        | im Krieg zerstört, kein Wiederaufbau                            |
| 1944               | Mariadorf – Hoengen                                                   | 31        | im Krieg zerstört, kein Wiederaufbau                            |
| 1944               | Ponttor – Westbahnhof                                                 | 4,14      | im Krieg zerstört, kein Wiederaufbau                            |
| 1944               | Bildchen – Altenberg (Kelmis)                                         | 27        | im Krieg zerstört, kein Wiederaufbau                            |
| 1944               | Köpfchen Grenze – Eynatten                                            | (24)      | im Krieg zerstört, durch SNCV nicht wieder in Betrieb genommen  |
| 1944               | Eynatten – Raeren                                                     | (34)      | im Krieg zerstört, durch SNCV nicht wieder in Betrieb genommen  |
| 8. August 1951     | Richterich – Horbach                                                  | 26        |                                                                 |
| 1. Oktober 1951    | Eynatten – Eupen                                                      | (24)      | durch SNCV stillgelegt                                          |
| 1953               | Eupen – Bellmerin                                                     | (54)      | durch SNCV stillgelegt                                          |
| 1953               | Eupen – Herbesthal                                                    | (44)      | durch SNCV stillgelegt                                          |
| 3. November 1953   | Haaren Denkmal – Kaninsberg – Linden – Mariadorf                      | 11        |                                                                 |
| 3. November 1953   | Kaninsberg – Würselen – Bardenberg                                    | 21        |                                                                 |
| 15. Februar 1954   | Eschweiler Rathaus – Dürwiß                                           | 18        |                                                                 |
| 22. Mai 1954       | Eschweiler Rathaus – Eschweiler Hbf                                   | 22        |                                                                 |
| 22. Mai 1954       | Eschweiler Rathaus – Hamich – Gressenich                              | 18        |                                                                 |
| 17. Oktober 1954   | Haaren Denkmal – Haaren Markt                                         | 1         |                                                                 |
| 1956               | Eupen – Dolhain – Verviers                                            | (64)      | durch SNCV stillgelegt                                          |
| 3. November 1957   | Kornelimünster – Breinig                                              | 45        |                                                                 |
| 10. November 1957  | Walheim – Sief                                                        | 35, W     |                                                                 |
| 1. Juni 1958       | Elsaßstraße – Kaiserstraße                                            | 2         |                                                                 |
| 1. Juni 1958       | Haaren Markt – Metzgerstraße                                          | 1         |                                                                 |
| 11. August 1958    | Normaluhr – Burtscheid – Siegel – Bismarckturm                        | 3, 13     |                                                                 |
| 28. August 1958    | Preusweg – Bildchen                                                   | 17, 27    |                                                                 |
| 6. Oktober 1958    | Gressenich – Vicht Dreieck                                            | 18        |                                                                 |
| 31. März 1959      | Eschweiler Rathaus – Weisweiler                                       | 28        |                                                                 |
| 16. August 1959    | Köpfchen Grenze – Diepenbenden                                        | 4, 14     |                                                                 |
| 5. Oktober 1959    | Stolberg Hbf – Atsch Dreieck – Stolberg Markt                         | 8         |                                                                 |
| 23. November 1959  | Pannesheide – Herzogenrath – Merkstein                                | 16, H     |                                                                 |
| 29. Mai 1960       | Diepenbenden – Haus Eich                                              | 4         |                                                                 |
| 27. Juni 1960      | Haus Eich – Normaluhr                                                 | 4         |                                                                 |
| 24. Oktober 1960   | Ponttor – Richterich – Kohlscheid – Pannesheide                       | 16        |                                                                 |
| 24. Juni 1961      | Kaiserstraße – Lothringerstraße – Normaluhr                           | 2         |                                                                 |
| 24. Juni 1961      | Hansemannplatz – Seilgraben – Markt – Karlsgraben – Preusweg          | 2, 7      |                                                                 |
| 5. Oktober 1961    | Stolberg Finkensief – Vicht Dreieck – Zweifall                        | 8         |                                                                 |
| 29. Januar 1962    | Hansemannplatz – Ponttor – Seilgraben – Elisenbrunnen                 | R (3, 13) |                                                                 |
| 29. Januar 1962    | Theater – Hauptbahnhof – Normaluhr – Kaiserplatz                      | R (3, 13) |                                                                 |
| 19. März 1962      | Eschweiler Rathaus – Eschweiler Bushof                                | 22, 28    |                                                                 |
| 27. Mai 1962       | Metzgerstraße – Hansemannplatz – Kaiserplatz                          | 1         |                                                                 |
| 8. Januar 1967     | Brand – Kornelimünster – Walheim                                      | 35, W     |                                                                 |
| 8. Januar 1967     | Brand – Büsbach – Finkensief – Stolberg Markt                         | 25        |                                                                 |
| 6. Oktober 1969    | Eilendorf – Atsch Dreieck – Eschweiler Aue – Eschweiler Bushof        | 22        |                                                                 |
| 6. Oktober 1969    | Eschweiler Bushof – Kinzweiler – Mariadorf – Alsdorf                  | 28        |                                                                 |
| 17. August 1970    | Goethestraße – Ronheide                                               | 15        |                                                                 |
| 11. März 1973      | Hauptpost – Goethestraße                                              | 15        |                                                                 |
| 11. März 1973      | Elsaßstraße – Eilendorf                                               | 12        |                                                                 |
| 29. September 1974 | Brand – Elsaßstraße – Kaiserplatz – Elisenbrunnen – Hauptpost – Vaals | 15        |                                                                 |

## Streckennetz
In den ersten Jahren bis etwa zum Ersten Weltkrieg hatte die AKG ihr Netz im Zuge des raschen Netzausbaus in insgesamt vier mit römischen Ziffern bezeichnete Bahnnetze unterteilt. Ab den 1920er Jahren wurde in den Statistiken der AKG lediglich noch zwischen dem Stadt- und dem Landnetz differenziert. Als Stadtnetz wurden dabei alle Strecken innerhalb der Stadt Aachen bezeichnet, das Landnetz wurde von den überwiegend als Überlandstraßenbahnen ausgeführten Strecken im Kreisgebiet gebildet. Der Übergang zwischen Stadt- und Landnetz verschob sich dabei im Laufe der Jahrzehnte mit dem Wachstum der Stadt Aachen auf den meisten Strecken. Während die AKG in ihrer Statistik die Grenzen der Stadt Aachen als Abgrenzung wählte, reichte das Angebot der im Tagesverkehr im 10-Minuten-Takt bedienten Stadtlinien teils über die Stadtgrenzen hinaus bis in die benachbarten Gemeinden, während wiederum Abschnitte der Strecken nach Köpfchen und Altenberg im Aachener Wald an Werktagen in einem dem Landnetz vergleichbaren Taktangebot lediglich alle 20 oder 40 Minuten bedient wurden. Bedingt durch die Grenzverschiebungen und nachfolgenden Eigentumswechsel hatten die Strecken des Landnetzes im Kreis Eupen eine Sonderrolle. Nachfolgend werden die Strecken des Stadt- und Landnetzes sowie des Eupener Netzes kurz beschrieben.

### Stadtnetz

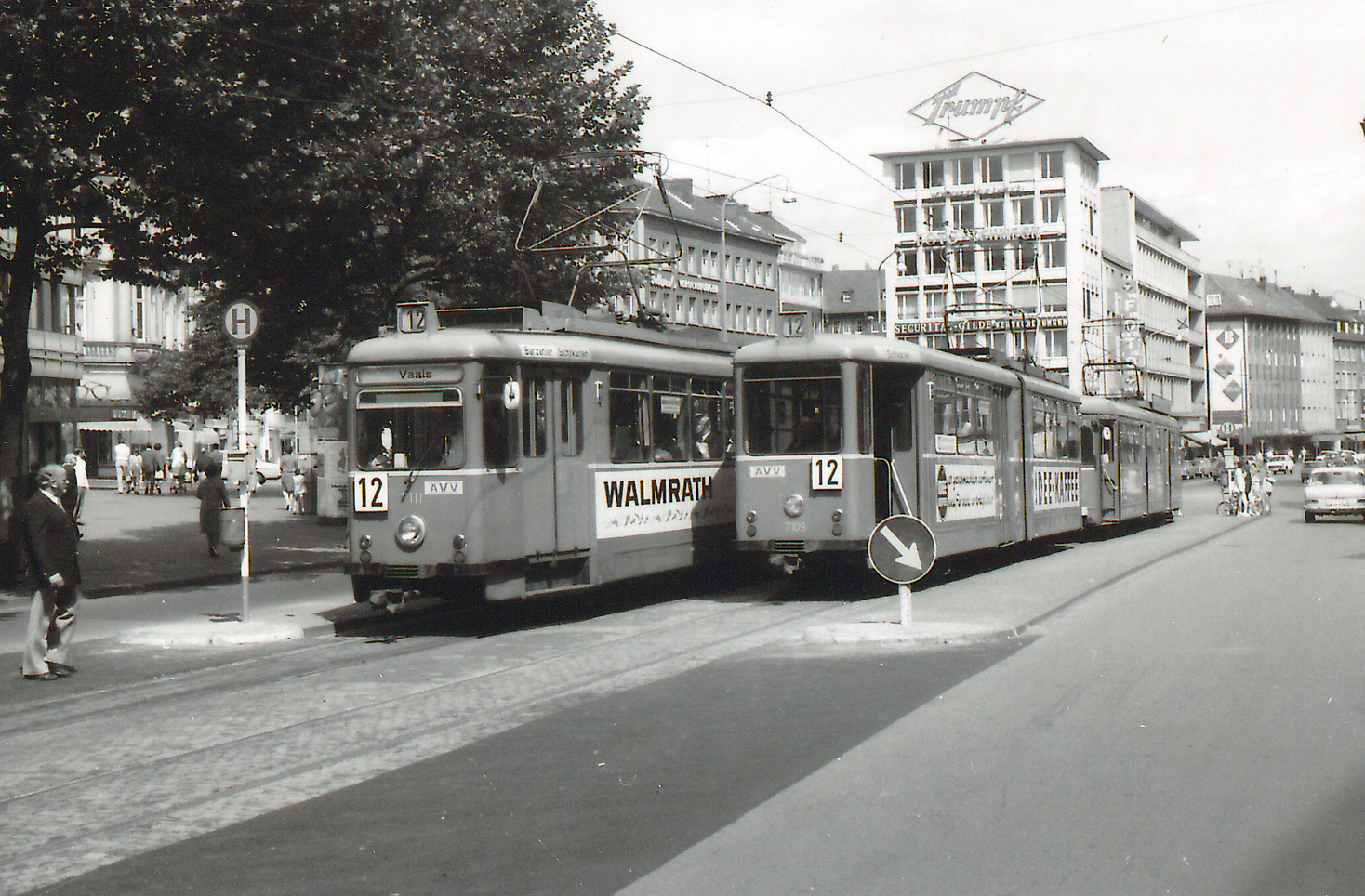
Zwei Triebwagen der Reihe ASEAG 7103–7113 im Jahr 1971 auf Linie 12 am Elisenbrunnen

Das Stadtnetz der Aachener Straßenbahn bestand aus mehreren radial auf die Innenstadt zulaufenden Strecken, die durch die sogenannte „Rundbahn“ über den östlichen Teil des Aachener Alleenrings verknüpft waren. Auch die Altstadt innerhalb des Grabenrings wurde mit der Strecke zwischen Hansemannplatz und Karlsgraben über den Markt erschlossen. Hauptsächliche Verknüpfungspunkte waren die Haltestellen am Hansemannplatz, am Kaiserplatz und am Elisenbrunnen sowie der Knoten an der Normaluhr nördlich des Burtscheider Viadukts, an den die in beiden Richtungen nutzbare Schleifenstrecke zum Aachener Hauptbahnhof angebunden war. Insgesamt umfasste das Stadtnetz Ende der 1930er Jahre eine Streckenlänge von knapp 45 km, davon waren gut 23 km zweigleisig ausgeführt. Die meisten Strecken innerhalb des Alleenrings waren bereits als Teil des Pferdebahnnetzes eröffnet worden. Bedient wurden die Strecken des Stadtnetzes im Tagesverkehr in der Regel mindestens alle 10 Minuten, durch Linienüberlagerungen ergab sich auf vielen Strecken ein dichteres Angebot.

#### Rundbahn
Als Rundbahn wurden die ab 1933 von den Linien 3/3a bzw. ab 1939 von den Linien 3/13 bedienten Abschnitte entlang des östlichen Aachener Alleenrings und über den östlichen Grabenring bezeichnet. Beide Linien waren jedoch keine echten Ringlinien, sie befuhren den Allenring und den Grabenring gegenläufig von ihren Endpunkten in Burtscheid und am Bismarckturm kommend in Form sogenannter Tennisschlägerlinien und verzweigten sich unterhalb des Burtscheider Viadukts. Lediglich in den wenigen Jahren zwischen 1958 und 1962 nach Einstellung der Burtscheider Strecke bediente die Linie R als echte Ringlinie die verbliebenen Strecken der Rundbahn. Bis 1958 führte die Linie 13 vom Bismarckturm kommend ab dem Burtscheider Viadukt über Normaluhr und Wilhelmstraße zum Kaiserplatz und weiter über die Heinrichsallee zum Hansemannplatz. Über Monheimsallee und Ludwigsallee führte die durchgängig zweigleisige Strecke zum Ponttor. Bis 1912 durchfuhr die Straßenbahn das Ponttor auf einem Gleis, ab da führte sie zweigleisig auf der Westseite um das Tor herum. Über Pontstraße, Pontdriesch, Hirschgraben und Seilgraben führte die Strecke weiter zur Komphausbadstraße. Bis 1950 besaß die Straßenbahn ab der Komphausbadstraße bis Elisenbrunnen in dieser Richtung eine enge und kurvige Führung durch Dahmengraben und Holzgraben, dann wurde die Peterstraße, durch die das Gleis der Gegenrichtung führte, zweigleisig ausgebaut. Am Elisenbrunnen vorbei erreichte die Ringbahn den Kapuzinergraben, wo die Strecken in Richtung Ronheide und Vaals abzweigten. Das Theater Aachen wurde in den letzten Jahrzehnten in beiden Richtungen umfahren, bis zuletzt diente die 1955 erbaute Theaterschleife der Wende von Verstärker- und Einsatzwagen. Ursprünglich passierte die Straßenbahn das Theater nur auf der Südwestseite. Dort lagen zeitweise diverse Aufstellgleise, die Anfang der 1950er Jahre als Endpunkt für die zeitweise eingerichteten Schnelllinien dienten. Da die wartenden Bahnen die Notausgänge des Theaters blockierten, musste die ASEAG jedoch bald auf diese Nutzung als „Fernbahnhof“ verzichten. Über die Theaterstraße führten die Gleise bis zur Normaluhr. Den Hauptbahnhof erreichten die Straßenbahnen über eine in die Bahnhofsstraße abzweigende Strecke, die über den Bahnhofsvorplatz weiter in die Hackländerstraße führte, an deren Ende sie wieder die Strecke nach Burtscheid erreichte. Die Linie 3 bediente die Rundbahn im Uhrzeigersinn, die Linie 3a bzw. 13 in Gegenrichtung. Überwiegend lagen die Gleise in der Fahrbahn, lediglich in der Heinrichsallee und Monheimsallee gab es abgetrennte eigene Bahnkörper. Mit Ausnahme des erst 1901 eröffneten Abschnitts vom Hansemannplatz zum Lousberg waren alle Strecken bereits 1881 als Pferdebahnstrecken in Betrieb gegangen.

#### Frankenberger Strecke
Von der Rundbahn in der Wilhelmstraße zweigte die Frankenberger Strecke in die Lothringer Straße ab. Über Schlossstraße und Bismarckstraße führte die Strecke durch das Frankenberger Viertel bis zur Kreuzung mit der Brander Strecke an der Elsaßstraße. Obwohl gleistechnisch möglich, gab es nie eine durchgehende Linie weiter in Richtung Eilendorf, alle Bahnen endeten in einer Ausweiche kurz vor der Kreuzung mit dem Adalbertsteinweg. Zuletzt wurde die Strecke von der Linie 2 (Elsaßstraße – Preusweg) bedient. Die 1882 bereits als Pferdebahn eröffnete Strecke wurde in zwei Etappen 1958 und 1961 eingestellt.

#### Strecke nach Vaals

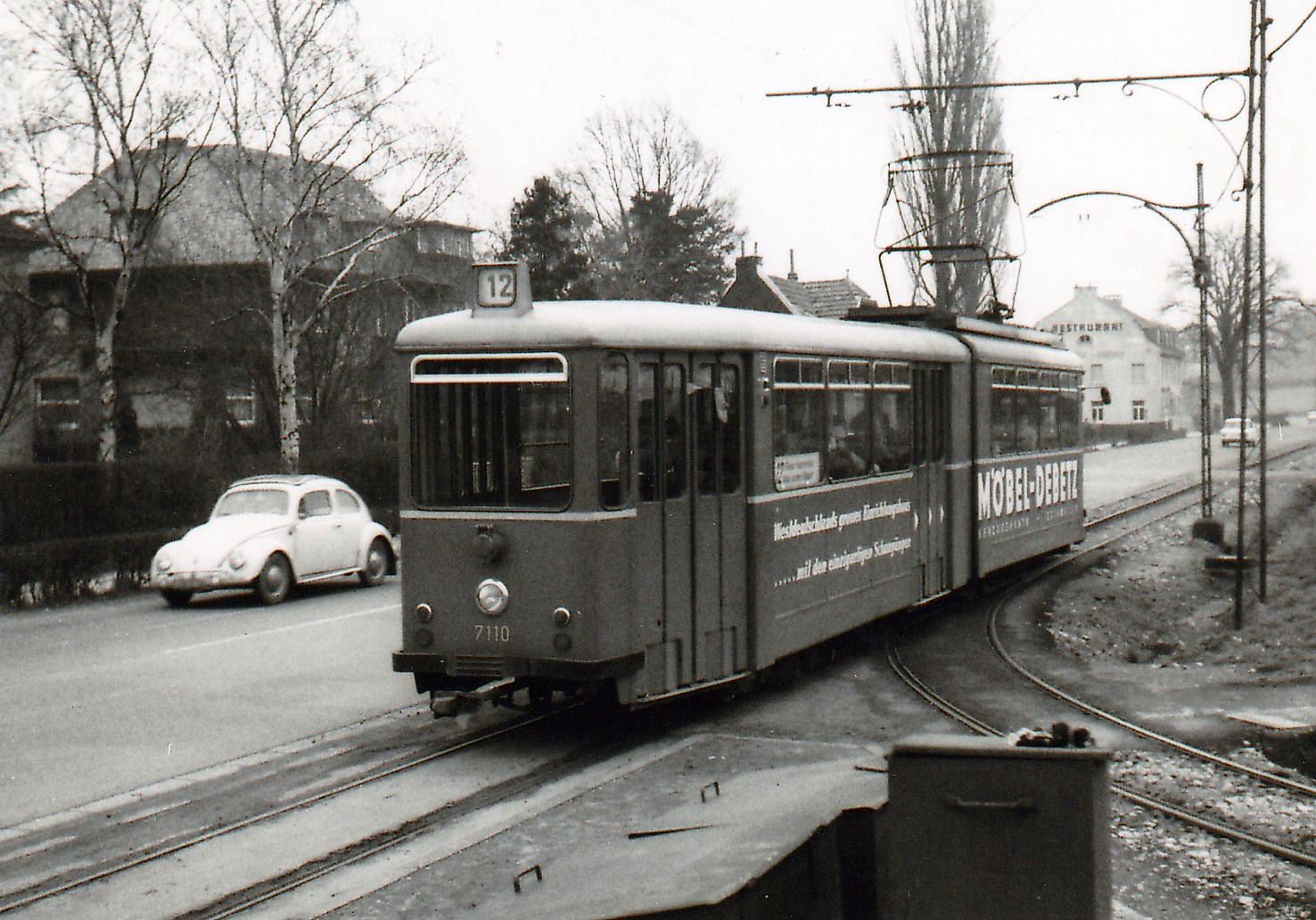
Tw 7110 der ASEAG im Jahr 1962 bei der Ausfahrt aus der Wendeschleife Vaals.

Zu Pferdebahnzeiten war die Vaalser Strecke die längste Strecke des Netzes und führte von Beginn an über die Grenze in den Ortskern von Vaals. 1939 lag rund ein Kilometer der Strecke in den Niederlanden. Beginnend am Kapuzinergraben, wo sie am Theater von der Rundbahn abzweigte, führte sie über Alexianergraben, Löhergraben und Karlsgraben bis zum Abzweig in die Lochnerstraße. Über die Gartenstraße erreichte die Strecke die Vaalser Straße, der sie bis an die niederländische Grenze folgte. Bis kurz nach der Einmündung in die Vaalser Straße verlief die Strecke zweigleisig in Straßenmitte, in Höhe der Hanbrucher Straße wechselte die Strecke eingleisig in Seitenlage. Über die seit Ende der 1950er Jahre signalgesicherten Ausweichen Kuckelkorn, Westfriedhof und Neuenhof wurde die 1953 kurz vor der Grenze erbaute und im Uhrzeigersinn befahrene Endschleife Vaals erreicht. Bis 1939 lag auf der Grenze eine weitere Ausweiche, die Strecke führte eingleisig durch die Maastrichterlaan bis zur Endstelle etwa in Höhe von Schloss Blumenthal. Ein Stichgleis führte ab 1923 durch die heutige Prins Bernhardstraat zum Bahnhof Vaals der LTM-Dampftram nach Maastricht und wurde jeweils von den Kursen der Linie 12 befahren, bei denen Anschluss von bzw. zur LTM bestand. Die 1888/89 als Pferdebahn erbaute Strecke zweigte ursprünglich von der vom Markt kommenden Strecke durch die Jakobstraße in den Karlsgraben ab. Der Abschnitt zwischen Theater und Karlsgraben entstand 1898. Als Teil der letzten Aachener Straßenbahnlinie wurde die Strecke 1974 eingestellt.

#### Strecke nach Altenberg
Die in mehreren Etappen zwischen 1897 und 1907 erbaute Strecke nach Altenberg zählte zu den sogenannten „Waldbahnen“, die vor allem bei schönem Wetter und an Wochenenden von Ausflüglern in den Aachener Wald frequentiert wurden und diverse Ausflugslokale bedienten. Vom Hansemannplatz kommend führte die Strecke über die Alexanderstraße am Hotmannspief und den Seilgraben mit der Ringbahn kreuzend vorbei durch die Großkölnstraße zum Markt. In Gegenrichtung führte das Gleis ab dem Markt über den Büchel und die Kleinkölnstraße. Vom Markt verlief die Strecke bis zur Schanz über die Jakobstraße, am Karlsgraben die Vaalser Strecke kreuzend, und weiter der Lütticher Straße folgend bis zur Stadtgrenze. Der Abschnitt bis Preusweg war zweigleisig ausgebaut, dort endeten die Verdichterfahrten der Linien 2 und 7. Ab hier verlief die Strecke auf eigener Trassierung in westlicher Seitenlage der Lütticher Straße. Für den dichten Sonntagsverkehr im 10-Minuten-Takt besaß die Strecke Ausweichen am Grundhaus, an der Waldschenke und am Osterweg, letztere besaß ein Aufstellgleis für sonntägliche Einsatzwagen. Zwischen Osterweg und der nächsten Ausweiche Bildchen führte die Strecke in einem weit ausholenden Bogen abseits der Straße entlang des Oberen Backertswegs durch den Aachener Wald, um die starke Steigung der Lütticher Straße zu vermeiden. In Bildchen endete die Strecke seit Kriegsende, wobei der infolge der Gebietsabtretungen errichtete Schlagbaum quer durch die Ausweiche führte. Ein Umsetzen von Beiwagen war damit nicht mehr möglich. Bis 1944 führte die von der AKG/ASEAG auch auf dem belgischen Abschnitt bediente Strecke weiter entlang der Lütticher Straße mit Ausweichen am Zollamt und in Tülje bis zur Endstelle in der Ortsmitte von Altenberg, dem heutigen Kelmis. Bis 1919 verlief parallel zum letzten Abschnitt der Strecke die Grenze zwischen dem Deutschen Reich und Neutral-Moresnet. Ab 1933 bediente zunächst die 1er-Liniengruppe die Strecke nach Altenberg, nach dem Krieg die 7er-Gruppe mit den Linien 7 (bis Preusweg), 17 (bis Osterweg) und 27 (bis Bildchen). Bis Preusweg verkehrte zeitweise auch die Linie 2. Der Abschnitt zwischen Bildchen und Preusweg wurde 1958 eingestellt, der Abschnitt über den Markt zwischen Hansemannplatz und Preusweg 1961.

#### Strecke nach Ronheide
Westlich des Theaters zweigte die Strecke nach Ronheide vom Kapuzinergraben in die Franzstraße ab. Über die Karmeliterstraße führte die Strecke in den Boxgraben, den Endpunkt zu Pferdebahnzeiten. Seit 1905 fuhren die Straßenbahnen vom Boxgraben abzweigend durch die Südstraße und weiter in Richtung Goethestraße. Der frühere Standort des Aachener Universitätsklinikums an der Goethestraße sorgte hier für hohe Nachfrage. Von der Goethestraße führte die Strecke, nunmehr eingleisig, über die heutige Aachener-und-Münchener-Allee und die Kaiser-Friedrich-Allee bis zum Endpunkt im Bereich des heutigen Brüsseler Rings kurz vor der Bahnüberführung der Ronheider Rampe. Der Bau des Brüsseler Rings bedingte 1970 die Einstellung dieses Abschnitts. Ausweichen besaß die Strecke etwa in Höhe der heutigen Bushaltestellen Goethestraße und Yorckstraße sowie an der Endstelle, alle seit Ende der 1950er Jahre signalgesichert. Kurzzeitig führte die Strecke in den Jahren 1914 bis 1916 noch unter der Bahn hindurch und gut einen Kilometer entlang des Eberburgwegs in den Aachener Wald. Die Linien der 5er-Gruppe bedienten die Strecke bis zur Einstellung 1973, teils bis zur Goetheallee, teils bis 1970 noch bis Ronheide.

#### Strecke nach Köpfchen
Die 1901 bis Alt-Linzenshäuschen und 1906 auf dem Restabschnitt eröffnete Strecke zur belgischen Grenze bei Köpfchen zweigte unterhalb des Burtscheider Viadukts von der Ringbahn ab. Über die sogenannte Schleife der Kasinostraße passierte sie die Südseite des Hauptbahnhofs und verlief weiter über Krugenofen und Eupener Straße. Bis Haus Eich war die Strecke in der Fahrbahn liegend zweigleisig ausgebaut. Auf dem folgenden Abschnitt in Seitenlage gab es Ausweichen in Diepenbenden und Alt-Linzenshäuschen, letztere mit Aufstellgleis für sonntägliche Einsatzwagen. Seit der kriegsbedingten Einstellung des seit 1923 von der SNCV betriebenen belgischen Abschnitts nach Eupen endete die Straßenbahn stumpf und ohne Umfahrmöglichkeit am Grenzübergang Köpfchen. Bis Diepenbenden verkehrte die Stadtlinie 4, bis Köpfchen die Linie 14. Stadtseitig hatten beide Linien bis 1944 ihre Endstelle in der Schleife am Westbahnhof. Die kurze, 1912 erbaute Strecke zwischen Ponttor und Westbahnhof durch Pontwall und Intzestraße wurde nach dem Krieg nicht mehr in Betrieb genommen, die 4er-Linien endeten seitdem am Theater oder am Elisenbrunnen. Obwohl die Strecke 1958 als erste ASEAG-Strecke Signalsicherungen erhalten hatte, wurde sie 1959 eingestellt.

#### Strecke nach Burtscheid
Die als eine der ersten Pferdebahnstrecken 1881 in Betrieb gegangene Burtscheider Strecke zweigte ebenfalls unterhalb des Burtscheider Viadukts ab. Über Kurbrunnenstraße und Dammstraße erreichte sie den Burtscheider Markt, bis 1901 Endpunkt der Strecke. Entlang Kapellenstraße und heutiger Robert-Schuman-Straße erreichte sie am Haus Siegel den Endpunkt des zweigleisigen Ausbaus. Ab da führte die Strecke seit 1913 eingleisig auf eigenem Bahnkörper entlang der Monschauer Straße bis zum Endpunkt am Bismarckturm. Dort befand sich lediglich ein Stumpfgleis ohne Umsetzmöglichkeit. Die Linie 3 verkehrte bis Burtscheid, den Abschnitt bis Bismarckturm bediente die Linie 13, wobei ein Teil der Fahrten nur bis Siegel führte. 1958 endete der Verkehr auf der Strecke.

#### Strecke nach Brand

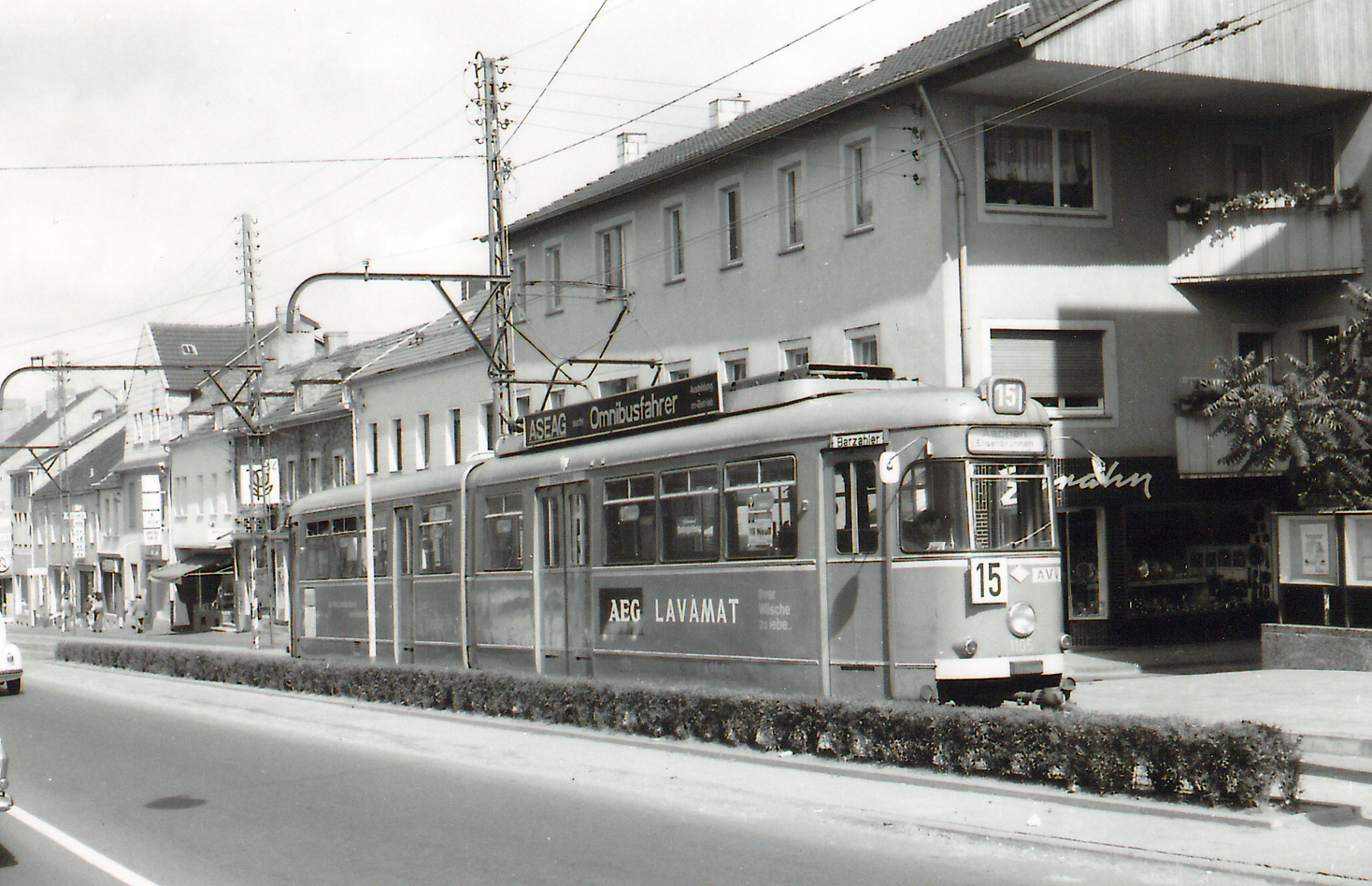
Tw 1105 der ASEAG im Jahr 1971 auf der Linie 15 in Brand.

Zu den wichtigsten und am besten nachgefragten Strecken zählte die 1881 bis Rothe Erde und 1898 auf dem Restabschnitt eröffnete Strecke nach Brand, die ursprünglich nur bis Krummerück zum Stadtnetz gehörte. Sie begann am Elisenbrunnen und führte durch die Adalbertstraße zum Kaiserplatz, in der Gegenrichtung ab Kaiserplatz durch Stifts- und Adalbertstraße. Am Kaiserplatz führte eine Schleife um die dortige St.-Adalbert-Kirche, in der unter anderem zeitweise die Schnelllinie nach Walheim bzw. Sief ihren Endpunkt hatte. Ab dem Kaiserplatz führte die Strecke in Mittellage über den Adalbertsteinweg und die Trierer Straße bis nach Brand. Bis Krummerück kurz vor der heutigen Überführung der A 44 war die Strecke zweigleisig ausgebaut, lediglich am Bahnhof Rothe Erde war die dortige enge Bahnunterführung noch bis 1962 eingleisig. Entlang der Trierer Straße besaß die Strecke durchweg einen eigenen Bahnkörper. Im bis zur Stilllegung 1974 eingleisigen und seit den 1950er Jahren signalgesicherten Abschnitt zwischen Krummerück und Brand gab es Ausweichen am Bahnhof Brand sowie an der Endstelle der Linie 15 kurz bevor die Strecke in Richtung Stolberg bzw. Walheim in die Freunder Landstraße abbog.

#### Strecke nach Eilendorf
Auch die zwischen 1891 und 1896 erbaute Strecke nach Eilendorf zählte ursprünglich nicht vollständig zum Stadtnetz, die frühere Aachener Stadtgrenze zu Eilendorf war auch die Grenze zwischen Stadt- und Landnetz. Sie führte zweigleisig vom Adalbertsteinweg in die Elsaßstraße abzweigend über den Elsaßplatz, die Stolberger Straße und die Rottstraße in die Hüttenstraße. Etwa auf Höhe der Barbarakirche wurde die Strecke eingleisig mit seit den 1950er Jahren signalgesicherten Ausweichen und führte weiter nach Eilendorf über die Hüttenstraße und die heutige Von-Coels-Straße. Bis zur Endstelle der Stadtlinie 12 am Eilendorfer Markt gab es Ausweichen an der Karlstraße und am Kirchfeld. Am Markt bestand neben der Ausweiche seit 1959 bis zur Stilllegung 1973 ein Wendedreieck in der Bruchstraße.

#### Strecke nach Haaren
Am Hansemannplatz zweigte die 1880 als erste Aachener Pferdebahnstrecke eröffnete Strecke über die Jülicher Straße nach Haaren ab, die von dort aus seit 1896 weiter in Richtung Mariadorf und Bardenberg verlief. Die war mit Ausnahme des eingleisig angelegten Gleisdreiecks für den Abzweig zum Betriebshof Scheibenstraße in die Hein-Jansen-Straße bis zum Ende der Jülicher Straße kurz vor dem Bahnübergang der Bahnstrecke Haaren–Aachen-Rothe Erde zweigleisig ausgebaut, an der kurz hinter dem Bahnübergang liegenden Brücke über die Wurm begann das Landnetz. Die Stadtlinie 1 verkehrte weiter über die Alt-Haarener Straße bis zur nächsten Ausweiche am Haarener Markt. Der stadtseitige Endpunkt aller Linien der 1er-Gruppe war seit dem Kriegsende am Markt in Aachen, wo eine Gleisverbindung die Schleifenfahrt über Groß- und Kleinkölnstraße ermöglichte. 1958 endete der Verkehr nach Haaren, bis 1962 verblieb noch ein Restbetrieb als Linie 1E zwischen Metzgerstraße und Hauptbahnhof. Am Hansemannplatz war dazu 1957 im Zuge des Knotenumbaus noch eine Gleisverbindung zwischen Heinrichsallee und Jülicher Straße eingebaut worden.

#### Strecke nach Richterich
Die 1902 bis Herzogenrath und 1910 bis Merkstein eröffnete frühere REKA-Strecke der Linie 16 nach Merkstein zweigte am Ponttor von der Ringbahn ab. Im Unterschied zu den übrigen, oft auf mehrere Kilometer zweigleisig ausgebauten Radialstrecken wurde die bis Merkstein führende frühere REKA-Strecke bereits kurz nach dem Ponttor eingleisig, sie besaß auf dem stadtnahen Abschnitt auch keine gesonderte Verstärkerlinie. Zeitweilig verkehrte eine Linie 6 bis Kohlscheid. Ausweichen gab es auf Strecke, die auf der östlichen Seite der Roermonder Straße verlief, in Höhe der heutigen Kühlwetterstraße, an der Haltestelle Wildbach, am Haus Linde und in Richterich Feld, etwa in Höhe der heutigen Haltestelle Schönauer Friede. Die von der Linie 26 bediente Strecke nach Horbach zweigte zwischen den beiden Ausweichen Haus Linde und Richterich Feld mit einem Gleisdreieck ab. Der stadtseitige Endpunkt der 6er-Linien wechselte mehrfach. Zunächst befand er sich in einer in der Couvenstraße liegenden, an der Einmündung der Komphausbadstraße abzweigenden Kuppelendstelle. Nach dem Krieg verkehrten die 6er-Linien zunächst bis zum Theater, zeitweise bis Goethestraße, zuletzt endeten sie wieder am Theater bzw. am Elisenbrunnen. 1960 endete der Restbetrieb der Linie 6 zwischen Pannesheide und Aachen.

### Landnetz
Das Landnetz bestand fast ausschließlich aus eingleisigen Strecken mit Ausweichen. Sie waren teils in Seitenlage der Straßen angeordnet, innerorts meist auf der Fahrbahn. Außerorts lagen die Strecken meist abgetrennt neben der Fahrbahn. Charakteristisch für das Aachener Straßenbahnnetz waren auch viele längere Abschnitte auf eigenen Bahnkörpern unabhängig vom Straßennetz. Ende der 1930er Jahre umfasste das Landnetz insgesamt rund 103 km, wovon einschließlich aller Ausweichen lediglich etwa sechs Kilometer zweigleisig ausgeführt waren. Mit wenigen Ausnahmen wurden die meisten Strecken nur alle 30 oder 60 Minuten bedient, der Abschnitt Walheim–Sief zu bestimmten Tageszeiten lediglich alle zwei Stunden. Der Betrieb wurde bis Ende der 1950er Jahre ohne technische Sicherung fast ausschließlich mit Kreuzungsplänen durchgeführt, auf einigen Strecken auch mit Stabsicherung. Ab 1958 erhielten alle verbliebenen eingleisigen Strecken auch im Landnetz Signalsicherungen.

#### Haaren–Alsdorf
Die ab der Wurmbrücke bei Haaren zum Landnetz zu rechnende, 1896 bis Linden und 1898 bis Alsdorf eröffnete Strecke war insgesamt 7,21 km lang. Sie folgte von Haaren bis Mariadorf dem früheren Verlauf der Bundesstraße 1 durch Kaninsberg, Weiden, Broichweiden, Linden und Neusen bis zum Knotenpunkt Mariadorf Dreieck, an dem auch ein kleines Depot lag. Zwar war die Strecke außerhalb der Ortschaften in den 1930er Jahren auf mit Bordsteinen von der Fahrbahn abgegrenzte Seitenlage umgebaut worden, in den engen Straßendörfern, insbesondere in Weiden und Broichweiden, lagen die Gleise jedoch in der Fahrbahn. Ab Mariadorf führte die Strecke über die Eschweiler Straße in Richtung Alsdorf, wobei im Bereich der Grube Maria die Straßenführung verlassen wurde und die Strecke parallel zu einem Industriegleis die Bahnstrecke Aachen Nord–Jülich auf einer separaten Brücke überquerte. In Alsdorf-Schaufenberg bog die Strecke auf die Luisenstraße ein, der sie bis zum Endpunkt am Alsdorfer Denkmalplatz folgte. Ursprünglich lag der Endpunkt im Kleinbahnhof der ebenfalls meterspurigen Geilenkirchener Kreisbahn westlich der Rathausstraße, der früheren Bundesstraße 55. Obwohl eine Gleisverbindung existierte, war aufgrund der unterschiedlichen Radreifen zur Kreisbahn, deren Strecke über Baesweiler nach Geilenkirchen dort begann, nicht ohne weiteres möglich. Ende der 1950er Jahre musste die Strecke leicht verkürzt werden, nachdem die Kreisbahn 1953 stillgelegt worden war und die Stadt Alsdorf den Denkmalplatz umgestalten wollte. Eine neue Ausweiche entstand in der Luisenstraße östlich der B 55. Zwischen Haaren Markt und Alsdorf waren zuletzt Ausweichen in Haaren Kloster, Kaninsberg, Weiden, Linden, Mariadorf Dreieck, Mariagrube und Schaufenberg vorhanden. Bedient wurde die Strecke ab 1933 von der Linie 11, die seit Kriegsende jedoch meist in Mariadorf endete, nur wenige Fahrten während der Hauptverkehrszeit führten noch bis bzw. ab Alsdorf. Während der Abschnitt zwischen Haaren und Mariadorf bereits 1953 eingestellt wurde, um für den zunehmenden Autoverkehr auf der B 1 Platz zu schaffen, blieb der Abschnitt bis Alsdorf als eine der beiden letzten Landstrecken bis 1969 als Teil der Linie 28 in Betrieb.

#### Mariadorf–Hoengen
Nach dem Zweiten Weltkrieg nicht wieder in Betrieb kam die 1906 eröffnete kurze Stichstrecke nach Hoengen. Sie führte in Seitenlage der B 1 von Mariadorf Dreieck auf einer Länge von 1,14 km bis in den Ortskern von Hoengen. Die dortige Endstelle besaß ein Umfahrungsgleis, Ausweichen waren aufgrund der Kürze der Strecke nicht erforderlich. Bedient wurde die Strecke zuletzt von der kurzen Pendellinie 31.

#### Kaninsberg–Bardenberg
Die Strecke von Kaninsberg über Würselen nach Bardenberg war insgesamt 4,22 km lang und ging 1896 in Betrieb. Sie zweigte kurz nach der Ausweiche Kaninsberg ab und führte in Seitenlage rechts über die Oppener Straße und die Sebastianusstraße zum Würselener Markt, wo die nächste Ausweiche lag. Über die Kaiserstraße und die Morsbacher Straße führte die Strecke weiter, in Höhe Gracht lag die nächste Ausweiche. In Morsbach verlief die Strecke von der Morsbacher Straße in die Neustraße und weiter in die Bardenberger Straße an der Grube Gouley vorbei. Die Endstelle in Bardenberg lag in der Grindelstraße und besaß ein Umfahrungsgleis. Die Bardenberger Strecke wie auch die Alsdorfer Strecke waren immer wieder von Bergschäden betroffen. Bedient wurde die Strecke ab 1933 von der Linie 21, die aufgrund des umfangreichen Berufsverkehrs als eine der wenigen Überlandlinien bis zu ihrer Einstellung 1953 regelmäßig von Zügen aus einem Trieb- und Beiwagen befahren wurde.

#### Mariadorf–Eschweiler
Die 1898 eröffnete Strecke von Mariadorf nach Eschweiler besaß einen hohen Anteil an Strecken auf eigenem Bahnkörper und war insgesamt 9,9 km lang. Ab Mariadorf Dreieck führte die Strecke zunächst auf eigenem Bahnkörper abseits von Straßen in etwa im Verlauf der heutigen Mariadorfer Straße zwischen den Orten Begau und Warden in Richtung Kinzweiler. Entlang des östlichen Ortsrands von Kinzweiler führten die Gleise zwischen Ortskern und Burg Kinzweiler parallel zur Wardener Straße und dann wieder abseits der Straßen nach Hehlrath. Aufgrund des fortschreitenden Braunkohlentagebaus Zukunft musste die Strecke im Bereich zwischen Hehlrath und Eschweiler mehrfach verlegt werden. Ursprünglich führte die Strecke über die Kinzweilerstraße und die Velauer Straße durch den Ortskern von Hehlrath. 1949 musste die Strecke, die bereits 1939 zwischen Hehlrath und Eschweiler nach Westen verlegt worden war, erneut verlegt werden. Dabei entfiel die Ortsdurchfahrt Hehlrath und die Straßenbahn bekam zwischen Hehlrath und Eschweiler Lederfabrik eine Strecke auf eigenem Bahnkörper auf der Ostseite der Wardener Straße. Rheinbraun als Betreiber des Tagebaus errichtete auch die Strecke und verwendete dabei unter anderem Material der eigenen Grubenbahnen. Zwischen Hehlrath und Eschweiler besaß die Strecke daher auffällige Oberleitungsmasten in der typischen Bauform der Rheinbraun-Grubenbahnen. Ursprünglich traf die Mariadorfer Strecke erst in Eschweiler Dreieck auf die weiter in die Stadtmitte von Eschweiler führende Straßenbahnstrecke von Eilendorf, ab 1939 lag der Abzweigpunkt an der heutigen Kreuzung der L 223 und der L 238 südlich der Autobahnauffahrt Eschweiler-West. Ausweichen gab es in Mariadorf Dreieck, Kinzweiler und Hehlrath. Stammlinie der Strecke war seit Kriegsende die Linie 28 von Alsdorf nach Weisweiler, die bis zur Umstellung auf die gebraucht aus Düsseldorf übernommenen Vierachs-Triebwagen aufgrund des starken Bergarbeiterverkehrs in der Regel mit Beiwagen verkehrte. Als eine der beiden letzten Landstrecken wurde sie 1969 eingestellt.

#### Eilendorf–Weisweiler
Mit 17,33 km war die in Etappen zwischen 1896 und 1907 eröffnete Strecke von der alten Aachener Stadtgrenze über Eilendorf, Atsch und Eschweiler nach Weisweiler die längste Strecke des Landnetzes. Sie führte ab Eilendorf Markt, der Endstelle der Stadtlinie 12, entlang der Von-Coels-Straße bis zur Ausweiche Bayerhaus. Ab Bayerhaus verlief die Strecke auf eigenem Bahnkörper bis Atsch. Die heute noch erkennbare, als Fußweg genutzte Trasse verlief zunächst südlich des Würselener Waldes nach Osten, querte die Sebastianusstraße und dann entlang des Geisbergsiefs und der heutigen Hammstraße bis nach Atsch Dreieck. Von der dortigen Ausweiche führte die Strecke über die Rhenaniastraße nach Norden und zweigte kurz vor dem Stolberger Hauptbahnhof in die Münsterbachstraße ab. Über die Eschweilerstraße und die Ausweiche Steinfurt verlief die Strecke in abgetrennter Seitenlage weiter nach Eschweiler-Pumpe, wo auf der Ostseite der Stolberger Straße das Depot Eschweiler lag. Von Pumpe zweigte die Strecke in die Phoenixstraße ab und querte die Gleise des an der Bahnstrecke Mönchengladbach–Stolberg liegenden Bahnhofs Eschweiler-Aue. Entlang von Phoenixstraße und Röher Straße passierte die Strecke die dortigen EBV-Werke und kreuzte neben diversen Anschlussgleisen zweimal die in Eschweiler als Talbahn bezeichnete Bahnstrecke Mönchengladbach–Stolberg. Östlich von Röhe verlief die Strecke wieder auf eigenem Bahnkörper bis zur Aachener Straße und dieser folgend bis zur Ausweiche Eschweiler Lederfabrik. Zuvor zweigte in einem Gleisdreieck die Strecke nach Mariadorf ab. Der Aachener Straße und der heutigen Indestraße folgte die Strecke bis zur Kreuzung mit der Kochsgasse. Zwischen Lederfabrik und Bushof erhielt die Strecke noch Mitte der 1960er Jahre einen eigenen Bahnkörper. Ab 1962 endete die Strecke am neuen Eschweiler Bushof als Stumpfgleis ohne Umsetzmöglichkeit. Zuvor führte sie über die Kochsgasse und die Dürener Straße weiter zum heute als Hotel genutzten alten Eschweiler Rathaus, wo Umsteigemöglichkeiten zu den anderen Eschweiler Straßenbahnlinien bestanden. Der Dürener Straße folgte die Strecke bis 1959 weiter nach Osten, zunächst in Seitenlage, dann in abgetrennter Seitenlage. Über die Ausweiche Elektrowerk wurde die Endstelle auf dem Frankenplatz in Weisweiler erreicht, wo eine Umsetzmöglichkeit bestand. Zwischen Aachen und Weisweiler bediente seit Ende der 1930er Jahre die Linie 22. Nach dem Krieg übernahm die Linie 28 von Alsdorf den Abschnitt zwischen Eschweiler und Weisweiler und die Linie 22 bediente bis zur Stilllegung 1954 die Stadtstrecke zum Eschweiler Hauptbahnhof. 1969 endete der Betrieb zwischen Eschweiler und Eilendorf.

#### Stolberg Hauptbahnhof–Zweifall
Vom Stolberger Hauptbahnhof, wo ein Umsetzgleis für den Beiwagenbetrieb vorhanden war, führte die 10,39 km lange Strecke nach Zweifall über die Rhenaniastraße bis Atsch Dreieck, auf halber Strecke zweigte die Strecke nach Eschweiler in die Münsterbachstraße ab. Ab Atsch Dreieck, wo sich jeweils die Züge der Linien 8 und 22 aus beiden Richtungen trafen, verlief die Stolberger Stadtstrecke weiter eingleisig mit den Ausweichen Mühle und Rosental über die Eisenbahnstraße, die Salmstraße, die Rathausstraße und den Steinweg zum Stolberger Markt. In der dortigen Ausweiche endeten die Verstärkerfahrten der Linie 8, die diese im Tagesverkehr auf einen Viertelstundentakt zwischen Hauptbahnhof und Markt verdichteten. Zugleich begann dort die Linie 25 nach Aachen, die zunächst ebenfalls die nun in der Zweifaller Straße verlaufende Strecke befuhr, diese aber am Gleisdreieck Finkensief verließ. Die Strecke nach Zweifall folgte bis Bernhardshammer weiter der Zweifaller Straße. Ab dort verlief sie entlang der Straße Bernhardshammer, querte dann auf einer eigenen Brücke den Vichtbach und erreichte nach einigen hundert Metern unabhängiger Führung wieder kurz vor Vicht Dreieck die Zweifaller Straße. Im dortigen Gleisdreieck, etwas östlich des heutigen Kreisverkehrs am Nachtigällchen, endeten die von Eschweiler über Gressenich kommenden Züge der Linie 18. Die Strecke nach Zweifall verlief von dort etwas abseits der Straße bis zum Ortseingang von Vicht. Der L 238 folgte die Strecke nun durch Vicht und entlang der Münsterau bis zum Ortseingang von Zweifall. Die Endstelle mit Umsetzgleis lag gegenüber der Brücke über den Vichtbach. Eröffnet worden war die Strecke vom Hauptbahnhof bis Stolberg Hammer bereits 1881 als Pferdebahn, der Abschnitt bis Vicht folgte 1897/98. Zweifall erreichte die Straßenbahn seit 1910. Eingestellt wurde die Strecke auf dem Stadtabschnitt 1959, zwischen Markt und Zweifall verblieb bis 1961 ein den Bus ergänzendes Restangebot auf der Schiene während der Hauptverkehrszeiten.

#### Eschweiler Hauptbahnhof–Dürwiß
Mit 3,88 km war die Eschweiler Stadtstrecke eine der kürzeren Linien des Landnetzes. Sie begann seit 1898 auf dem Vorplatz des Eschweiler Hauptbahnhofs und führte über Eisenbahnstraße, Röthgener Straße, Bismarckstraße, Talbahnhof, Rosenallee, Marienstraße und Grabenstraße in die Dürener Straße am alten Eschweiler Rathaus. Aus der Dürener Straße bog die Strecke seit 1908 nach Dürwiß in die Jülicher Straße ab, der sie bis zur Endstelle in Höhe der Eichenstraße in Dürwiß folgte. Außer den Umsetzgleisen an beiden Endstellen besaß die Strecke lediglich eine Kreuzungsmöglichkeit am Rathaus, wo auch Anschluss zu den anderen Linien des Eschweiler Netzes bestand. Der Abschnitt vom Hauptbahnhof bis Rathaus wurde nach dem Krieg von der Linie 22 bedient. Vor dem Krieg hatte es zeitweise auch eine durchgehende Linie zwischen Hauptbahnhof und Dürwiß gegeben, zeitweise war die Stadtstrecke von den Zügen der Linie aus Alsdorf bedient worden. Zwischen Rathaus und Dürwiß verkehrte bis 1953 die von Vicht kommende Linie 18, bis zur Einstellung 1954 dann noch die Linie 18A zwischen Talbahnhof und Dürwiß.

#### Eschweiler–Vicht
Mit 12,32 km war diese 1898 bis Hamich und 1909 bis Vicht eröffnete Strecke die zweitlängste Strecke im Landnetz. Abgesehen von den Ortsdurchfahrten in Eschweiler, Gressenich und Mausbach war sie fast durchweg auf eigenem Bahnkörper angelegt, teils weitab des Straßennetzes. Sie zweigte östlich vom Knotenpunkt am alten Eschweiler Rathaus von der Dürener Straße in die heute nur noch teilweise vorhandene Trillersgasse ab, die östlich des heutigen Eschweiler Rathauses parallel zur Peilsgasse verlief. Über die Bergrather Straße und die Zechenstraße führte die Strecke in Straßenlage bis zum westlichen Rand der Abraumhalde der Grube Reserve. Die Grube besaß in den ersten Jahrzehnten auch ein Anschlussgleis an die Strecke. Beim Bahnübergang über die Talbahn zweigte in den ersten Jahrzehnten ein Anschlussgleis zum Talbahnhof für den Güterverkehr ab. Nach einer scharfen Linkskurve verlief die Strecke auf eigenem Bahnkörper entlang der Halde und dann parallel zur Cäcilienstraße nach Nothberg. Kurz vor der Brücke der Cäcilienstraße über den Omerbach zweigte die Strecke nach rechts ab und verlief westlich des Bachs bis zur Unterführung unter der Bahnstrecke Köln–Aachen. Den Bach und die Bahnstrecke querend folgte die Strecke dem Verlauf der heutigen Eifelstraße bis zur Kreuzung mit der Bohler Straße, ab da weiter über den heute als Fußweg genutzten eigenen Bahnkörper bis zum Hamicher Weg. Diesem in Richtung Osten folgend führte die Strecke auf einem heute noch erkennbaren Bahndamm nördlich und östlich an Hastenrath und Scherpenseel vorbei zur Gressenicher Mühle. Dem Tal des Omerbachs wieder folgend führte die Strecke zum westlichen Ortsrand von Hamich, wo sich bis 1933 ein kleines Depot befand. Nach einer scharfen Rechtskurve verliefen die Gleise entlang von Gut Atzenau und Hamicher Weg nach Gressenich. Der Ort wurde auf der Römerstraße durchfahren, die Straßenbahn folgte nun straßenparallel der L 12 über Krewinkel nach Mausbach. Ab Mausbach Kirche lief die Strecke wieder straßenunabhängig durch das Mausbachtal nach Vicht Dreieck. Die Trasse der Straßenbahn wird heute durch die Kurt-Schumacher-Straße, einen Abschnitt der L 12, genutzt. Ausweichen befanden sich auf der Bergrather Straße und Cäcilienstraße in Eschweiler, in Scherpenseel, bei Gut Köttenich, in Hamich, in Krewinkel und in Mausbach. In den ersten Jahrzehnten wies die Strecke einen großen Güterverkehrsanteil auf, bedient wurden insbesondere Steinbrüche im Tal des Omerbachs zwischen Scherpenseel und Hamich sowie die Grube Reserve. Bis zur Einstellung 1954 bediente die Linie 18 die Strecke, bis 1958 verblieb noch ein Restbetrieb mit einzelnen Fahrten zwischen Gressenich bzw. Mausbach und Vicht.

#### Brand–Stolberg
Zwischen Krummerück als früherem Endpunkt des Stadtnetzes und Stolberg-Finkensief war diese Strecke 7,1 km lang. Von der Ausweiche Brand zweigte die 1907 eröffnete Strecke in die Freunder Landstraße ab. Nach dem Abzweig der Strecke nach Sief in die Schroufstraße passierte die Strecke das Depot Brand. Der Freunder Landstraße auf abgetrenntem Bahnkörper folgend senkte sich die Strecke entlang der L 22 in das Tal der Inde ab. Bei der Elgermühle, die bis 1909 Endpunkt war, bog die Strecke in die Obersteinstraße ab, der sie stark ansteigend bis zur Büsbacher Kirche folgte. Nach einer scharfen Linkskurve verliefen die Gleise entlang der heutigen Konrad-Adenauer-Straße durch Büsbach, dann nach dem kurzzeitigen Endpunkt Büsbacher Markt seit 1910 rechts in die Galmeistraße und weiter in den Lehmkaulweg. Diesem und der Finkensiefstraße folgend überquerte sie bei den Prym-Werken die Stolberger Talbahn und mündete in einem Gleisdreieck in die Strecke Stolberg–Zweifall. Die Züge der seit 1933 die Strecke bedienenden Linie 25 endeten bis zur Einstellung der Strecke Anfang 1967 an der Ausweiche Stolberg Markt. Entlang der Strecke gab es Ausweichen in Freund, an der Elgermühle und am Büsbacher Markt.

#### Brand–Sief
Kurz vor dem Brander Depot zweigte die 8,74 km lange und 1906/1907 in Betrieb genommene Strecke nach Sief von der Stolberger Strecke in die Schroufstraße ab. Diese verließ die Strecke über den Schroufer Damm, einen heute noch erkennbaren Bahndamm, und erreichte in Höhe der Ausweiche Steinebrück wieder die Trierer Straße, die heutige L 233. Dieser folgten die Gleise in abgetrennter Seitenlage über den Napoleonsberg bis zum Ortseingang von Kornelimünster. Zwischen Krauthausen und Kornelimünster lag die Strecke in einem Einschnitt neben der Straße, um deren steilste Abschnitte zu vermeiden. Über den Korneliusmarkt, den Benediktusplatz und die Korneliusstraße durchquerte die Straßenbahn den engen Ortskern von Kornelimünster bis zum Fuß des Iternbergs. Dort zweigte die Strecke nach Breinig in die Venwegener Straße ab. Die Strecke nach Sief folgte stark ansteigend dem Iternberg und weiter der Schleidener Straße nach Walheim bis kurz vor den Bahnübergang der Vennbahn. Sie bog dort in die Prämienstraße ab, dann in die Schmithofer Straße, um diese am Ortsende von Walheim auf eigenem Bahnkörper zu verlassen. Abseits der Straßen führte die Strecke nach Südosten, den Westwall passierend, bis in die aus nur wenigen Häusern bestehende Ortschaft Sief, wo sie in einem Stumpfgleis ohne Umsetzmöglichkeit endete. Der Abschnitt zwischen Walheim und Sief wurde zeitweise nur alle zwei Stunden bedient. Bis 1916 führte die Strecke weiter über Raeren nach Eynatten. Auf der ab 1933 von der Linie 35 bedienten Strecke gab es Ausweichen in Steinebrück, Krauthausen (heutige Bushaltestelle Im Krebsloch), Kornelimünster, Iternberg, Walheim Prämienstraße und Ortseingang Sief. In Sief bestanden zudem bis in die 1950er Jahre diverse Anschlüsse an Steinbrüche, Kalköfen und das dortige Wasserwerk für den Güterverkehr. Zwischen Sief und Walheim endete der Betrieb 1957, zwischen Brand und Walheim zehn Jahre später.

#### Kornelimünster–Breinig
Am Abzweig Venwegener Weg (heute Venwegener Straße) trennte sich die 1913 eröffnete Strecke nach Breinig von der Strecke nach Sief. Sie führte in Seitenlage entlang der Venwegener Straße auf eigenem Bahnkörper unter dem Falkenbachviadukt und dann nach links ansteigend abseits der Straße in etwa parallel zur Bahnstrecke Stolberg–Walheim bis zum Endpunkt vor dem Empfangsgebäude des Bahnhofs Breinig. Da das Gleis dort stumpf endete und auch unterwegs keine Ausweiche vorhanden war, war die 2,49 km lange Strecke nach Breinig die einzige vollständig eingleisige Strecke des Aachener Straßenbahnnetzes. Sie wurde von der Linie 45 bedient, die in den meisten Fahrplanperioden nur in der Hauptverkehrszeit bis Aachen durchgebunden war, ansonsten verkehrte bis zur Einstellung der Strecke 1957 lediglich ein Pendelwagen zwischen Kornelimünster und Breinig.

#### Richterich–Merkstein
Zwischen der früheren Aachener Stadtgrenze und dem seit 1910 erreichten Endpunkt in Merkstein war die ehemalige Reka-Strecke 13,66 km lang. Sie führte von Richterich weiter in Seitenlage entlang der Roermonder Straße durch Kohlscheid und Pannesheide bis zur Grenze zu den Niederlanden bei Pannesheide. An der Kaiserstraße in Kohlscheid lag das dortige Depot. Bis 1916 zweigte hier die 1905 eröffnete Kohlscheide Ortslinie ab, die über Kaiserstraße und Südstraße zum Kohlscheider Markt führte und von einem Pendelwagen bedient wurde. Ausweichen lagen in Kircheich, am Kohlscheider Depot sowie in Höhe der Industriestraße. Der Abschnitt zwischen der Überführung über die Bahnstrecke Aachen–Mönchengladbach und der Staatsgrenze bei Pannesheide war zweigleisig ausgebaut. Bis 1912 bestand hier ein erheblicher Güterverkehr, bei dem Steinkohle von den Gruben Voccart und Prick zur Kohlenwäsche der Grube Laurweg in Kohlscheid und zur Verladung am Staatsbahnhof Kohlscheid transportiert wurde. Ab der Staatsgrenze folgte die Straßenbahn der Neustraße, die hier auf rund zwei Kilometer die Grenze zu den Niederlanden bildet. Unmittelbar neben den Gleisen befand sich hier seit dem Ersten Weltkrieg ein Grenzzaun aus Stacheldraht. An der Ausweiche Kerkrade-Holz bestand auf der niederländischen Seite zwischen 1923 und 1950 Anschluss an die dort beginnende Straßenbahnlinie der LTM nach Heerlen. Ab dem Ende der Neustraße folgte die Straßenbahn der Aachener Straße und der Kleikstraße abwärts bis in das Zentrum von Herzogenrath, zwischen 1902 und 1910 Endpunkt der Strecke. In dieser Gefällestrecke kam es mehrfach zu schweren Unfällen aufgrund von Bremsversagen. Über die Geilenkirchener Straße führte die Strecke weiter nach Ritzerfeld, wo sie in Richtung Merkstein in die Thiergartenstraße abbog. Über die Willibrordstraße wurde die Endstelle in Merkstein kurz vor der Kreuzung mit der Kirchrather Straße erreicht. Bedient wurde die Strecke seit 1933 von der Linie 16, bis Kohlscheid zeitweise durch die Linie 6 ergänzt. Auf dem Abschnitt zwischen Merkstein und Herzogenrath verkehrte zuletzt ab 1957 bis zur Einstellung 1959 eine kurze Pendellinie 16A. Die Linie 16 gehörte zu den wenigen Linien des Landnetzes, auf der regelmäßig Beiwagen eingesetzt wurden. 1959 endete der Betrieb nördlich von Pannesheide, bis 1960 verblieben noch HVZ-Fahrten der Linie 6 zwischen Pannesheide und Aachen.

#### Richterich–Locht
In Richterich zweigte die Strecke nach Locht in einem Gleisdreieck von der Roermonder Straße in die Horbacher Straße ab. Über Ausweichen an der Kirche in Richterich sowie in Horbach, seit 1909 an das Straßenbahnnetz angeschlossen, erreichte die in Seitenlage geführte Strecke seit 1928 den Grenzübergang in die Niederlande bei Locht. Dort bestand auf niederländischer Seite Anschluss an die normalspurige LTM-Straßenbahn nach Heerlen. Beide Strecken wiesen nach dem Krieg erhebliche Schäden auf. Die LTM-Strecke wie auch der Abschnitt von Horbach nach Locht kamen daher nicht mehr in Betrieb. Die Linie 26 beschränkte sich daher auf den Abschnitt zwischen Richterich und Locht, in der Hauptverkehrszeit wurden auch Fahrten bis Aachen durchgebunden. Bereits 1951 wurde sie als erste Linie des Landnetzes nach dem Krieg eingestellt.

### Das Eupener Netz

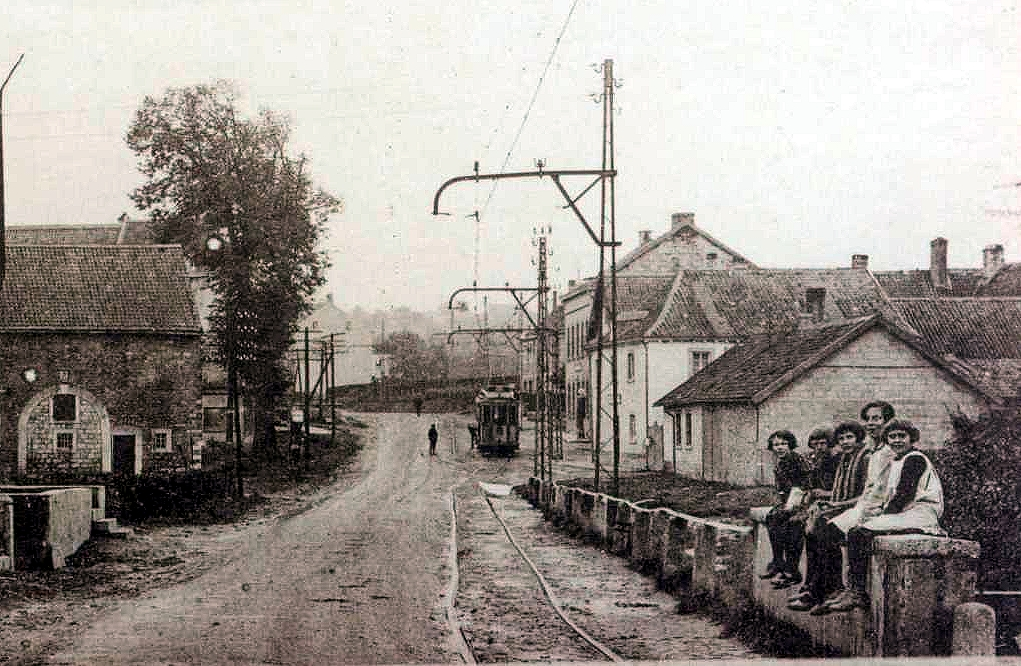
Aachener Straßenbahn im ostbelgischen Raeren um 1930

Das Eupener Netz gehörte von 1906, dem Jahr der Fertigstellung der Verbindung von Aachen nach Eupen, bis 1923 sowie von 1940 bis 1944 zum Landnetz der Aachener Straßenbahn. Von 1923 bis 1940 sowie von 1944 bis 1956, dem Jahr der Einstellung der letzten Strecke, war das Eupener Netz ein Teilnetz der vor allem unter ihrer französischen Abkürzung SNCV bekannten belgischen Nationalen Kleinbahngesellschaft. Es bestand aus insgesamt fünf Strecken, die wie die übrigen Strecken des Aachener Landnetzes trassiert waren. Alle Strecken waren eingleisig mit Ausweichen und innerhalb von Ortschaften überwiegend in Seitenlage der Straßen trassiert. Außerorts lagen die Gleise meist abgegrenzt neben der Fahrbahn. Die von der SNCV betriebene Straßenbahnstrecke zwischen Verviers und Spa gehörte ebenfalls zum Eupen-Vervierser SNCV-Netz.

#### Köpfchen–Eupen
Die 1906 errichtete Strecke nach Eupen verlief von Beginn an auf dem 12,6 km langen Abschnitt zwischen Alt-Linzenshäuschen und Eupen über Eynatten und Kettenis auf einem eigenen Bahnkörper neben der heutigen N 68 und ermöglichte daher höhere Geschwindigkeiten als bei der bis dahin üblichen Trassierung in Straßenseitenlage. Bei Testfahrten zwischen Eynatten und Kettenis erreichte ein Straßenbahnzug 1943 auf der Strecke eine Spitzengeschwindigkeit von 75 km/h, im Planbetrieb waren maximal 60 km/h zugelassen. In Eynatten zweigte die Strecke nach Raeren ab, dort lag auch ein Depot. Der Endpunkt in Eupen lag auf dem Rathausplatz. Bei der SNCV wurden keine Liniennummern verwendet. Während des Zweiten Weltkriegs setzte die ASEAG die Linie 24 ein. Nach Kriegsende kam lediglich noch kurzzeitig der Abschnitt zwischen Eynatten und Eupen wieder in Betrieb.

#### Eynatten–Raeren–Sief
Die Strecke zwischen Eynatten und Sief wurde überwiegend in Straßenseitenlage angelegt. Von Eynatten folgte sie der Eynattener Straße nach Raeren. In Raeren führte sie über die Hauptstraße und die Bahnhofsstraße, von der sie in die Iterstraße abbog. Im Ortsteil Platz verließ die Strecke die Straße und führte auf eigenem Bahnkörper in den Ortsteil Honien. Der kriegsbedingt bereits 1916 wieder eingestellte Abschnitt nach Sief verlief entlang der Walheimer Straße und der Wilbankstraße. Während der Zeit der deutschen Besetzung wurden die Bahnen zwischen Eynatten und Raeren als Linie 34 geführt. Nach Kriegsende nahm die SNCV die Strecke nicht wieder in Betrieb.

#### Eupen–Herbesthal
Vom Rathausplatz in Eupen führte die 4,7 km lange Strecke nach Herbesthal in Seitenlage zunächst über die Vervierser Straße und dann entlang der Herbesthaler Straße. Kurz hinter dem Abzweig der Strecke nach Verviers lag auf der rechten Seite das von der SNCV errichtete Depot Eupen, das heute noch als Busdepot genutzt wird. Etwa zwei Kilometer nach Eupen erreichte die Straße die bis 1919 bestehende deutsch-belgische Grenze, die bis Herbesthal direkt entlang der heute noch als den Namen Neutralstraße führenden Straße verlief. Für die Benutzung der Straßenbahn waren daher ähnlich wie an der Herzogenrather Neustraße Zollregelungen zu beachten. Kurz vor dem Endpunkt westlich des Bahnhofs Herbesthal überquerte die Straßenbahn auf der Straßenbrücke die Bahnstrecke Liège–Aachen. Zwischen 1940 und 1944 bediente die Linie 44 die Strecke.

#### Eupen–Bellmerin
Die 2,6 km lange Eupener Stadtstrecke führte vom Rathaus über Paveestraße, Kirchstraße, Bergstraße, Neustraße und Olengraben in die Eupener Unterstadt. Diese durchquerte sie über Haasstraße und Schilsweg, um schließlich zur Endstelle mit Umsetzgleis in Bellmerin abzuzweigen. Ab 1940 erhielten die dort verkehrenden Bahnen die Liniennummer 54.

#### Eupen–Verviers
Nur kurzzeitig zum Aachener Straßenbahnnetz zählte die 1932 von der SNCV erbaute Strecke von Eupen nach Verviers. Sie führte vom Eupener Rathausplatz durchweg in Seitenlage entlang der Vervierser Straße und weiter der N 61 folgend durch Baelen und Dolhain ins Tal der Weser, bis sie  am Vervierser Ostbahnhof das Netz der Straßenbahn Verviers erreichte. Die Endstelle lag in der Innenstadt von Verviers an der Place Verte. Das Großdeutsche Reich annektierte 1940 nicht nur das 1919 abgetretene Gebiet von Eupen-Malmedy, sondern auch die schon vor 1919 zu Belgien gehörenden sogenannten Plattdeutschen Gemeinden und weitere kleinere Gebiete. Dazu gehörte auch Baelen, womit die AKG 1940 auch den Betrieb auf der SNCV-Strecke bis Dolhain übernahm. Dort bestand Anschluss an die Bahnen auf dem der SNCV verbliebenen Teil der Strecke. Die AKG gab der Strecke die Liniennummer 64. Nach dem Krieg übernahm die SNCV wieder den Betrieb mit durchgehenden Fahrten zwischen Verviers und Eupen. 1956 stellte die SNCV die Strecke als letzte ihres Eupen-Vervierser Netzes ein.

### Relikte

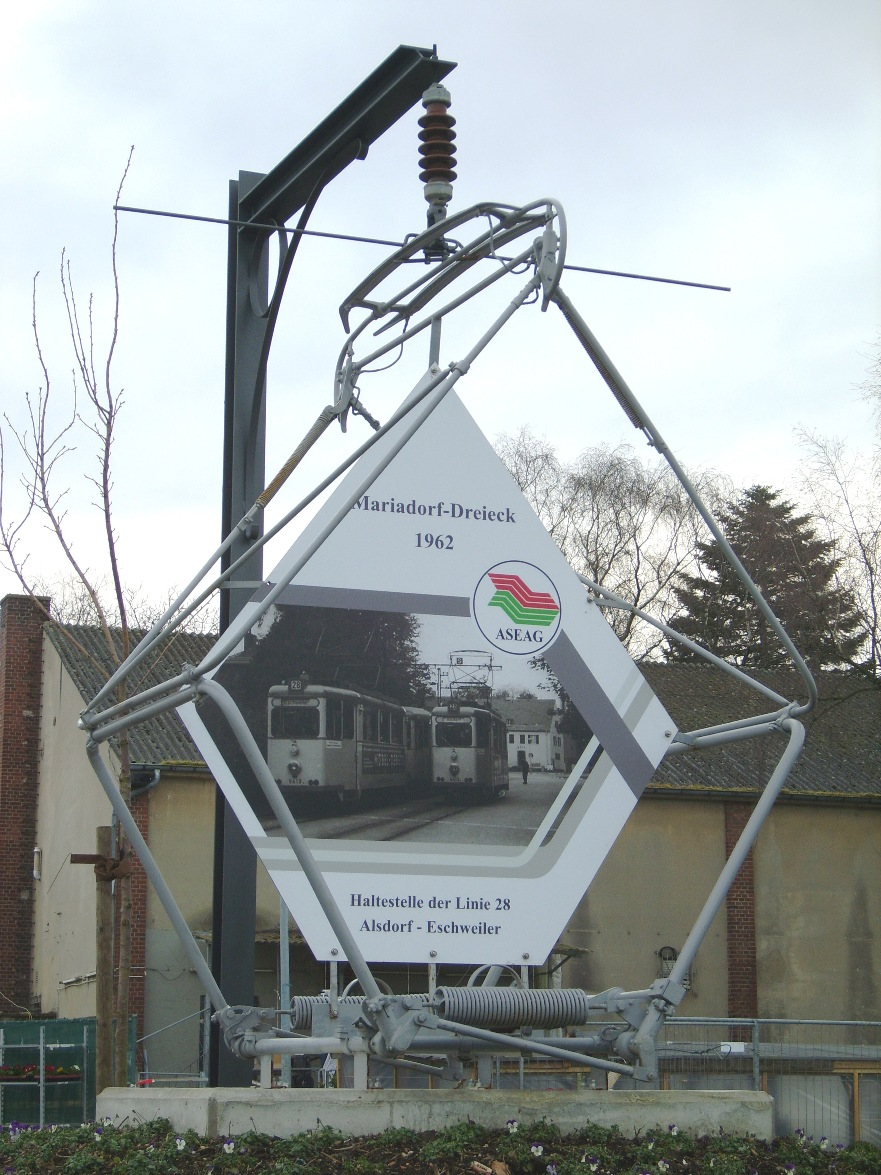
Zur Erinnerung an die Straßenbahn an der Haltestelle Mariadorf Dreieck als Denkmal aufgestellter Stromabnehmer

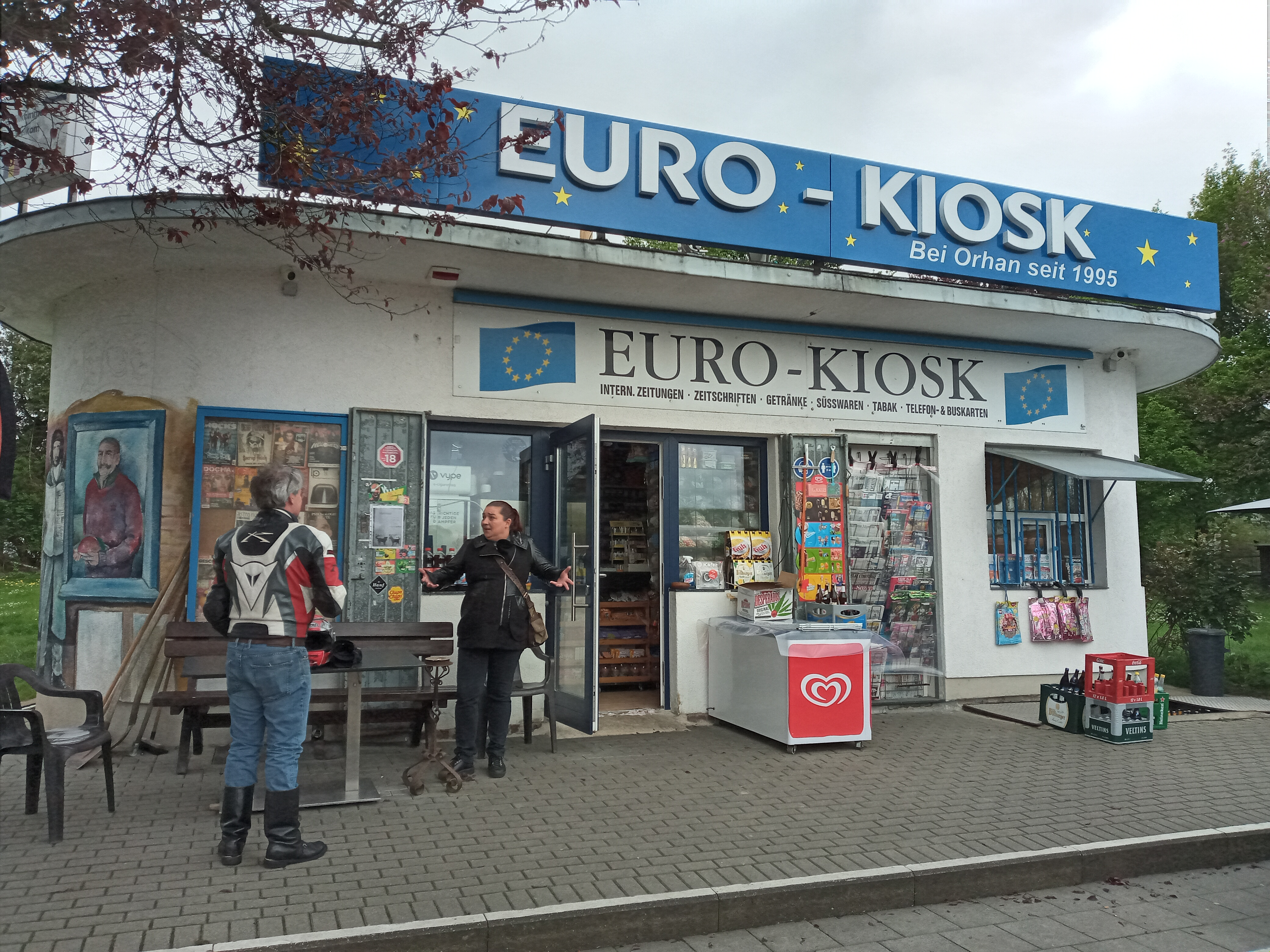
Im Stil der Neuen Sachlichkeit errichtete ehemalige Wartehalle der Haltestelle Vaals Grenze, 2021

Nach Einstellung der Straßenbahn wurden die Gleise im Laufe der Jahre aus den Aachener Straßen entfernt. Gleisarchäologie war lange noch beispielsweise in der Heinrichsallee und der Franzstraße möglich, wo die Zeugen der Vergangenheit zwischenzeitlich lediglich überteert wurden und auch in der Heinrichsallee durch Frostaufbrüche immer wieder sichtbar sind. 2003 waren außerdem noch Gleisreste in der Gartenstraße, der Goethestraße und der Kaiser-Friedrich-Allee vorhanden. Ein weiteres Gleisrelikt ist hinter dem Theater Aachen zu sehen.
Vom großen Landnetz sind kaum noch bauliche Spuren zu erkennen, die Fläche der meisten auf oder parallel zu Straßen verlaufenden Strecken wurde bei Straßenbaumaßnahmen zur Verbreiterung der Fahrbahn verwendet. Bis zur Sanierung im Frühjahr 2018 befand sich in der Büsbacher Galmeistraße ein letztes Gleisstück des Landnetzes. Von den abseits der Straße trassierten Strecken sind noch Dämme und Einschnitte sichtbar, etwa bei der ehemaligen Linie 18 zwischen Hastenrath und Hamich oder bei der Trasse der Linien 17/27 im Aachener Wald. Teilweise werden die früheren Strecken auch als Fuß- oder Radwege genutzt, so etwa die Trasse der Linie 22 zwischen Bayerhaus und Atsch und zwischen Aue und Eschweiler Lederfabrik. Bis heute sichtbar ist auch die Fläche des ehemaligen Vichter Gleisdreiecks, zudem erinnern die Bushaltestellenbezeichnungen „Atsch Dreieck“ und „Mariadorf Dreieck“ an die früheren Straßenbahnknotenpunkte gleichen Namens.
Die Mehrzahl der Depots wurde ebenfalls abgerissen. An die zentralen Depots an Scheiben-, Ober- und Talstraße erinnert ein Denkmal zwischen der jetzt dort stehenden Wohnbebauung. Die Halle Talstraße ist noch vorhanden und wird als Stadtteilzentrum genutzt, sie ist baulich aber erheblich umgestaltet. Neben der inzwischen mit einem Gewerbebetrieb überbauten Fläche des alten Eschweiler Dreiecks liegt die Dreieckstraße. Als Lager verwendet werden die Hallen des Betriebshofs in Eschweiler-Pumpe; die ehemaligen Depots in Brand und Kohlscheid werden als Einkaufsmärkte genutzt. Die Kleinbahnstraße hinter dem Brander Depot erinnert an die im Volksmund noch lange gebräuchliche ursprüngliche Bezeichnung der Aachener Straßenbahn. In Mariadorf wurde in der Nähe des früheren Depots ein alter Stromabnehmer als Denkmal zur Erinnerung an die Straßenbahn aufgestellt. Das von der SNCV in Eupen errichtete Depot dient weiterhin als Busdepot des SNCV-Nachfolgeunternehmens TEC. Die ehemalige Wartehalle Vaals Grenze wird ferner als Kiosk genutzt.
Eine Erinnerung an die Straßenbahn ist auch der Name des 1949 von Mitgliedern der Betriebssportgemeinschaft ASEAG Station Eschweiler gegründeten Karnevalsvereins K.G. Fidele Trammebülle 1949 e. V. in Eschweiler.

## Fahrzeuge

### Pferdebahn

Pferdebahnwagen Nummer 40 mit Personal

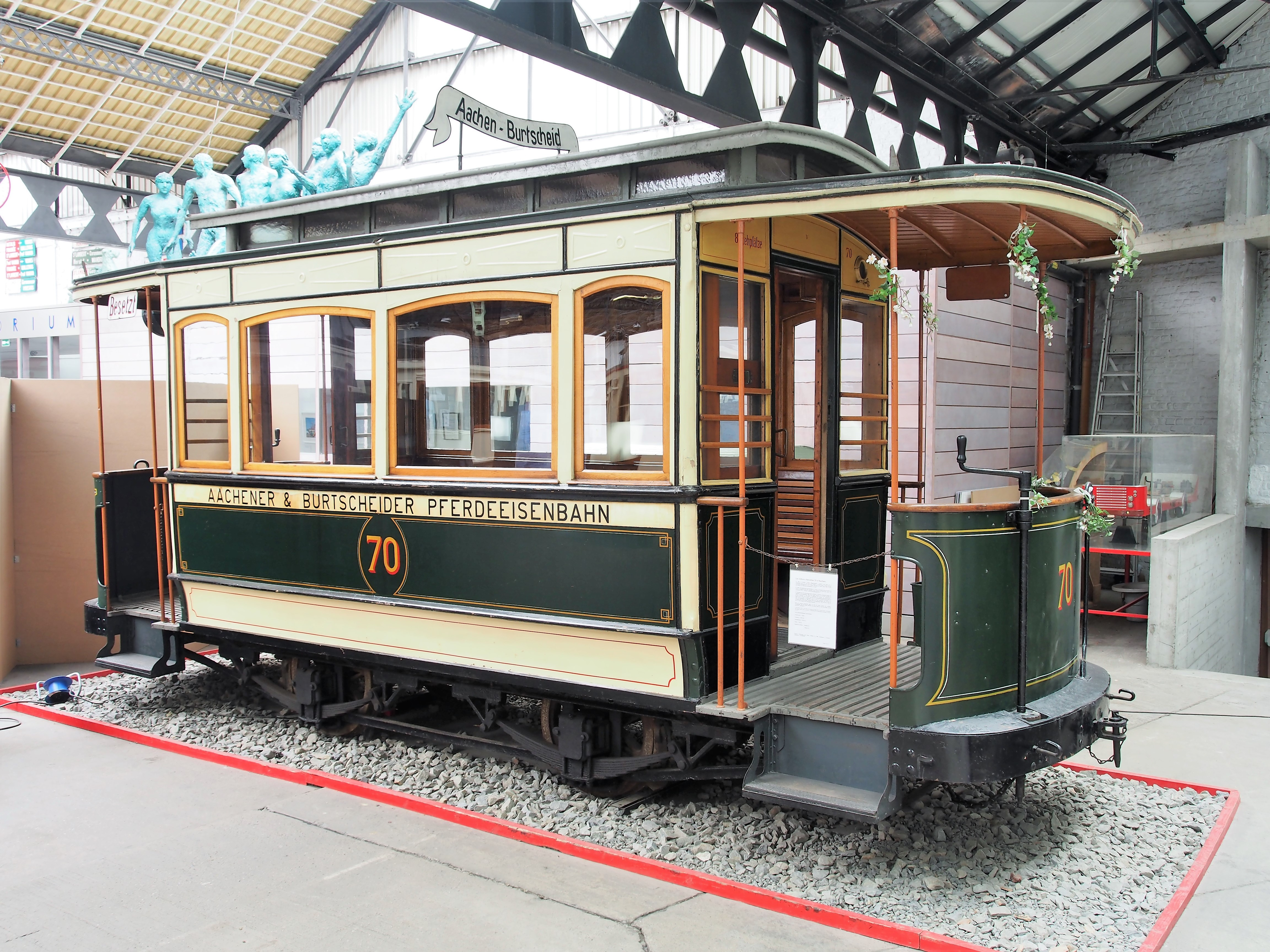
Der nachgebaute Pferdebahnwagen 70 im Lütticher Verkehrsmuseum

Zur Inbetriebnahme beschaffte die Pferdebahn 1880/1881 insgesamt 45 zweiachsige Wagen, davon 33 bei Herbrand in Köln und zwölf bei der Waggonfabrik Ludwigshafen. Für das tatsächliche Verkehrsaufkommen war dies ein zu großer Wagenpark, es wurden nie mehr als 30 Wagen gleichzeitig im Einsatzbestand gehalten. 1885 waren es nach einigen Streckeneinstellungen sogar nur noch 22 Wagen. Weitere Wagen wurden daher bis zur Elektrifizierung nicht mehr beschafft. Für die Bespannung standen zum Jahresende 1881 insgesamt 170 Pferde in den Stallungen des Unternehmens. Auch dieser Bestand war recht großzügig bemessen, in den Folgejahren sank der Bestand teils auf bis zu 135 im Jahr 1885 ab. Im letzten Jahr vor der Elektrifizierung dienten 161 Pferde als Beförderungsmittel.
Im Zuge der Umspurung der Gleisanlagen wurden auch die Pferdebahnwagen umgespurt und schließlich als Beiwagen hinter den elektrischen Triebwagen verwendet. Die letzten Pferdebahnwagen wurden bis 1933 ausgemustert. 1950 erstellte die ASEAG aus einem 1935 zum Gleisbaugerätewagen umgebauten alten Beiwagen der REKA den Nachbau eines Pferdebahnwagens, der die zu Pferdebahnzeiten nie verwendete Nummer 70 erhielt. Der Wagen wurde bei diversen Anlässen bis 1974 von der ASEAG eingesetzt und steht heute im Verkehrsmuseum Lüttich.

### Elektrische Straßenbahn

#### Triebwagen

##### 1895 bis zum Ersten Weltkrieg
Die AKG beschaffte zur Elektrifizierung von 1895 bis 1896 insgesamt 60 kleine zweiachsige Triebwagen mit lediglich 1,6 Meter Radstand bei Herbrand, die längstens bis 1933 in Betrieb blieben, einzelne dienten noch einige Jahre länger als Arbeitswagen. Mit Ausdehnung des Landnetzes und Aufnahme des Güterverkehrs beschaffte die AKG ab 1898 bei der Union-Elektricitäts-Gesellschaft weitere Triebwagen, darunter erstmals auch Vierachser. Diese ausgesprochen kleinen Fahrzeuge bewährten sich aber aufgrund des mangelnden Reibungsgewichts nicht und wurden bald in Zweiachser umgebaut. Anfangs noch mit offenen Plattformen unterwegs, erhielten die Triebwagen ab 1901 Plattformverglasungen.
Abgesehen von weiteren durch die REKA ab 1902 beschafften 16 Herbrand-Triebwagen, von denen nur einer noch nach dem Zweiten Weltkrieg eingesetzt wurde, kamen die nächsten Fahrzeuge erst wieder ab 1907 nach Aachen. Zunächst kamen von Herbrand 32, gegenüber den ersten Beschaffungen deutlich größere Zweiachser mit 3,0 m Radstand. Ein Teil dieser Zweiachser besaß zunächst zwei Wagenklassen, was bei Straßenbahnen nur selten praktiziert wurde. Diese Unterteilung wurde allerdings bereits nach wenigen Jahren aufgehoben. 1908 kamen mit den Wagen 191 bis 200 erstmals zehn vierachsige Triebwagen mit Maximumdrehgestellen zur AKG, die vor allem für den Einsatz auf der neuen Linie nach Eupen vorgesehen waren. Da sie sich bewährten, folgten 1910 weitere zehn Wagen, diesmal allerdings von der Waggonfabrik Talbot, die in den nächsten Jahren zum „Hauslieferanten“ der AKG werden sollte. Nach 1923 blieb ein Teil der Maximumtriebwagen bei der SNCV, die sie auch nach 1944 wieder übernahm, allerdings nach Stilllegung der Eupener Linien wieder an die ASEAG abgab. Anfang der 1960er Jahre wurden die letzten ausgemustert. Ebenfalls 1910 wurden auch weitere 22, der Serie von 1907 ähnliche Zweiachser für AKG und REKA aus der Waggonfabrik Falkenried, einer Tochter der heutigen Hamburger Hochbahn, beschafft. 1912 folgten die ersten fünf Zweiachser von Talbot. Ab 1910 wurde auch damit begonnen, Triebwagen und Fahrleitungsnetz von Rollen- auf betriebssicherere Lyrastromabnehmer umzustellen. Die AKG-Strecken kreuzten an verschiedenen Stellen Strecken der Staatsbahn, hier bestand beim Betrieb mit Rollenstromabnehmern das Risiko, dass die Wagen aufgrund vom Fahrdraht abspringender Rollen auf den Bahnübergängen stehen blieben.

##### Erster Weltkrieg und Zwischenkriegszeit

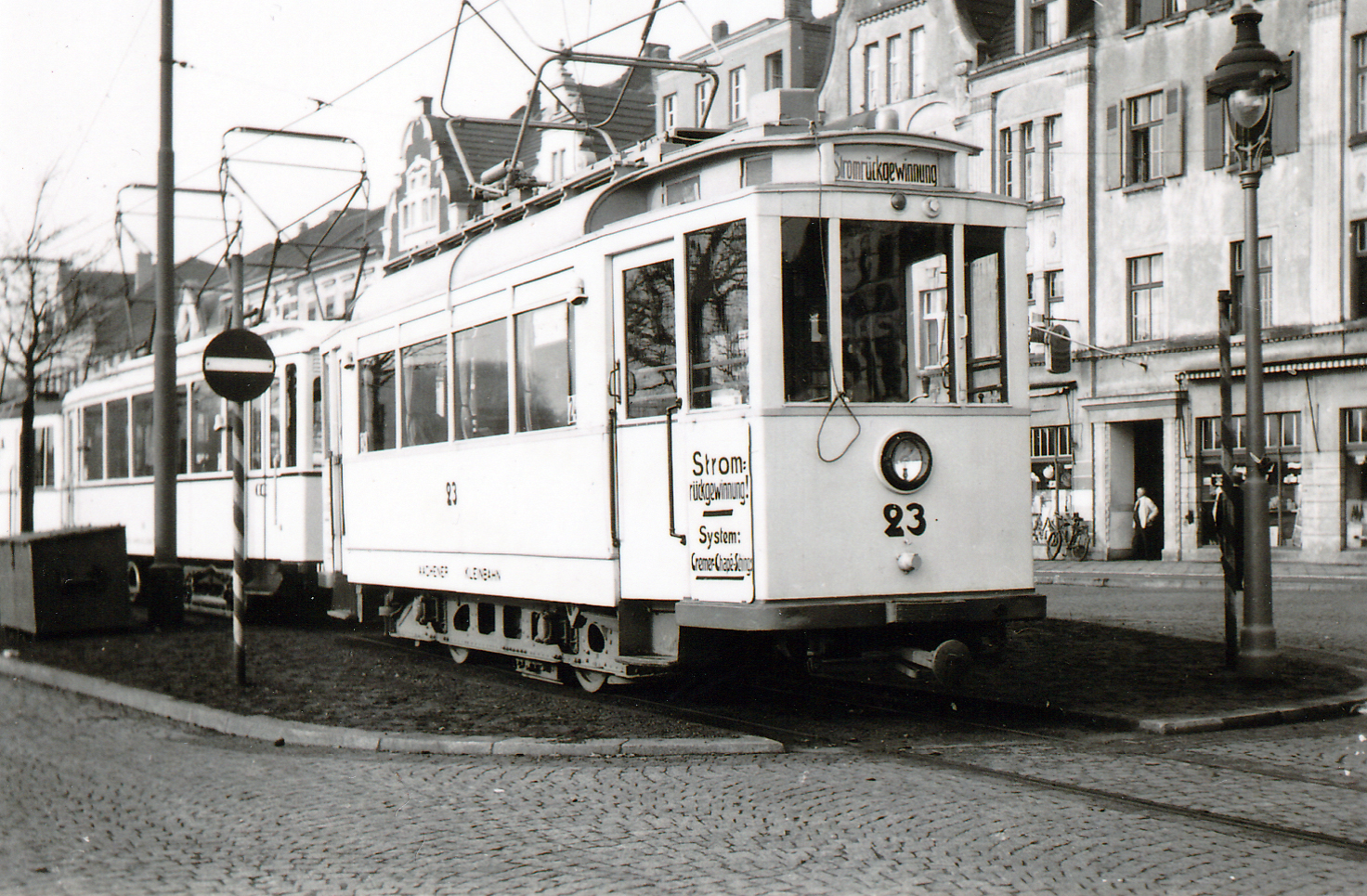
Mit Nutzbremse ausgestatteter Triebwagen 23 der AKG (Baujahr 1927) im Jahr 1938 auf Vorführfahrt bei der Rheinbahn in Düsseldorf-Benrath

Während des Ersten Weltkriegs beschaffte die AKG 1915, nach dem Vorbild der 1912 beschafften Serie, bei Talbot 21 Triebwagen mit dem für die älteren Aachener Wagen typischen, über den Führerstand vorgezogenen Laternendach. 1923 musste die AKG drei dieser Wagen wie auch einige ältere Triebwagen zusammen mit dem Eupener Netz an die SNCV abgeben. Weitgehend unverändert folgte 1925 von Talbot eine weitere Serie von 31 Wagen, ergänzt 1926 um vier ähnliche Wagen der ihren jüdischen Eigentümern nach 1933 abgenommenen und zur DÜWAG umfirmierten Düsseldorfer Waggonfabrik Gebr. Schöndorff. 20 der von Talbot zwischen 1915 und 1925 gelieferten Triebwagen wurden ab 1956 umfassend mit neuen Aufbauten modernisiert und blieben bis Ende der 1960er Jahre im Einsatz, die übrigen wurden bis spätestens 1961 ausgemustert.
1926 bis 1928 lieferte Talbot dann zwei Serien von je 20 Zweiachsern mit 9,6 und 10,5 Meter Gesamtlänge. Die Fahrzeuge waren mit Sitzen mit Lederpolsterung ausgestattet und dienten viele Jahre als Rückgrat des Aachener Straßenbahnverkehrs, die letzten Wagen wurden 1970 ausgemustert. Danach erfolgten bis zum Zweiten Weltkrieg keine Beschaffungen mehr. Allerdings begann die AKG mit der Umrüstung ihres Wagenparks auf den Einsatz der Aachener Nutzbremse. Hierfür war Marcel Cremer-Chapé, dem Direktor der AKG, am 4. März 1932 ein entsprechendes Patent erteilt worden, die Fahrzeuge erzielten damit eine Energieeinsparung um bis zu 28 Prozent.
Die Übernahme des Betriebs im Eupener Netz ab 1940 brachte neben den 1923 an die SNCV abgetretenen älteren Fahrzeugen auch acht moderne vierachsige Triebwagen des SNCV-Standardtyps in den Besitz der AKG, die sie auf der stark frequentierten Linie nach Eupen einsetzte. 1944 gingen diese zurück an die SNCV.

##### Nachkriegszeit

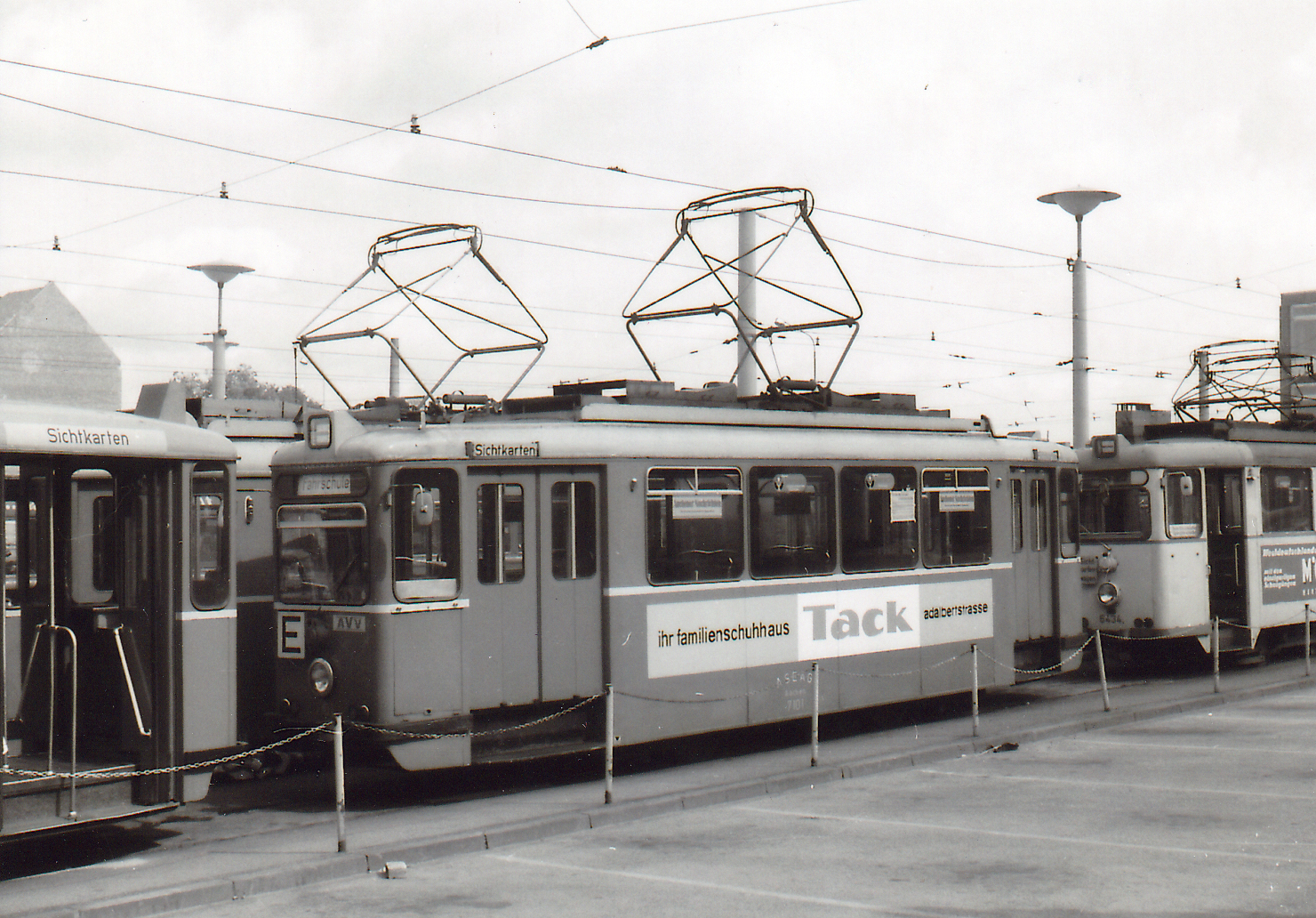
Triebwagen 7101 und 6434 sowie Beiwagen 111 im Jahr 1971 in der Freiluftabstellanlage des Betriebshofs Talstraße

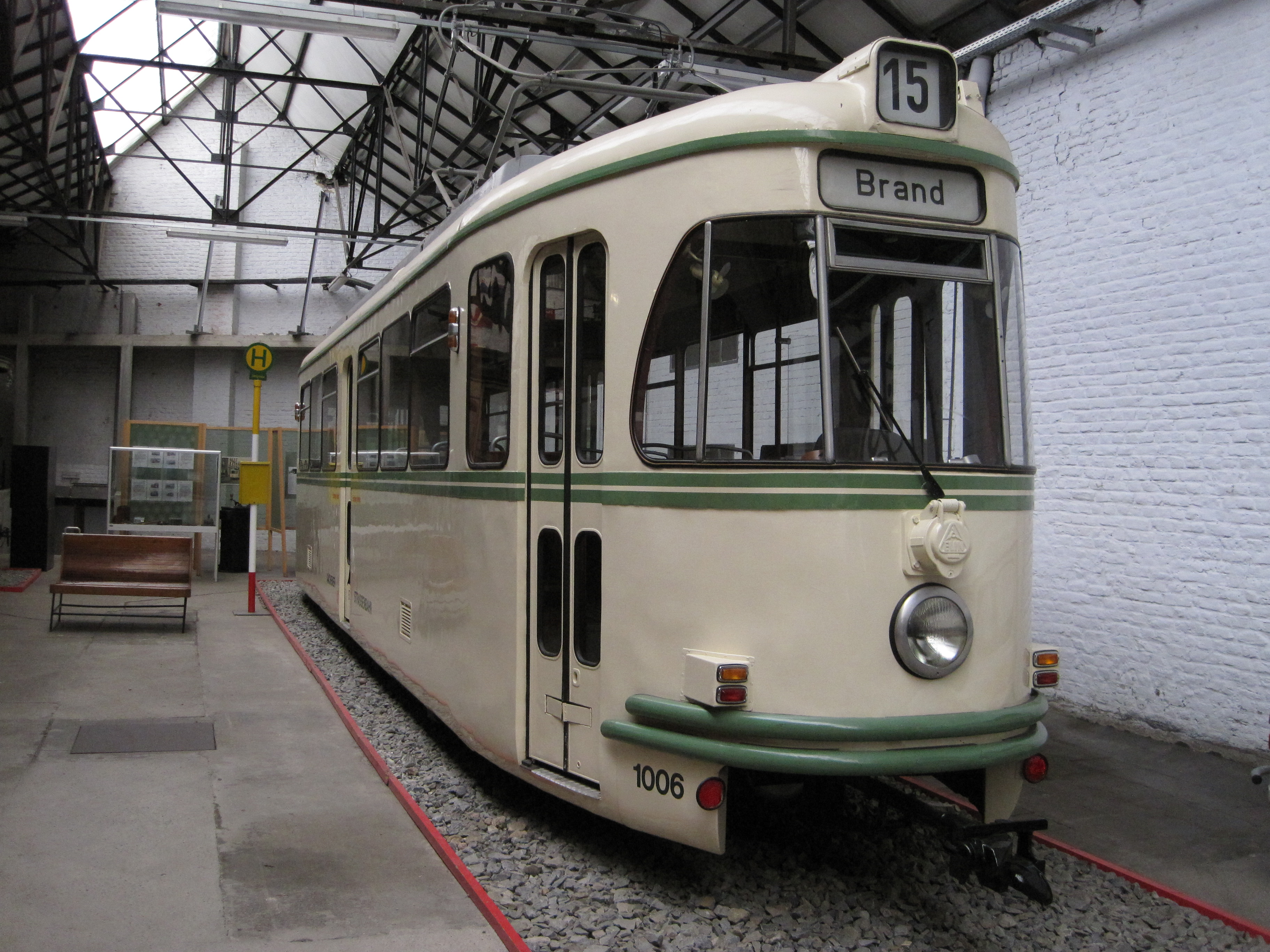
Triebwagen 1006 im Verkehrsmuseum Lüttich

Nach dem Krieg, der erhebliche Fahrzeugverluste gebracht hatte, konnte die ASEAG erst 1948 bei der DÜWAG zwei neue Triebwagen beschaffen, zweiachsige Aufbauwagen auf alten Fahrgestellen. Beide blieben bis zur Stilllegung bei der Aachener Straßenbahn. 1951 folgten elf weitere Triebwagen dieses Typs, nunmehr von Talbot, die 1958 bei der Waggonfabrik Rastatt in vierachsige Gelenkwagen für den Einsatz auf der Linie 12 Vaals–Eilendorf umgebaut wurden. Im selben Jahr übernahm die ASEAG den Fahrzeugpark der eingestellten Straßenbahn Neuwied, alte Zweiachser aus den Jahren 1912 und 1913, die noch einige Jahre im Landnetz eingesetzt wurden.
1956 begann auch bei der ASEAG das Zeitalter der Großraumwagen. Talbot lieferte elf Wagen der Reihe 1001 bis 1011, die vor allem auf den Linien der 5er-Gruppe nach Brand, Walheim und Stolberg eingesetzt wurden. Dies waren zugleich die letzten fabrikneuen Wagen der ASEAG. Zudem erhielten 20 ältere, in den Jahren 1915 und 1925 erbaute Triebwagen zwischen 1956 und 1958 neue, den Aufbauwagen ähnelnde Wagenkästen und Inneneinrichtungen. Es folgten noch verschiedene Gebrauchtwagenkäufe, zunächst 1963 fünf Vierachser des Baujahrs 1936 aus dem Benrather Netz der Düsseldorfer Rheinbahn, die auf der Linie 28 bis zu deren Einstellung 1969 ihren Dienst tun sollten. Ab 1967 kamen dann sechs Duewag-Großraumwagen und fünf sechsachsige Duewag-Gelenkwagen aus Mönchengladbach sowie fünf Gelenkwagen aus Oberhausen mit zwei dreiachsigen Fahrgestellen und schwebendem Mittelteil, alles Zweirichtungsfahrzeuge. Mit diesem Wagenpark fuhr die ASEAG bis zur Stilllegung.
Nach der Einstellung wurden die Fahrzeuge teilweise verschrottet, teilweise konnte die ASEAG ihre neueren Triebwagen noch weiterverkaufen. Aachener Fahrzeuge kamen so zur Straßenbahn Augsburg, zur Straßenbahn Mainz und zur Straßenbahn Genf. Die elektrischen Ausrüstungen von sieben Talbot-Großraumwagen wurden von den Bahnen der Isle of Man gekauft und versehen noch heute dort ihren Dienst in Fahrzeugen, deren Wagenkästen inzwischen weit über 100 Jahre alt sind. Zwei Aachener Straßenbahntriebwagen stehen im Musée des Transports en commun du Pays de Liège, dem Verkehrsmuseum in Lüttich, ebenso der aus einem alten Beiwagen nachgebaute Pferdebahnwagen 70. Weitere Fahrzeuge kamen nach der Einstellung zunächst zu anderen Museen und als Spielgeräte auf Spielplätze, sie wurden jedoch in den Folgejahren aufgrund schlechten Zustands letztlich verschrottet. Die ASEAG kaufte 1994 einen ihrer früheren Wagen aus Mainz zurück und stellte ihn als Denkmal auf ihr Betriebsgelände. Im September 2014 – 40 Jahre nach seinem letzten Einsatz in Aachen – wurde er an seinen ersten Einsatzort Mönchengladbach zurücktransportiert und bleibt dort erhalten.
| Betriebsnummer AKG (bis 1942) | Betriebsnummer ASEAG (ab 1942) | Baujahr (Erwerb durch AKG/ASEAG) | Anzahl | Hersteller            | Achsanzahl | Ausmusterung | Anmerkungen |
| ----------------------------- | ------------------------------ | -------------------------------- | ------ | --------------------- | ---------- | ------------ | --- |
| 40–79                         | –                              | 1895/1896                        | 40     | Herbrand/Schuckert    | 2×         | 1922–1934    | |
| 80–81                         | –                              | 1896                             | 2      | Herbrand/Schuckert    | 2×         | 1928–1934    | |
| 82–88                         | –                              | 1899                             | 7      | Herbrand/UEG          | 2×         | 1928–1934    | |
| 89, 94–99                     | –                              | 1898                             | 7      | Herbrand              | 2×         | 1919–1928    | 1919 Umbau Tw 89, 97 zu Post-Tw, 1923 ein Tw an SNCV |
| 90–93                         | –                              | 1896                             | 4      | Lindner/UEG           | 2×         | 1922–1934    | |
| 100–109, 131                  | –                              | 1901                             | 11     | Talbot/UEG            | 2×         | 1925–1933    | |
| 110–130                       | –                              | 1899                             | 21     | Falkenried/UEG        | 4×         | 1928–1934    | 1901 Tw 111, 113, 121, 122, 128 und 130 bei Talbot verlängert, Rest Umbau zu Zweiachsern, 1923 Tw 116 an SNCV |
| 224–240                       | 1709                           | 1901–1909                        | 17     | Herbrand/Siemens      | 2×         | 1925–1935    | durch REKA beschafft (als Tw 1–17), nur noch Tw 236 von ASEAG übernommen |
| 150–181                       | 2901–1919                      | 1907/1908                        | 32     | Herbrand/AEG          | 2×         | 1928–1957    | 1923–1940 drei Tw an SNCV, 1945 8 Tw an SNCV |
| 191–200                       | 6209–6218                      | 1908                             | 10     | Herbrand/AEG          | 4×         | 1959–1961    | Maximum-Drehgestelle, 1923–1940 fünf Tw an SNCV, 1945 vier Tw an SNCV, 1954 drei Tw zurück an ASEAG |
| 421–430                       | 2001–2010                      | 1910                             | 10     | Falkenried/AEG        | 2×         | 1958–1960    | |
| 431–440                       | 5219–6228                      | 1910                             | 10     | Talbot/AEG            | 4×         | 1954–1961    | Maximum-Drehgestelle |
| 280–291                       | 2801–2812                      | 1911                             | 12     | Falkenried/SSW        | 2×         | 1954–1960    | durch REKA beschafft |
| 182–190                       | 2701–2706                      | 1912/1915                        | 9      | Talbot/SSW            | 2×         | 1958–1968    | 1923 drei Tw an SNCV, 1958 ein Tw mit neuem Aufbau (neu Reihe 64) |
| 400–419                       | 4401–4420                      | 1915                             | 20     | Talbot/SSW            | 2×         | 1953–1971    | 1956–1958 10 Tw mit neuem Aufbau (neu Reihe 64) |
| 470–500                       | 6421–6451                      | 1925                             | 31     | Talbot/AEG            | 2×         | 1959–1971    | 1956–1958 9 Tw mit neuem Aufbau |
| 501–504                       | 6501–6504                      | 1926                             | 4      | Gebr. Schöndorff/AEG  | 2×         | 1958–1960    | |
| 1–20                          | 2601–2620                      | 1926/1927                        | 20     | Talbot/AEG            | 2×         | 1960–1962    | Tw 2603 im Verkehrsmuseum Lüttich |
| 21–40                         | 6301–6320                      | 1927/1928                        | 20     | Talbot/AEG            | 2×         | 1962–1970    | |
| 41–48                         | 7201–7208                      | 1930–1932 (1940)                 | 8      | Diverse               | 4×         |              | SNCV-Standard-Tw, 1945 an SNCV zurück |
| 188–189                       | 2707–2708                      | (1940)                           | 2      | Diverse               | 2×         |              | ex SNCV, 1945 an SNCV zurück |
| –                             | 6101–6102                      | 1948                             | 2      | Düwag/Kiepe           | 2×         | 1972–1974    | Aufbauwagen, 1951 Tw 7101–7102 |
| –                             | 2914, 2920–2927                | 1912/1913 (1950)                 | 9      | Rastatt/AEG, MAN/BBC  | 2×         | 1956–1958    | ex Straßenbahn Neuwied |
| –                             | 7103–7113                      | 1951                             | 11     | Talbot/Garbe-Lahmeyer | 2×         | 1973         | 1959 Umbau bei Waggonfabrik Rastatt in vierachsige Gelenktriebwagen mit Nachläufer, Wagen 7106 1965 nach Brandschaden ausgemustert, 1972 10 Tw an die Straßenbahn Augsburg verkauft und 1973 geliefert (dort nur als E-Wagen für den Berufsverkehr und für den Schülerverkehr eingesetzt und 1976 ausgemustert; Wagen 7104 in Augsburg noch vorhanden, Rest verschrottet) |
| –                             | 1001–1011                      | 1956/1957                        | 11     | Talbot/Kiepe          | 4×         | 1974         | Großraumwagen, 1974 7 Tw an Snaefell Mountain Railway auf der Isle of Man (dort nur elektrische Ausrüstung und Motoren verwendet), Tw 1006 im Verkehrsmuseum Lüttich |
| –                             | 1021–1025                      | 1936 (1963)                      | 5      | Düwag/SSW             | 4×         | 1969         | ex Rheinbahn Düsseldorf, Tw 1021 im Bergischen Straßenbahnmuseum |
| –                             | 1012–1017                      | 1957 (1967/1969)                 | 6      | Düwag/Kiepe           | 4×         | 1973         | Großraumwagen, ex Straßenbahn Mönchengladbach, 1973 an Straßenbahn Mainz; der aus Mainz zurückgekaufte Tw 1016 stand von 1994 bis 2014 als Denkmal auf dem ASEAG-Betriebshof |
| –                             | 1101–1105                      | 1958 (1969)                      | 5      | Düwag/Kiepe           | 6×         | 1974         | Gelenk-Tw, ex Straßenbahn Mönchengladbach, 1974 an Straßenbahn Genf |
| –                             | 1106–1110                      | 1961/1962 (1968)                 | 5      | Westwaggon/SSW        | 6×         | 1974         | Gelenk-Tw (3x+3x), ex Straßenbahn Oberhausen, Tw 1110 Umbau aus zwei dreiachsigen Aufbautriebwagen der Straßenbahn Rheydt |

#### Beiwagen
Als ausgesprochene Überlandstraßenbahn benötigte die Aachener Straßenbahn nur auf wenigen Linien Beiwagen. Neben den Stadtlinien waren dies vor allem die Linien im Aachener Revier, auf denen bei Schichtwechsel ein hohes Fahrgastaufkommen zu verzeichnen war. Auf den meisten Überlandlinien reichte dagegen der Einsatz von Einzeltriebwagen aus. Anders als bei ausgesprochenen Großstadtbetrieben gab es daher immer deutlich mehr Triebwagen als Beiwagen.

##### 1895 bis zum Zweiten Weltkrieg
Nach der Umstellung auf elektrischen Betrieb wurden als Beiwagen zunächst die alten Pferdebahnwagen verwendet, zwei davon umgebaut als Postbeiwagen. Ab 1896 wurden zunächst gebrauchte Sommerwagen gekauft, ab 1902 dann auch neue Sommerwagen von Talbot. Diese Wagen wurden bis spätestens 1939 ausgemustert. 1906 begann die Beschaffung neuer Beiwagen bei Weyer und Talbot, noch mit offenen Plattformen, die ab 1928 verglast wurden. Auch die REKA beschaffte Beiwagen, zunächst kleine Zweiachser und dann gebrauchte große Vierachser von der Kleinbahn im Mansfelder Bergrevier. Die Vierachser blieben bis 1959 auf der nunmehrigen Linie 16 der ASEAG im Einsatz. Ab 1908 beschaffte die AKG in mehreren Serien kleine zweiachsige Beiwagen unterschiedlicher Bauart bei Talbot, die bis 1959 ausgemustert wurden, insgesamt 34 Stück. 1920 bis 1925 kaufte die AKG diverse gebrauchte Beiwagen, unter anderem aus Düsseldorf, Halle und Paderborn, die teilweise allerdings bald wieder ausrangiert wurden. Zusammen mit den ab 1926 beschafften neuen Talbot-Triebwagen erhielt die Kleinbahn auch elf Beiwagen.
Zum Einsatz hinter den übernommenen SNCV-Triebwagen lieferte Talbot 1942 sieben große vierachsige Beiwagen, von denen einige nach 1945 zunächst bei der SNCV blieben. 1956 erhielt die ASEAG die Wagen zurück und setzte sie bis 1968 ein. Außerdem kaufte sie während des Krieges drei kleinere Beiwagen gebraucht von der Straßenbahn Luxemburg.

##### Nachkriegszeit
Zusammen mit den Neuwieder Triebwagen kamen 1951 auch drei Beiwagen, die aber bereits 1956 wieder aus dem Verkehr gezogen wurden. Der einzige Neukauf nach dem Krieg waren sieben Beiwagen des Verbandstyps, die Talbot ab 1955 lieferte. Danach erfolgten noch Gebrauchtkäufe, vier Vierachser des Baujahres 1925 aus Wuppertal, die die ASEAG umfangreich modernisierte, sowie ein zweiachsiger und drei vierachsige Aufbau-Beiwagen aus Rheydt. Mit Ausnahme des bis 1974 als Reserve vorhandenen zweiachsigen Beiwagens aus Rheydt wurden alle Beiwagen spätestens 1971 ausgemustert. Im Gegensatz zu den Triebwagen fanden sich allerdings keine Käufer, so dass fast alle verschrottet wurden.
| Betriebsnummer AKG (bis 1942) | Betriebsnummer ASEAG (ab 1942) | Baujahr (Erwerb durch AKG/ASEAG) | Anzahl | Hersteller                                                | Achsanzahl | Ausmusterung | Anmerkungen |
| ----------------------------- | ------------------------------ | -------------------------------- | ------ | --------------------------------------------------------- | ---------- | ------------ | --- |
| 1–45                          | –                              | 1880/1881                        | 45     | Herbrand (33 Stück), Waggonfabrik Ludwigshafen (12 Stück) | 2×         | 1899–1933    | Pferdebahnwagen, 1894/1895 auf Meterspur umgespurt und zum Teil als Beiwagen der elektrischen Triebwagen verwendet |
| 201–204                       | –                              | 1894 (1896)                      | 4      | Herbrand                                                  | 2×         | 1933–1939    | Sommerwagen, ex Straßenbahn Köln                                                                                   |
| 241–250                       | –                              | 1901                             | 10     | Talbot                                                    | 2×         | 1925–1942    | Bw 241–244 von REKA beschafft                                                                                      |
| 251–257                       | 200–206                        | 1899 (1901)                      | 7      | Hofmann                                                   | 4×         | 1958/1959    | ex Mansfelder Kleinbahn                                                                                            |
| 205–209                       | –                              | 1902                             | 5      | Talbot                                                    | 2×         | 1939         | Sommerwagen |
| 132–139                       | 600–607                        | 1906                             | 8      | Weyer                                                     | 2×         | 1953–1959    | |
| 146–149                       | 650–653                        | 1906                             | 4      | Weyer                                                     | 2×         | 1959         | |
| 260–271                       | 700–711                        | 1906                             | 12     | Weyer                                                     | 2×         | 1948–1959    | |
| 210–215                       | –                              | 1907                             | 6      | Talbot                                                    | 2×         | 1939         | |
| 221–230                       | 750–756                        | 1908                             | 10     | Talbot                                                    | 2×         | 1941–1959    | |
| 441–450                       | 450–459                        | 1911                             | 10     | Talbot                                                    | 2×         | 1958–1960    | |
| 451–464                       | 500–511                        | 1908                             | 14     | Talbot                                                    | 2×         | 1959/1960    | 1940 Umbau von 2 Bw zu 1 4×-Bw (ASEAG 207)                                                                         |
| 216–220                       | –                              | 1915                             | 5      | Talbot                                                    | 2×         | 1939         | Sommerwagen |
| 272–277                       | 350+351                        | 1911 (1920)                      | 6      | ?                                                         | 2×         | 1928–1955    | ex Straßenbahn Halle/Saale                                                                                         |
| 292–297                       | 400–405                        | 1900 (1920)                      | 6      | Kummer                                                    | 2×         | 1941–1959    | ex Straßenbahn Paderborn, 1910 bei Weyer zu Bw umgebaute Tw                                                        |
| 630–640                       | 550                            | 1904–1906 (1922)                 | 11     | Weyer                                                     | 2×         | 1933–1944    | ex Straßenbahn Düsseldorf                                                                                          |
| 641–650                       | –                              | 1896/1897 (1922)                 | 10     | Weyer                                                     | 2×         | 1939         | Sommerwagen, ex Straßenbahn Düsseldorf                                                                             |
| 90–101                        | 300–311                        | 1928                             | 12     | Talbot                                                    | 2×         | 1964–1967    | |
| –                             | 208–214                        | 1942                             | 7      | Talbot                                                    | 4×         | 1962–1969    | 1945 3 Bw an SNCV, 1954 zurück                                                                                     |
| –                             | 800–802                        | 1927 (1943)                      | 3      | Nivelles                                                  | 2×         | 1959         | ex Straßenbahn Luxemburg                                                                                           |
| –                             | 352–354                        | 1910 (1950)                      | 3      | MAN                                                       | 2×         | 1955/1956    | ex Straßenbahn Neuwied                                                                                             |
| –                             | 101–107                        | 1955/1956                        | 7      | Talbot                                                    | 2×         | 1971–1974    | Verbandswagen |
| –                             | 221–224                        | 1925 (1958)                      | 4      | MAN                                                       | 4×         | 1969         | ex Straßenbahn Wuppertal                                                                                           |
| –                             | 111                            | 1950 (1961)                      | 1      | Talbot                                                    | 2×         | 1974         | Aufbauwagen, ex Straßenbahn Rheydt                                                                                 |
| –                             | 231–233                        | 1950 (1961)                      | 3      | Talbot                                                    | 4×         | 1968/1969    | Aufbauwagen, ex Straßenbahn Rheydt                                                                                 |

| Jahr | Triebwagen | Beiwagen | Arbeits-/Gütertriebwagen | Güterbeiwagen |
| ---- | ---------- | -------- | ------------------------ | ------------- |
| 1902 | 92         | 56       | –                        | 65            |
| 1911 | 150        | 102      | –                        | 60            |
| 1937 | 139        | 109      | 27                       | 138           |
| 1953 | 129        | 67       | 30                       | 120           |
| 1970 | 44         | 8        | 6                        | –             |

## Betriebshöfe

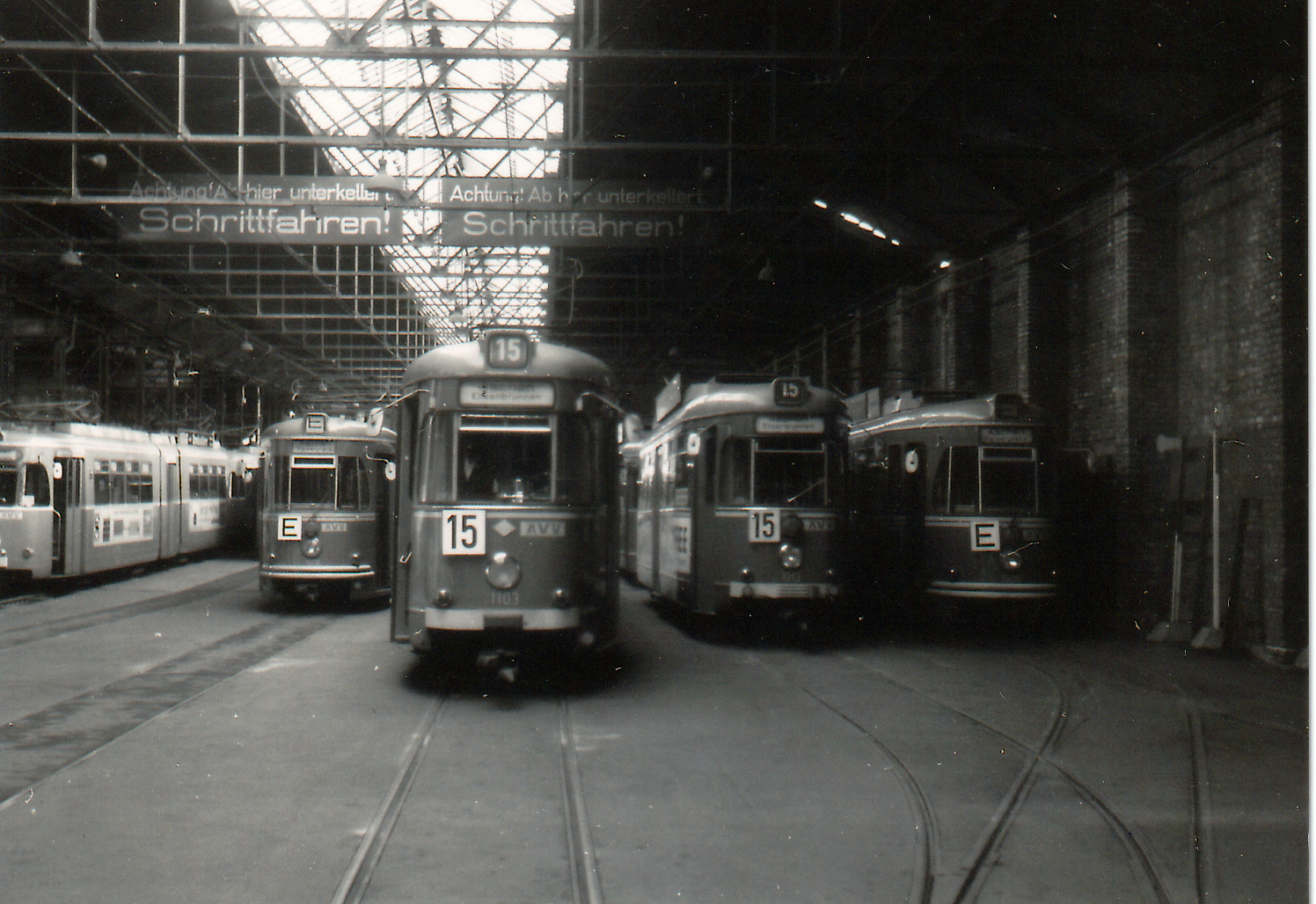
Zwei Triebwagen der Reihe ASEAG 1001–1011 sowie zwei ehemalige Mönchengladbacher und ein ehemaliger Oberhausener Triebwagen im Jahr 1971 im Betriebshof Scheibenstraße.

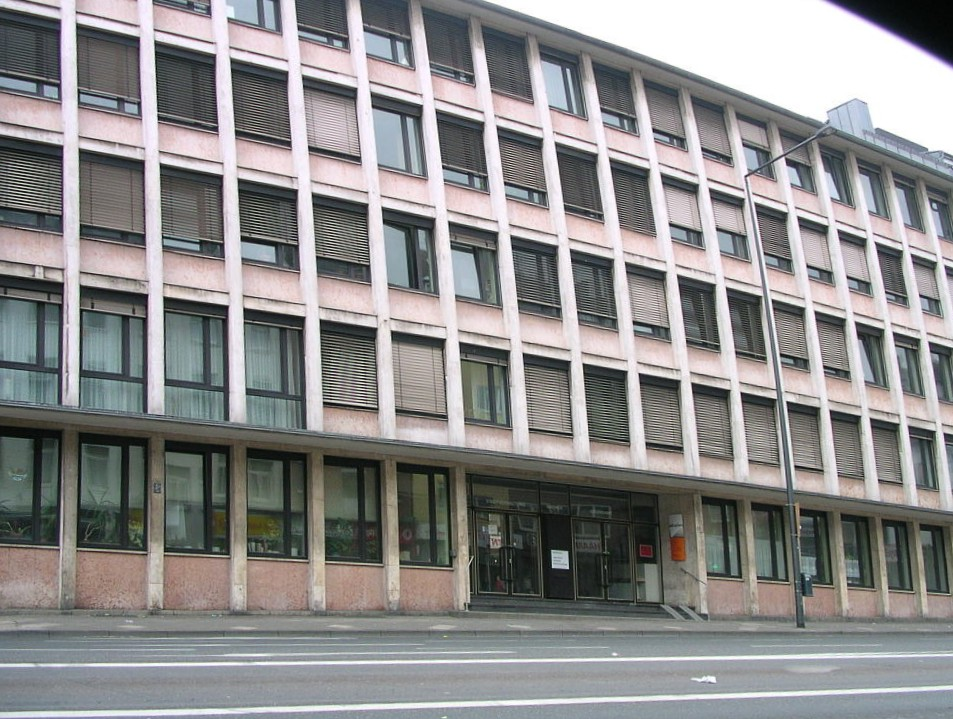
ASEAG-Haus am Adalbertsteinweg, heute von der Stadtverwaltung (Personal- und Organisationsservice) genutzt

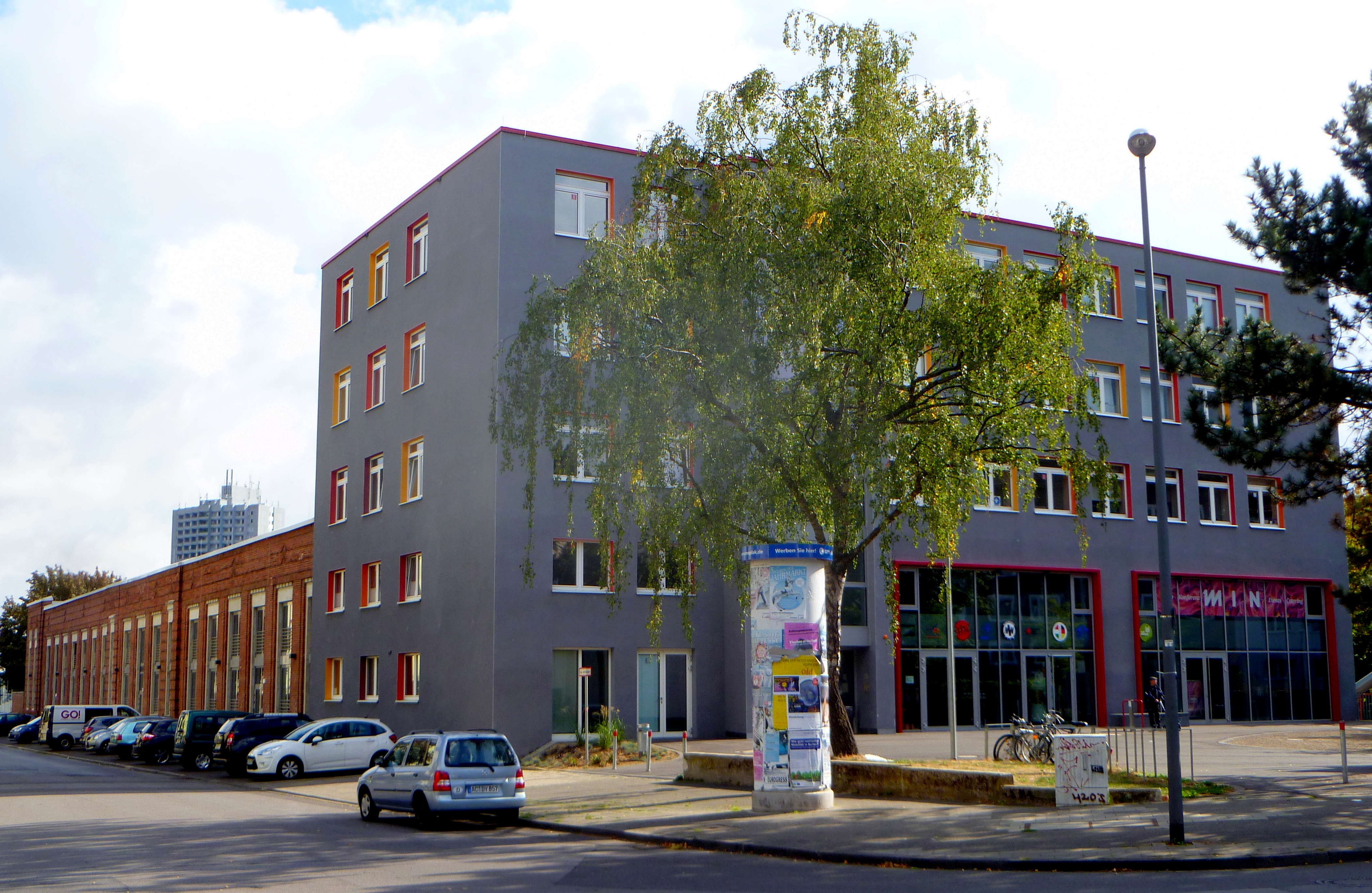
Das ehemalige Depot Talstraße, 2018

Im Laufe ihrer Geschichte besaß die Aachener Straßenbahn insgesamt zwölf Betriebshöfe für die Straßenbahn. Als zentraler Betriebshof fungierten dabei stets die benachbarten Depots an der Scheibenstraße und der Talstraße östlich des Kaiserplatzes, die mit Gleisen über Steinkaul-, Scheiben- und Peliserkerstraße vom Adalbertsteinweg und der Jülicher Straße erreicht werden konnten. Dort befand sich auch die ASEAG-Verwaltung. Nach Stilllegung der Straßenbahn zog der Busbetrieb in den neuen Zentralbetriebshof in Aachen-Hüls, wo sich inzwischen auch die Verwaltung des Unternehmens befindet.
| Betriebshof                      | Eröffnung | Schließung | Zahl der Gleise | Anmerkungen                                |
| -------------------------------- | --------- | ---------- | --------------- | ------------------------------------------ |
| Aachen Scheibenstraße/Oberstraße | 1880      | 1974       | 22              | Halle zweistöckig, mit Hauptwerkstatt      |
| Aachen Jülicher Straße           | 1880      | 1895       | ?               | nur Pferdebahn                             |
| Stolberg Rhein. Bf.              | 1881      | 1897       | ?               | nur Pferdebahn                             |
| Eschweiler Pumpe                 | 1897      | 1969       | 12              | mit Weichenwerkstatt                       |
| Eschweiler Dreieck               | 1898      | 1938       | 2               |                                            |
| Hamich                           | 1898      | 1934       | 3               | nur Güter- und Arbeitswagen                |
| Mariadorf Dreieck                | 1898      | 1955       | 5               |                                            |
| Kohlscheid                       | 1902      | 1960       | 10              | REKA-Depot                                 |
| Eynatten                         | 1906      | 1944       | 8               |                                            |
| Brand                            | 1906      | 1967       | 6               |                                            |
| Aachen Talstraße                 | 1925      | 1974       | 9               | bis 1977 als Bus-Betriebshof genutzt       |
| Eupen                            | 1933      | 1956       | 5               | SNCV-Depot, von 1940 bis 1944 zu AKG/ASEAG |

## Stromversorgung und Sicherungstechnik

### Stromversorgung
Die Stadt Aachen besaß seit 1893 ein durch die Firma Schuckert & Co. betriebenes Elektrizitätswerk. Für die Elektrifizierung der Pferdebahn hatte die Stadt die Bedingung gestellt, dass ihr Elektrizitätswerk auch die Stromversorgung der Straßenbahn übernehmen müsse. Hierfür musste die Firma Schuckert & Co., die auch den Bau der Oberleitungen und der erforderlichen Speiseleitungen übernommen hatte, das an der Borngasse liegende Elektrizitätswerk entsprechend erweitern, um ausreichend Leistung liefern zu können. Versorgt wurde die Straßenbahn mit Gleichstrom mit einer Spannung von 600 Volt. Die Fahrzeuge erhielten Rollenstromabnehmer. Auch die 1896 in Betrieb gegangenen Erweiterungen mit den Strecken nach Bardenberg, Linden und Eilendorf erhielten ihre elektrische Ausrüstung von Schuckert & Co. Für das Eschweiler Netz wechselte die AKG 1897 jedoch zur Union Elektricitäts-Gesellschaft (UEG) als Lieferant. Die Stromversorgung der neuen Strecken erfolgte über den Bau eines eigenen Kohlekraftwerks, das gegenüber dem Betriebshof in Eschweiler-Pumpe eingerichtet wurde. Kohlen für das neue Kraftwerk lieferte die Grube Reserve, die einen Gleisanschluss an das AKG-Netz erhalten hatte; den Transport übernahm die AKG selbst mit eigens beschafften Selbstentladerwagen von Talbot. Bereits 1903 beendete die AKG jedoch die eigene Stromerzeugung und bezog für das Eschweiler Netz Fremdstrom. In späteren Jahren kam dieser vom Kraftwerk Zukunft der BIAG Zukunft in Weisweiler.
Für das ab 1906 aufgebaute Netz im Süden des Kreises Aachen sowie im Kreis Eupen bezog die AKG den Strom aus dem Wasserkraftwerk an der 1905 fertiggestellten Urfttalsperre in der Eifel. Die elektrische Ausrüstung der Strecken lieferte AEG, von der der bisherige Lieferant UEG 1904 übernommen worden war. Umformerstationen für den aus der Eifel gelieferten Drehstrom mit 5000 V Spannung errichtete die AEG in Brand, Eynatten und Vicht. Statt der bisher an Querdrähten befestigten Oberleitungen führte die AEG die Oberleitungen auf den neuen Strecken erstmals als Kettenfahrleitung aus, wie sie sie nur wenige Jahre zuvor erstmals auf der Zweigbahn Schöneweide–Spindlersfeld erprobt hatte. Im Zuge dieser Erweiterung stieg die AKG zudem ab 1910 schrittweise vom bisherigen Rollenstromabnehmer auf Lyrabügel um, um das Risiko vom Fahrdraht abspringender Rollen auf den diversen Bahnübergängen zu reduzieren. Die Königliche Eisenbahndirektion Köln als Aufsichtsbehörde hatte diese Umrüstung mit Schreiben vom 17. November 1910 zur Auflage für alle Strecken mit Kreuzungen zwischen Staatsbahn- und Kleinbahnstrecken gemacht. Ab 1928 ersetzte die AKG die Lyrabügel allmählich durch Scherenstromabnehmer, die Umstellung zog sich bis in die ersten Kriegsjahre hin.

### Sicherungstechnik
Das überwiegend eingleisige Netz der Aachener Straßenbahn wurde bis Ende der 1950er Jahre ohne technische Sicherungen betrieben. Zugkreuzungen in den Ausweichen wurden über Fahrpläne und Kreuzungsbücher geregelt. Zur Kommunikation baute die AKG ab 1897 ein eigenes Bahntelefonnetz auf, dessen Kabel an den Oberleitungsmasten geführt wurden. Alle 500 m erhielt ein Mast Telefonsteckdosen, an die mobile, auf jedem Triebwagen mitgeführte Telefongeräte angeschlossen werden konnten.
Ab Ende der 1950er Jahre erhielten alle noch vorhandenen eingleisigen Streckenabschnitte Signalsicherungen. Zuvor war ab Mitte der 1950er Jahre auf einzelnen Strecken noch die Stabsicherung eingeführt worden, so etwa zum 8. Juni 1958 auf den Abschnitten der Linien 4/14 zwischen Haus Eich und Köpfchen sowie der Linie 13 zwischen Siegel und Bismarckturm. Die Stabsicherung zwischen Haus Eich und Köpfchen wurde bereits nach kurzer Zeit auf dem Abschnitt bis Linzenshäuschen durch die erste Signalsicherung ersetzt, die zum 27. Juli 1958 in Betrieb ging. Weitere Signalanlagen folgten bald:
- 1958: Hanbrucher Straße – Vaals (Linien 12/22), Goethestraße – Brockenfeld (5er-Linien), Krummerück – Brand (5er-Linien, Linie W)
- 1959: Englebert – Eilendorf (Linien 12/22), Brand – Kornelimünster (Linien W/35), Brand – Stolberg Finkensief (Linie 25)
- 1960: Eilendorf – Atsch Dreieck (Linie 22), Brockenfeld – Ronheide (5er-Linien)
- 1961: Atsch Dreieck – Eschweiler (Linie 22), Eschweiler – Alsdorf (Linie 28)

Ab 1961 besaßen damit alle verbliebenen eingleisigen Strecken Signalsicherungen.

## Unfälle
Charakteristisch für viele Strecken der Aachener Straßenbahn war nicht nur der eingleisige, bis Ende der 1950er Jahre ohne technische Sicherungen durchgeführte Betrieb, sondern auch das Vorhandensein diverser niveaugleicher Kreuzungen mit Eisenbahnstrecken. Im Netz der Straßenbahn bestanden zudem viele relativ steigungsreiche Abschnitte. Außer den auch in anderen Straßenbahnnetzen auftretenden Konflikten mit dem übrigen Straßenverkehr führten diese drei Charakteristika während der Betriebszeit der Straßenbahn wiederholt zu Unfällen. Meist gingen diese Unfälle glimpflich ab und endeten mit reinen Sachschäden oder nur leichten Verletzungen, die Aachener Straßenbahn hatte jedoch auch einige Unfälle mit Toten und Schwerverletzten zu verzeichnen. Dazu zählten unter anderen folgende Unfälle:
- Am 24. Oktober 1910 entgleiste ein Triebwagen auf der Gefällestrecke von Kerkrade-Holz nach Herzogenrath in der S-Kurve in der Kleikstraße, nachdem die Bremsen des Wagens versagt hatten. Er prallte gegen die Begrenzungsmauer der Herzogenrather Kirche, wobei sich der Wagenkasten vom Fahrgestell trennte. Ein Fahrgast starb, weitere Fahrgäste erlitten zum Teil schwere Verletzungen.[72]
- Am 9. Mai 1949 erfasste in Stolberg am Bahnübergang Eisenbahnstraße ein auf der Bahnstrecke Stolberg–Walheim in Richtung Stolberg Hbf fahrender Personenzug den Beiwagen einer Straßenbahn der Linie 8. Der Beiwagen wurde schwer beschädigt, die Folge waren vier Tote und 20 Verletzte.[73]
- Am 18. Oktober 1950 kollidierten zwei Bahnen der Linie 18 bei Nothberg. Einer der Fahrer hatte nicht die Kreuzung mit dem Gegenzug abgewartet, da er von einer wenige Tage zuvor erfolgten Fahrplanänderung keine Kenntnis gehabt hatte. Der Fahrer des anderen Zuges kam ums Leben, fünf Fahrgäste wurden verletzt.[74]

## Planungen zur Wiedereinführung

Von der Euregiobahn befahrene Strecken der EVS

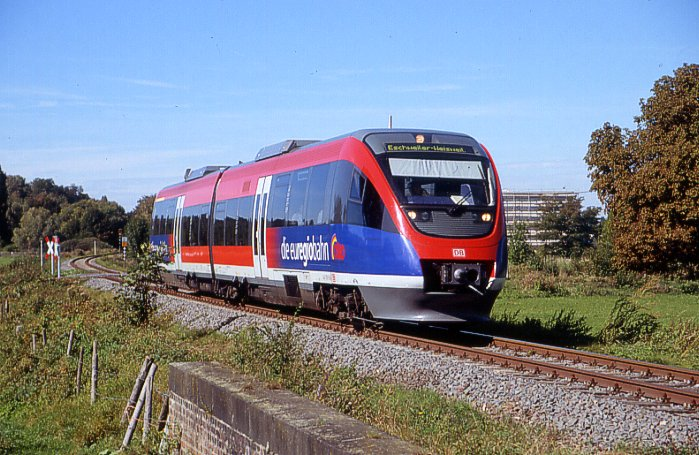
Euregiobahn Richtung Eschweiler-Weisweiler

Seit Einstellung der Straßenbahn wurden in Aachen wiederholt Überlegungen hinsichtlich einer Renaissance der Straßenbahn angestellt. In den 1990er Jahren gab es durch private Initiativen einen ersten Versuch, hier eine moderne Stadtbahn verkehren zu lassen. Das Projekt scheiterte jedoch an den Kosten.

### Euregiobahn
Seit dem Juni 2001 wurden für die Euregiobahn (RB 20) mehrere stillgelegte Eisenbahnstrecken im Großraum Aachen reaktiviert. Inzwischen bestehen wieder direkte Verbindungen von mehreren Stationen im Stadtgebiet zu Zielen wie Eschweiler, Herzogenrath, Alsdorf, Stolberg, Langerwehe und Düren.
Weitere Ausbaupläne sahen auch eine erneute Streckenführung ab dem ehemaligen Nordbahnhof über die Jülicher Straße bis in das Stadtzentrum von Aachen und die Wiederanbindung von Würselen vor. Die auf der Euregiobahn eingesetzten Dieseltriebwagen vom Typ Talent (Baureihe 643.2) sind, nach Vorbild des Zwickauer Modells, bereits für einen Betrieb auf Strecken nach BOStrab ausgelegt. Die Planung wird seit 2018 als Regio-Tram fortgeführt.

### Campusbahn

Logo der Campusbahn

Mit den Planungen zur Erweiterung des Campus der RWTH Aachen wurden die Planungen einer Straßen-/Stadtbahn in veränderter Form wieder aufgenommen, indem zuerst ab ca. 2018 eine Campus-Bahn den Campus Mitte vom Super C oder Bushof über den auf einem Teil des Geländes des Bahnhofs Aachen West geplanten Campus West und den in Bau befindlichen Campus Melaten bis zur dort bereits gelegenen Uniklinik konzipiert wurde.
Am 11. Januar 2012 stellte Aachens Oberbürgermeister Marcel Philipp ein neues Konzept für die Campus-Bahn vor. Diese sollte zu einem gesamtstädtischen Stadtbahn-System werden. Das Konzept bestand aus einem Einstiegskonzept und dem sogenannten Zielkonzept, welches später verwirklicht werden sollte. Mit der Infrastruktur der Stadtbahn sollte gleichzeitig eine Infrastruktur für Elektromobilität realisiert werden. So war vorgesehen, an den Unterwerken der Stadtbahn auch Ladestationen für Carsharing-Stationen, Elektrotaxen, private Elektroautos und Elektrofahrräder zu schaffen. Der Strom sollte überwiegend aus regenerativen Energiequellen stammen. In einer überschlägigen Nutzen-Kosten Berechnung (Standardisierte Bewertung) wurde die Campusbahn mit einem Nutzen-Kosten-Indikator von 1,5 bewertet. Zur Umsetzung hatte die Stadt eine Förderung nach Gemeindeverkehrsfinanzierungsgesetz (GVFG) für den Fahrweg beantragt. Bund und Land hatten die Förderfähigkeit des Projektes prinzipiell anerkannt.
Am 19. Dezember 2012 sprach sich der Aachener Stadtrat mit einer großen Mehrheit von CDU, SPD, Grünen und Linkspartei für den Bau der Campusbahn aus. Gleichzeitig beschloss der Stadtrat, dass die Aachener Bevölkerung am 10. März 2013 in einem Ratsbürgerentscheid abschließend über das Verkehrsprojekt mit einer kalkulierten Investitionssumme von 243 Mio. Euro entscheiden soll. Mit einer Mehrheit von 66,34 % der Stimmen wurde der Bau der Campusbahn von den Bürgern abgelehnt.

### Regiotram
Am 27. September 2018 beauftragte der Städteregionsausschuss der Städteregion Aachen die Verwaltung, gemeinsam mit den Kommunen des Nordkreises, der Stadt Aachen und dem Aachener Verkehrsverbund (AVV) ein Regiotram-Projekt zu erarbeiten und den Fachausschuss fortlaufend zu informieren. Im März 2020 wurde vom AVV eine Arbeitsgemeinschaft der Firmen TransportTechnologie-Consult Karlsruhe GmbH (TTK) und PTV Transport Consult GmbH aus Karlsruhe mit der Erstellung einer zweistufigen Machbarkeitsstudie beauftragt. Die Regiotram soll die Zentren der Städte Aachen, Würselen, Alsdorf und Baesweiler miteinander verbinden.
Der Bericht über das Ergebnis einer Voranalyse im Rahmen der Stufe 1 dieser Machbarkeitsstudie (Modul A) vom Februar 2021 liegt inzwischen vor. Danach wird die ursprünglich vorgesehene Streckenführung weitestgehend über ehemalige Eisenbahntrassen ebenso wie ein Schnellbussystem als Alternative verworfen und die Empfehlung ausgesprochen, eine vom Gutachter entwickelte neue Streckenführung, die weitgehend parallel zur Bundesstraße 57 verläuft, der anstehenden weiteren Prüfung des Projekts im Rahmen der Stufe 1, Module B und C, sowie der Stufe 2 der Studie zugrunde zu legen. Bei dieser Variante soll der Flugplatz Merzbrück durch eine dort endende Zweigstrecke von Würselen-Mitte aus angebunden und auf eine Nutzung der Euregiobahntrasse von Merzbrück nach Alsdorf durch die Regiotram und auf den dadurch erforderlichen Einsatz von Zweisystemfahrzeugen verzichtet werden.
Die Stufe 2 der Machbarkeitsstudie wurde im März 2023 abgeschlossen. Demnach ist eine Regiotram zwischen Aachen Normaluhr und Baesweiler Nord technisch, betrieblich und wirtschaftlich machbar. Der Nutzen-Kosten-Indikator liegt für eine Variante über Alsdorf-Annapark (inklusive einer Kreuzungsbeseitigung mit der Bahnstrecke Stolberg–Herzogenrath) bei 1,14 und für eine Variante über Alsdorf-Kellersberg bei 1,25.
Im September/Oktober 2023 haben die Stadträte Aachen, Alsdorf, Baesweiler und Würselen sowie der Städteregionsausschuss der Städteregion Aachen beschlossen, dass vorbehaltlich der Bewilligung von Fördermitteln aus dem „STARK-Programm“ für die Planungskosten der Auftrag für die Leistungsphasen 1 und 2 nach der Honorarordnung für Architekten und Ingenieure (Grundlagenermittlung und Vorplanung) erteilt und dass diesen Planungen allein die Streckenvariante über Alsdorf-Annapark zugrunde gelegt werden soll. Nach entsprechenden Förderzusagen des Bundes über nur 70 % statt wie beantragt 90 % der Kosten und des Landes Nordrhein-Westfalen über die Differenz von 20 % war im Juni 2025 die Grundlagenermittlung und die Vorplanung beauftragt.
Mit der Erstellung eines Kommunikationskonzeptes zur Bürgerbeteiligung wurde ein Konsortium der Firmen PRpetuum GmbH München/Frankfurt/Berlin (Agentur für Kommunikation und Themenmanagement) und Zebralog GmbH Berlin/Bonn (Partizipation und Bürgerbeteiligung) beauftragt.